# Biserica reformată din Fântânița

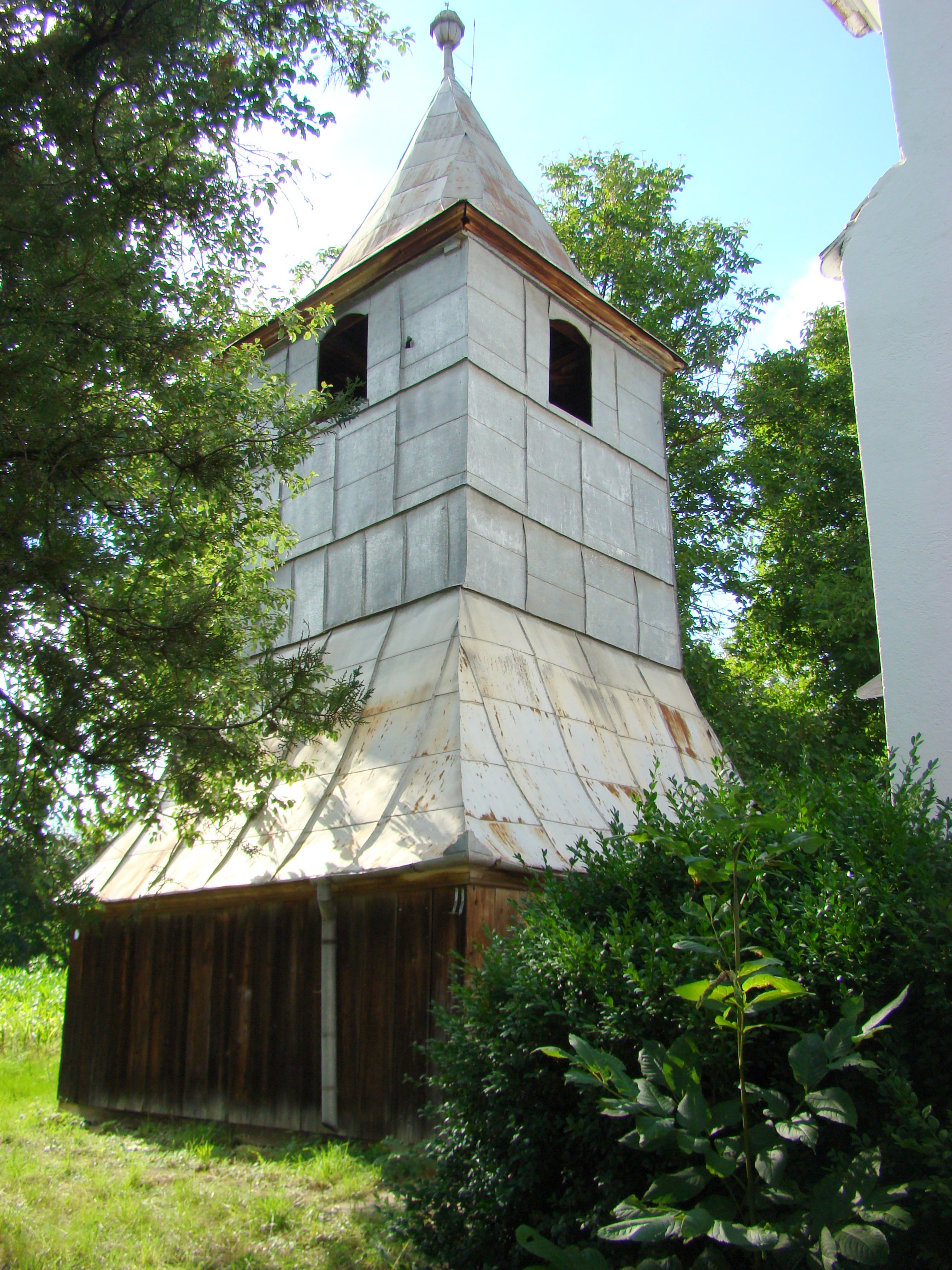
Turnul clopotniță din lemn al bisericii reformate din satul Fântânița

Biserica reformată din Fântânița este un ansamblu de monumente istorice aflat pe teritoriul satului Fântânița; comuna Miceștii de Câmpie.
Ansamblul este format din două monumente:
- Biserica reformată (cod LMI BN-II-m-B-01657.01)
- Turn clopotniță al bisericii reformate (cod LMI BN-II-m-B-01657.02)

## Localitatea
Fântânița (în maghiară Mezőköbölkút) este un sat în comuna Miceștii de Câmpie din județul Bistrița-Năsăud, Transilvania, România. Localitatea este atestată din anul 1297 sub numele de Kubulkuth („Fântâna de Piatră”).

## Biserica
În 1332 exista o biserică parohială, preotul său Miklós fiind menționat în lista dijmelor papale. În perioada reformei protestante, locuitorii catolici ai satului au trecut la biserica reformată-calvină. Biserica medievală, care data probabil din secolul al XV-lea, a fost reconstruită parțial în 1807.
Clopotnița de lemn alăturată datează, probabil, din secolul al XVII-lea. 
O nouă biserică a fost construită în anii 90, deși cea veche poate fi folosită în continuare.

## Imagini din exterior

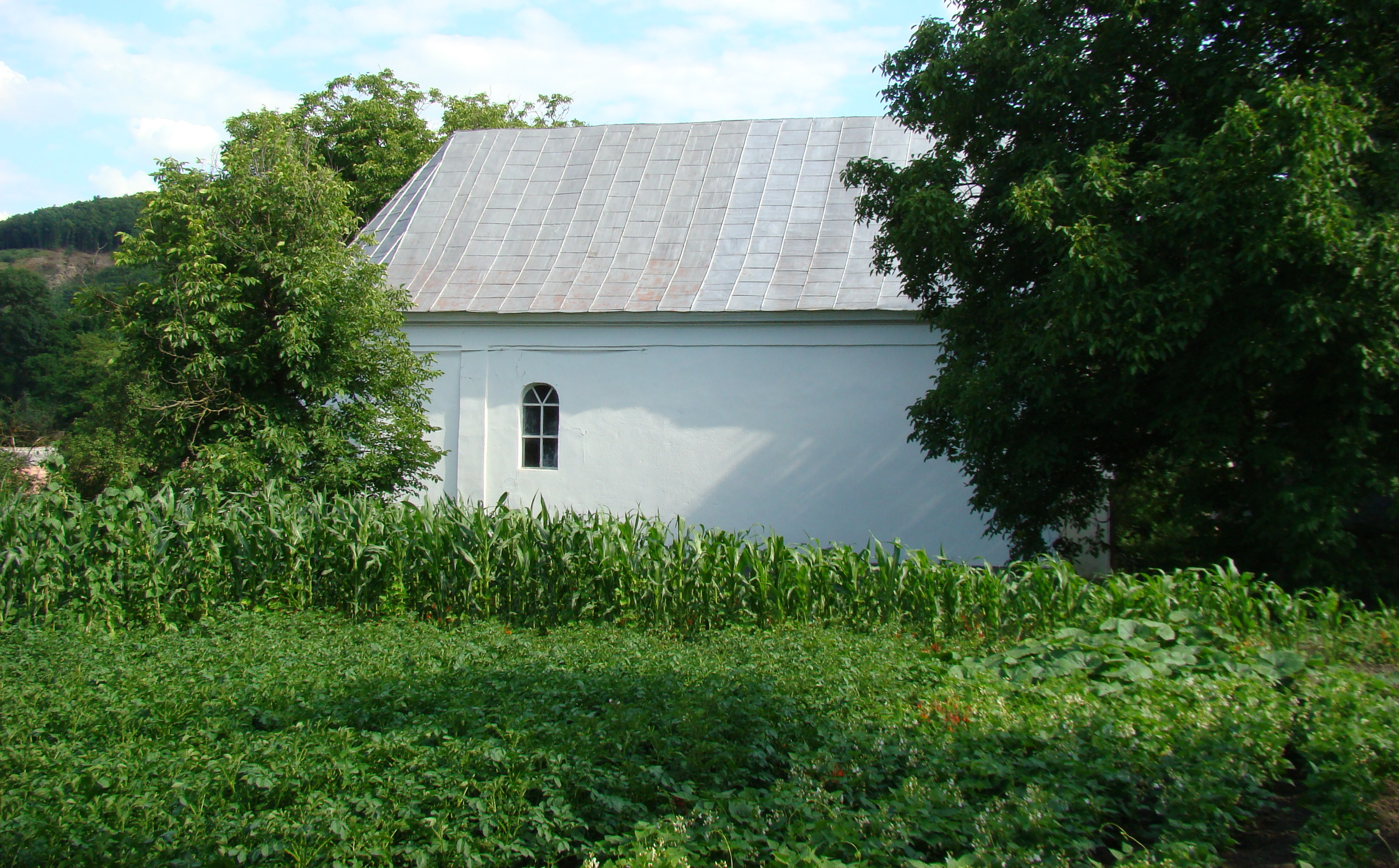
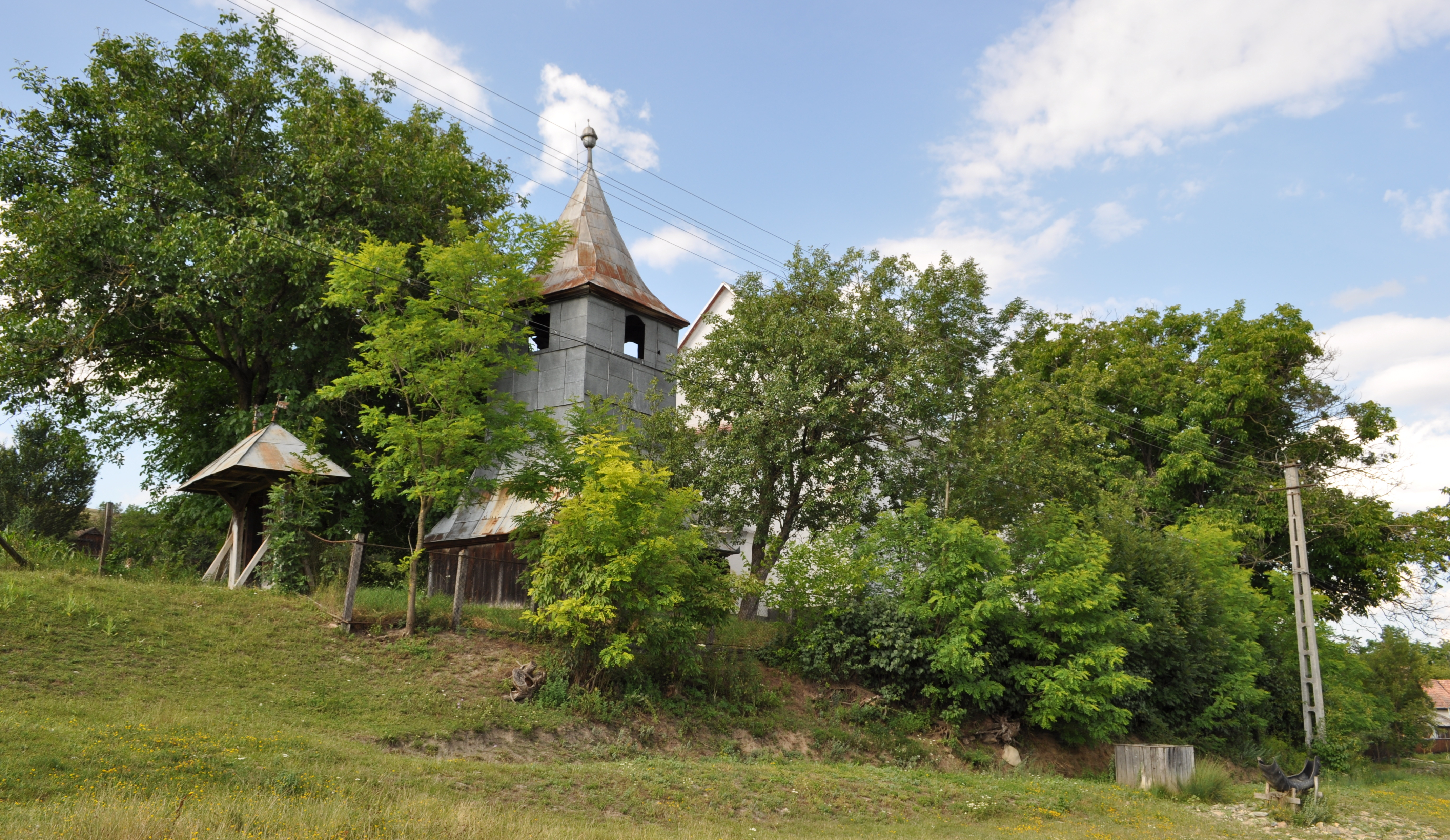
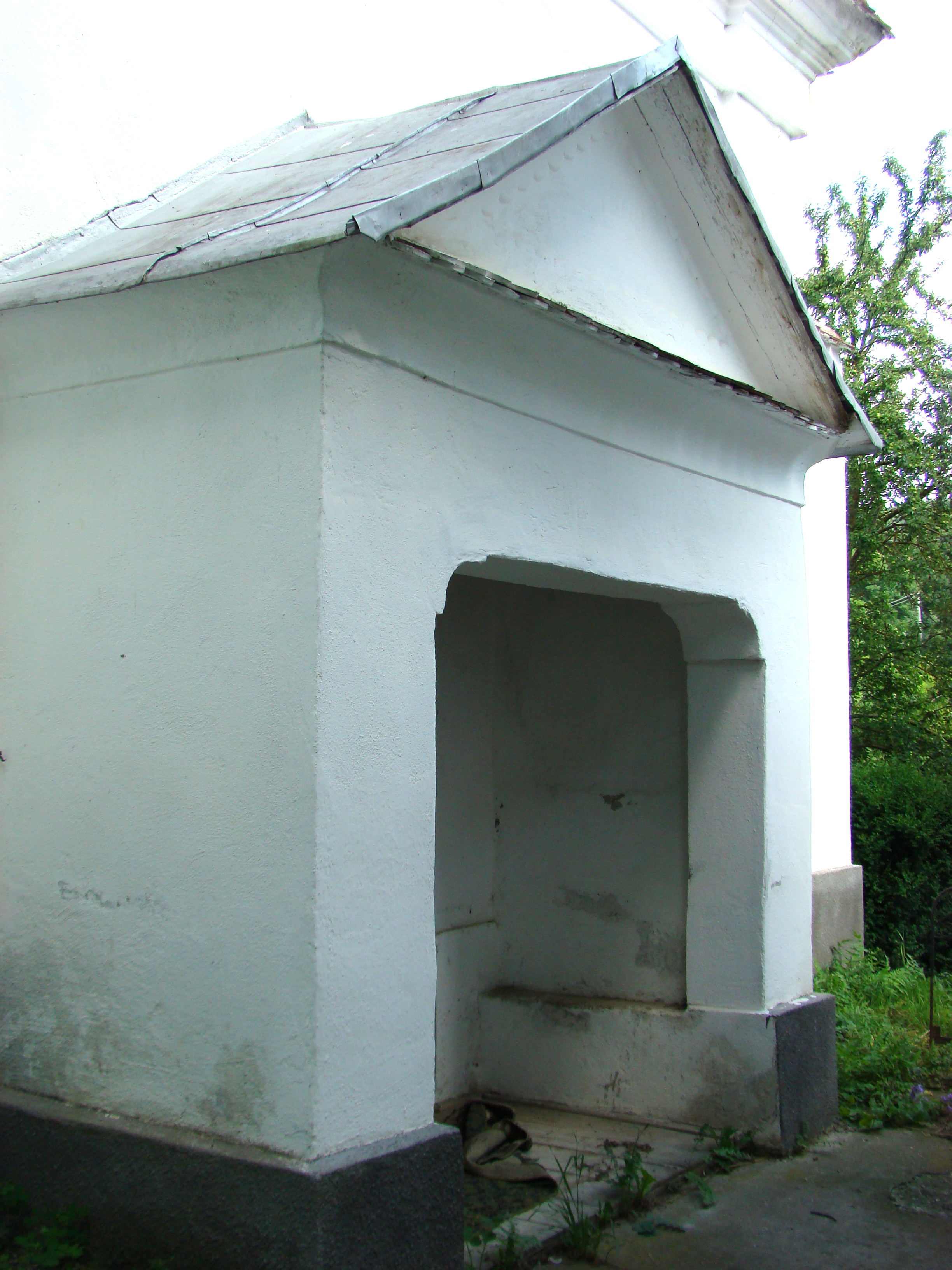
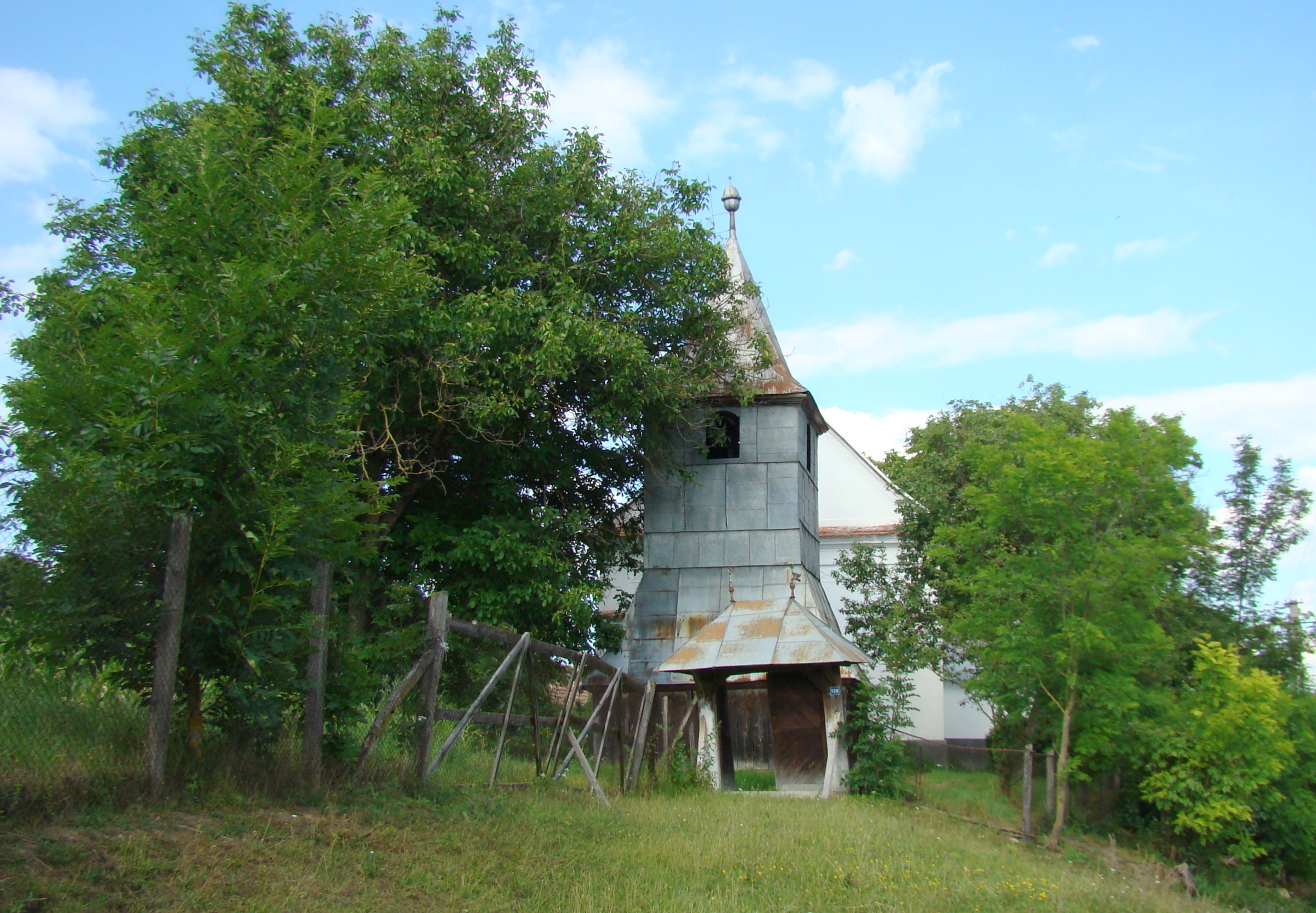
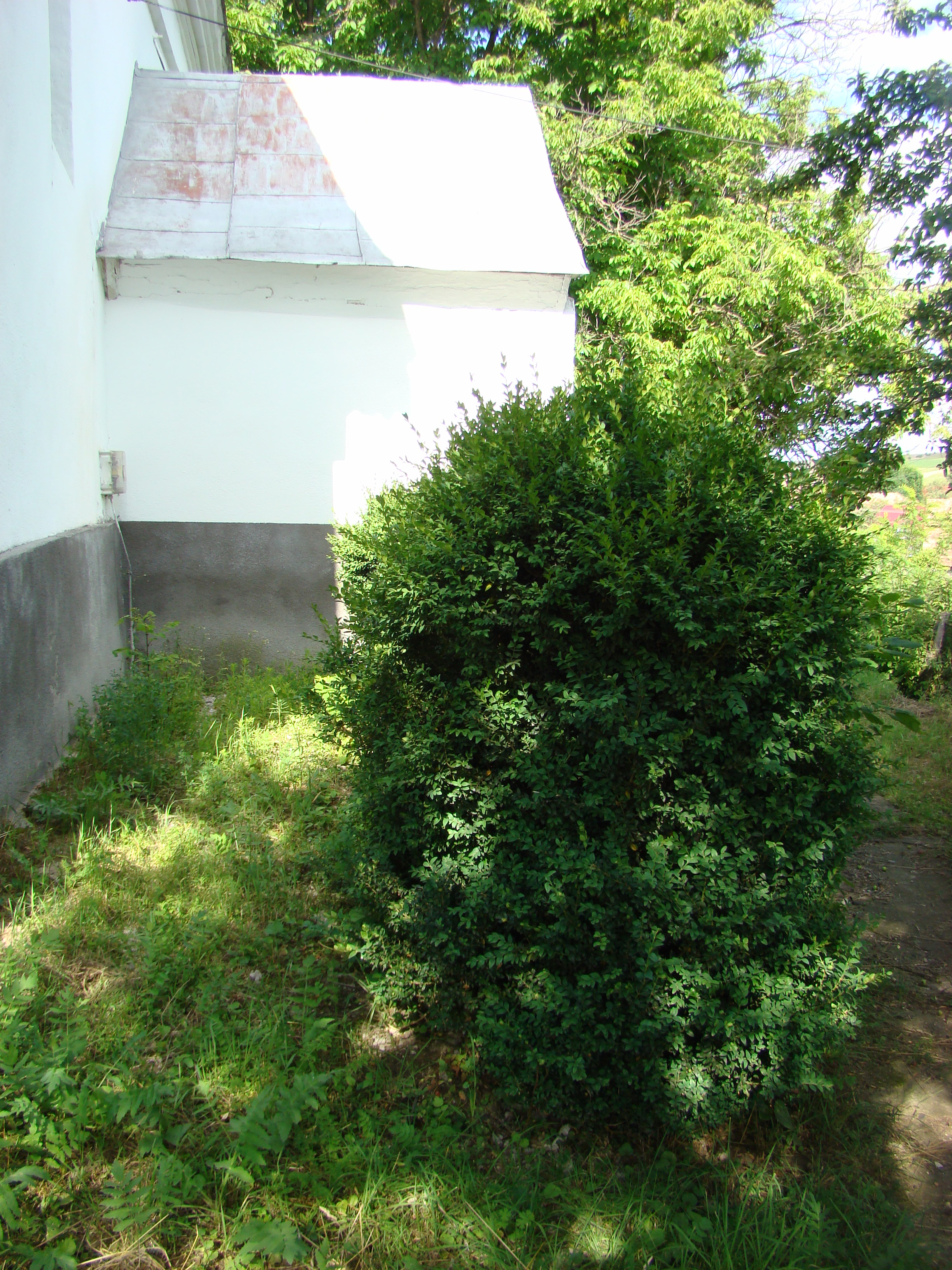
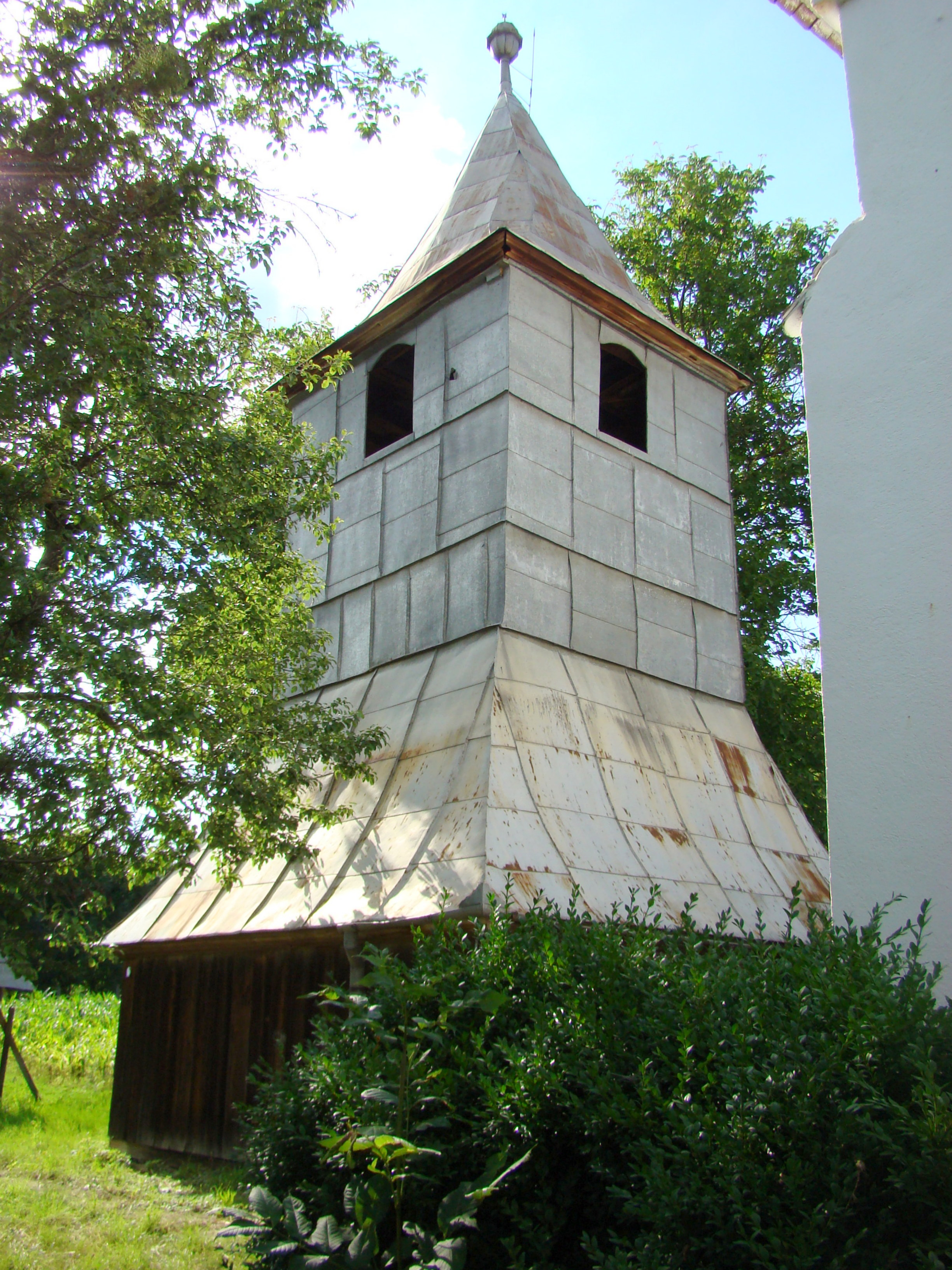
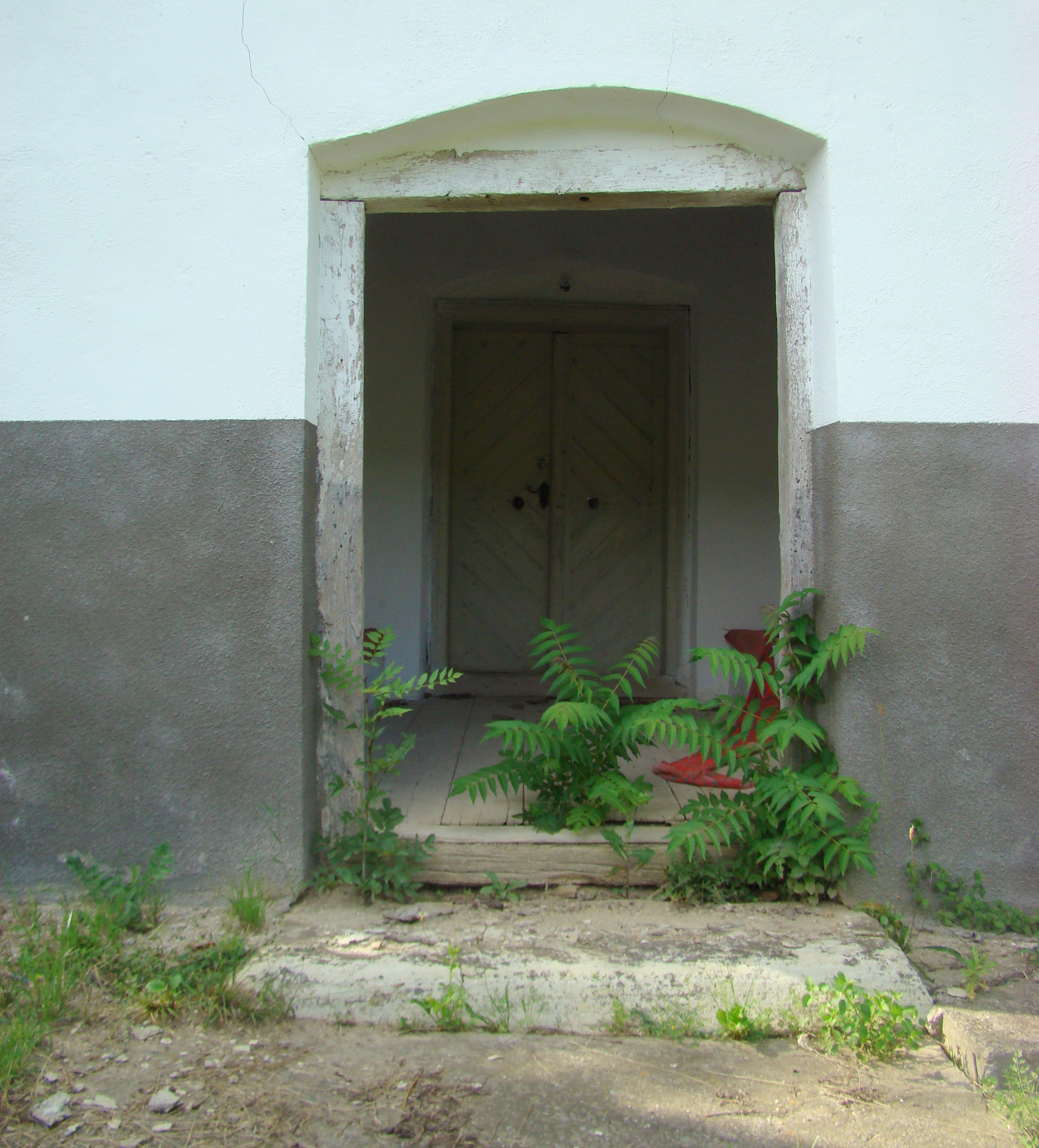
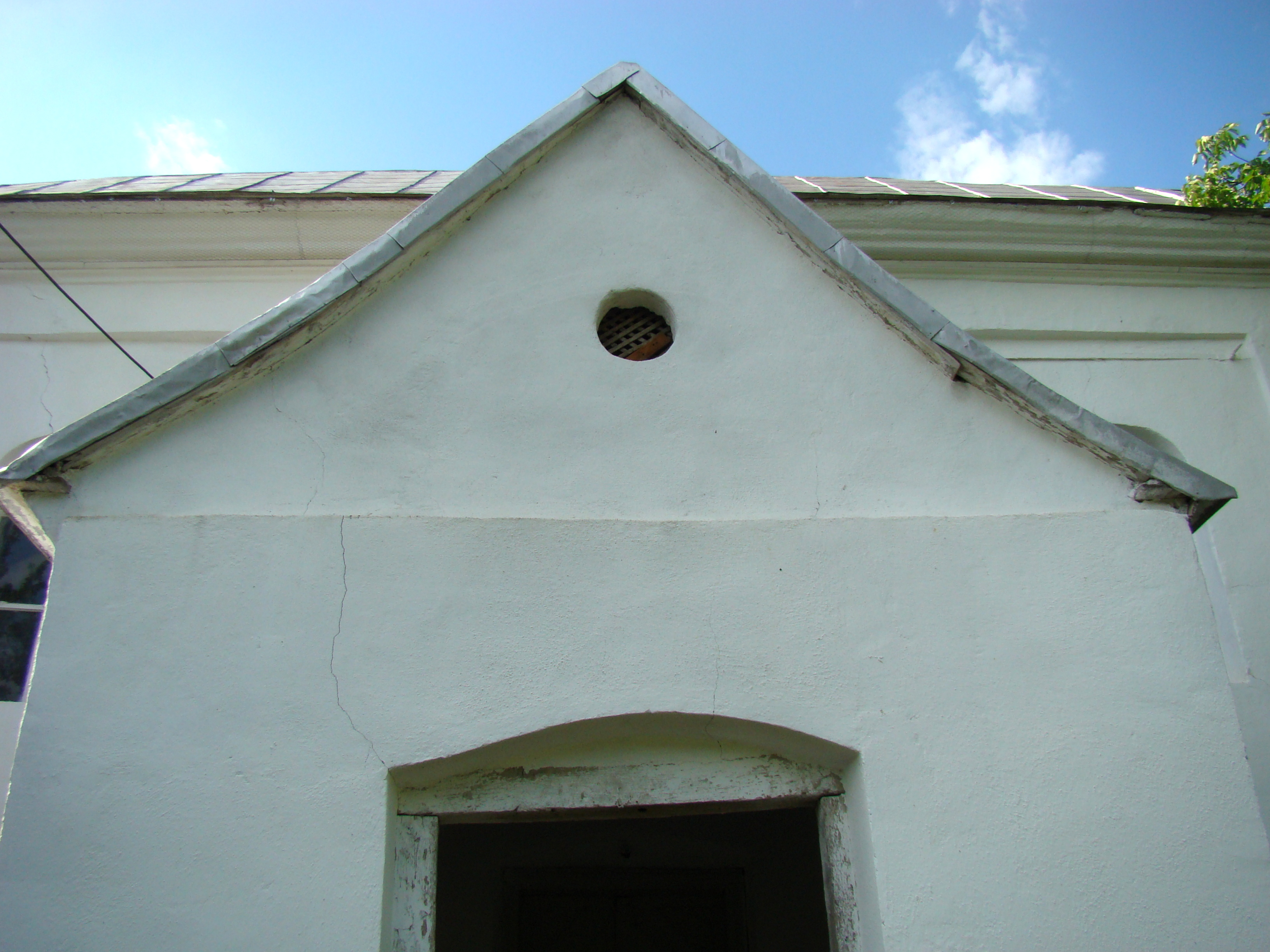
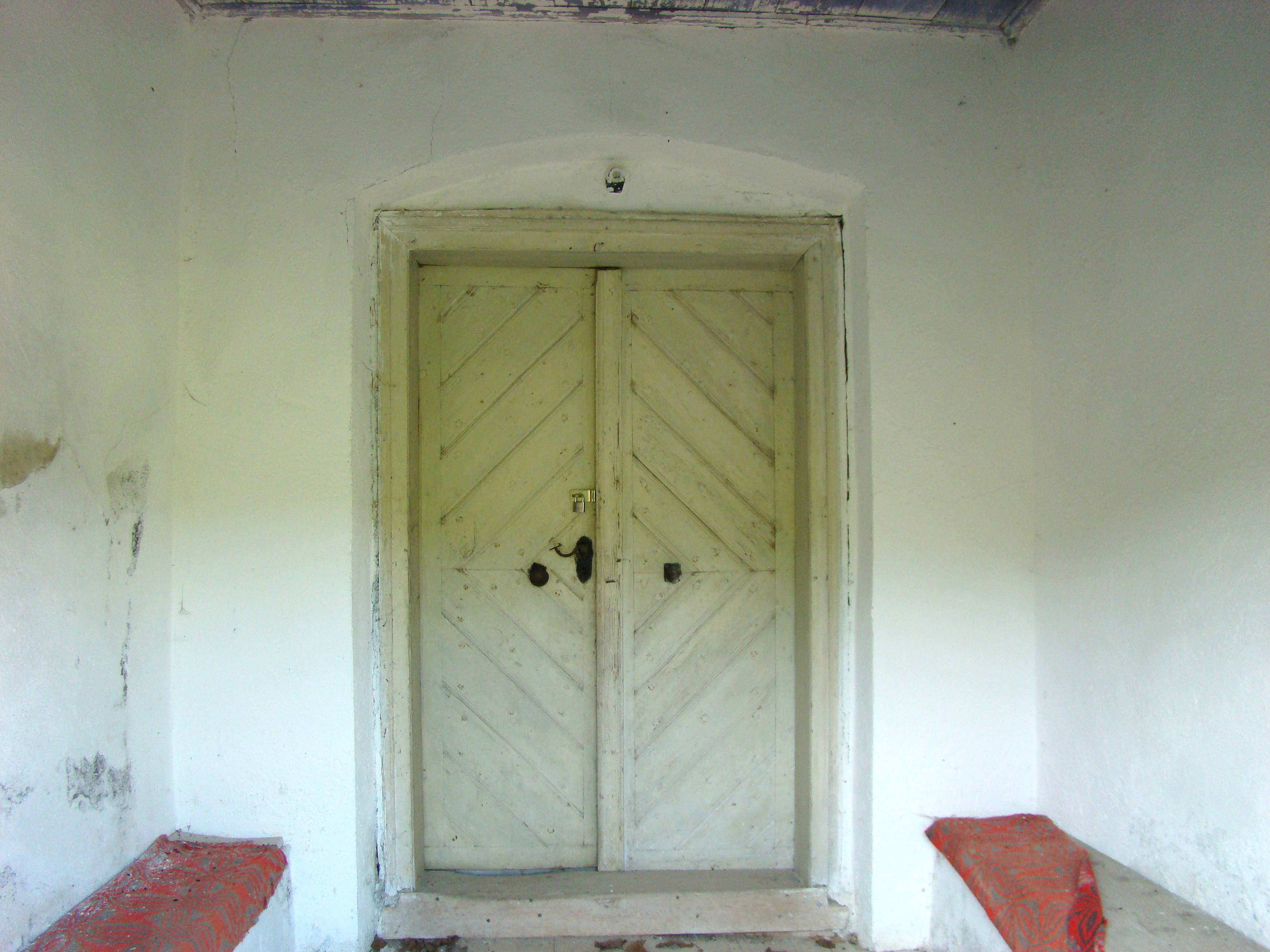
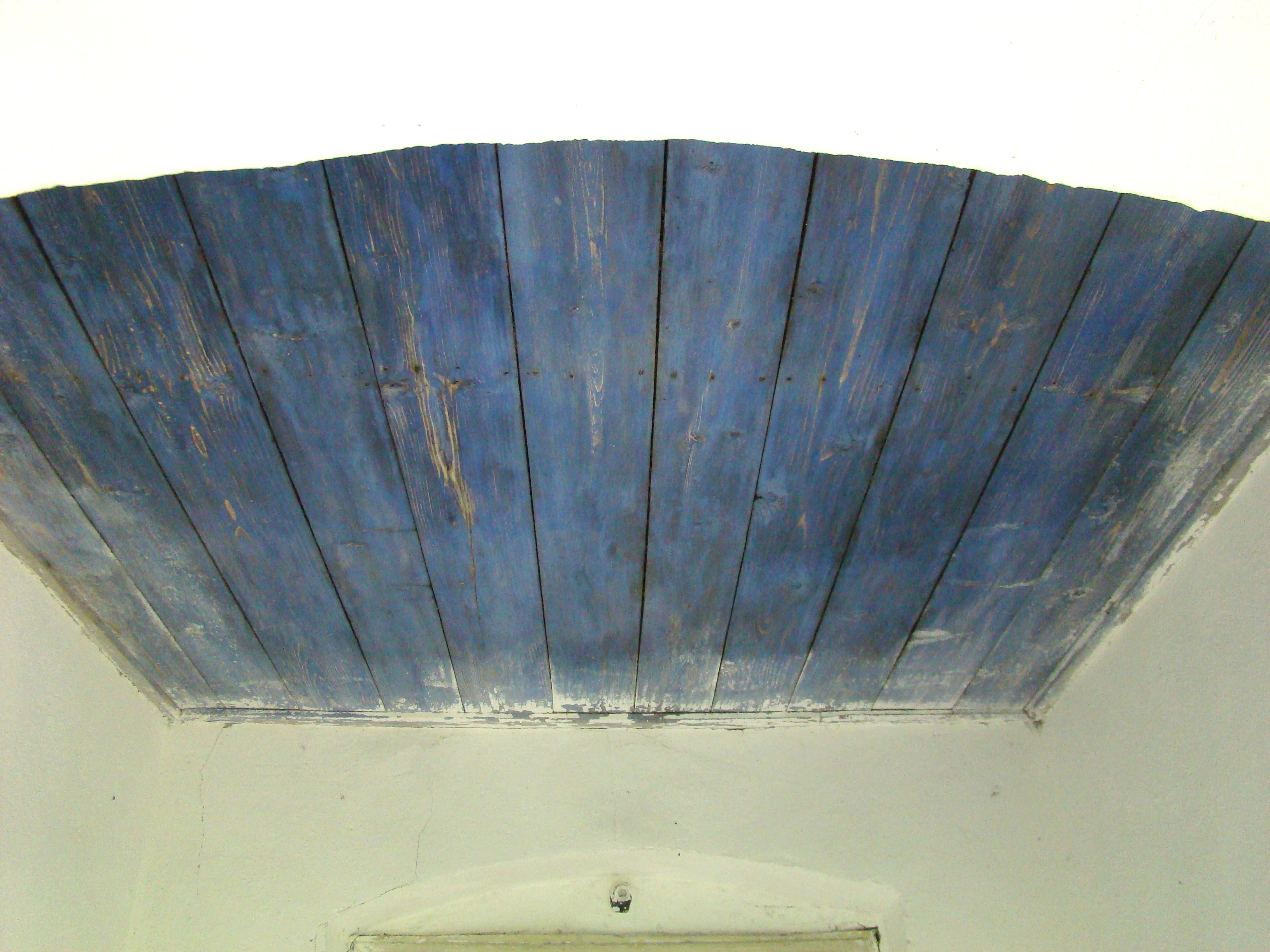
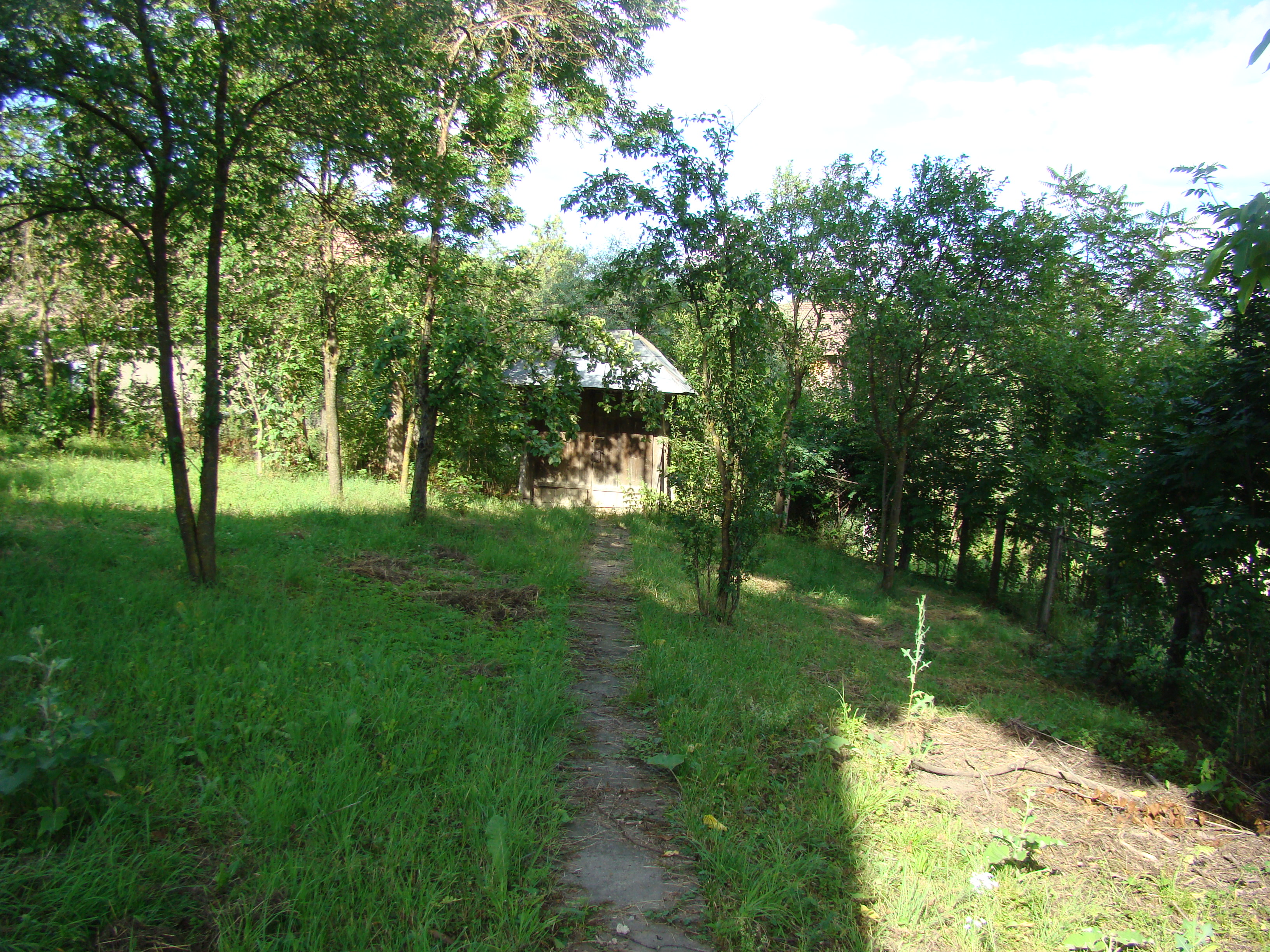
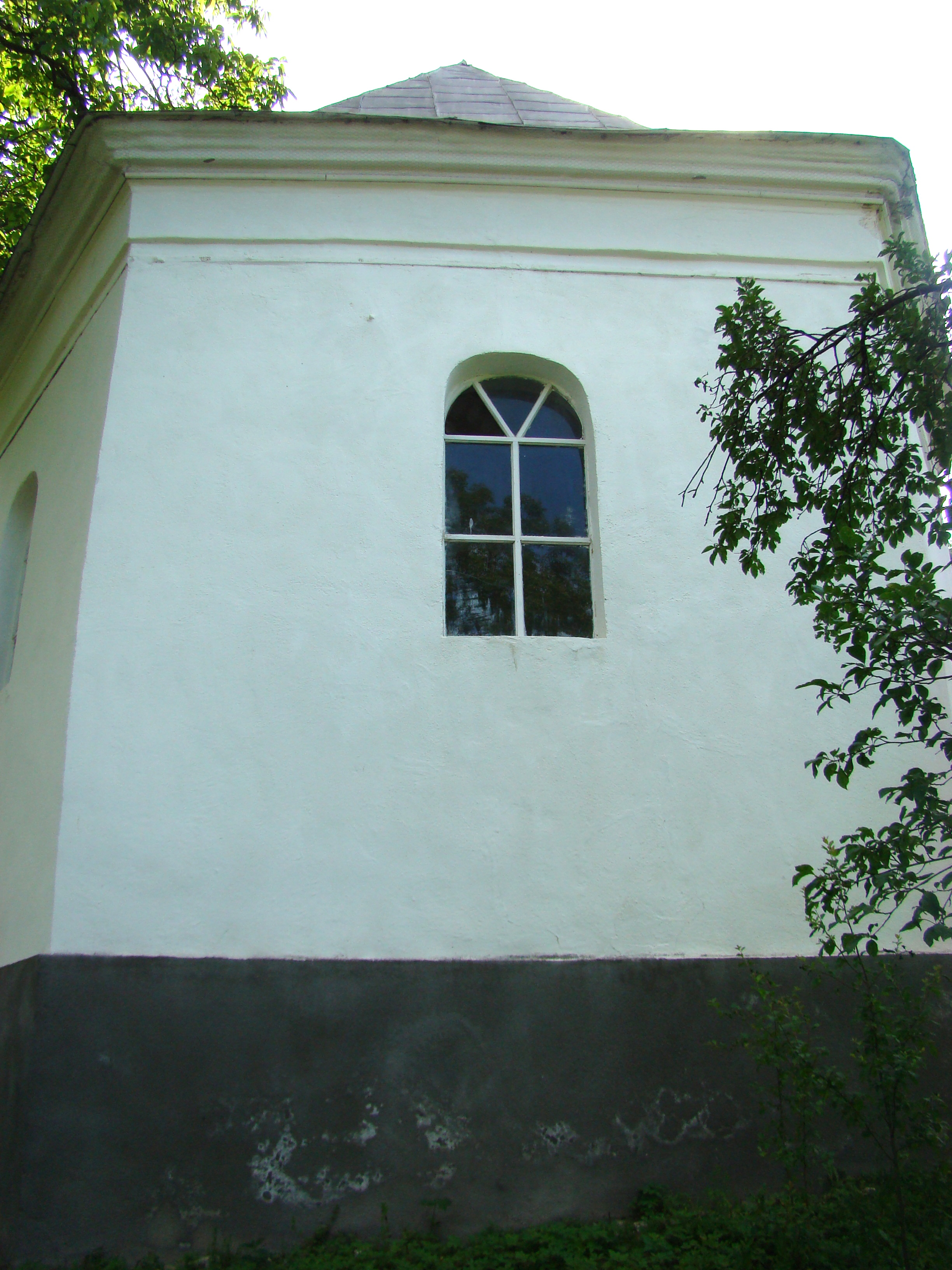
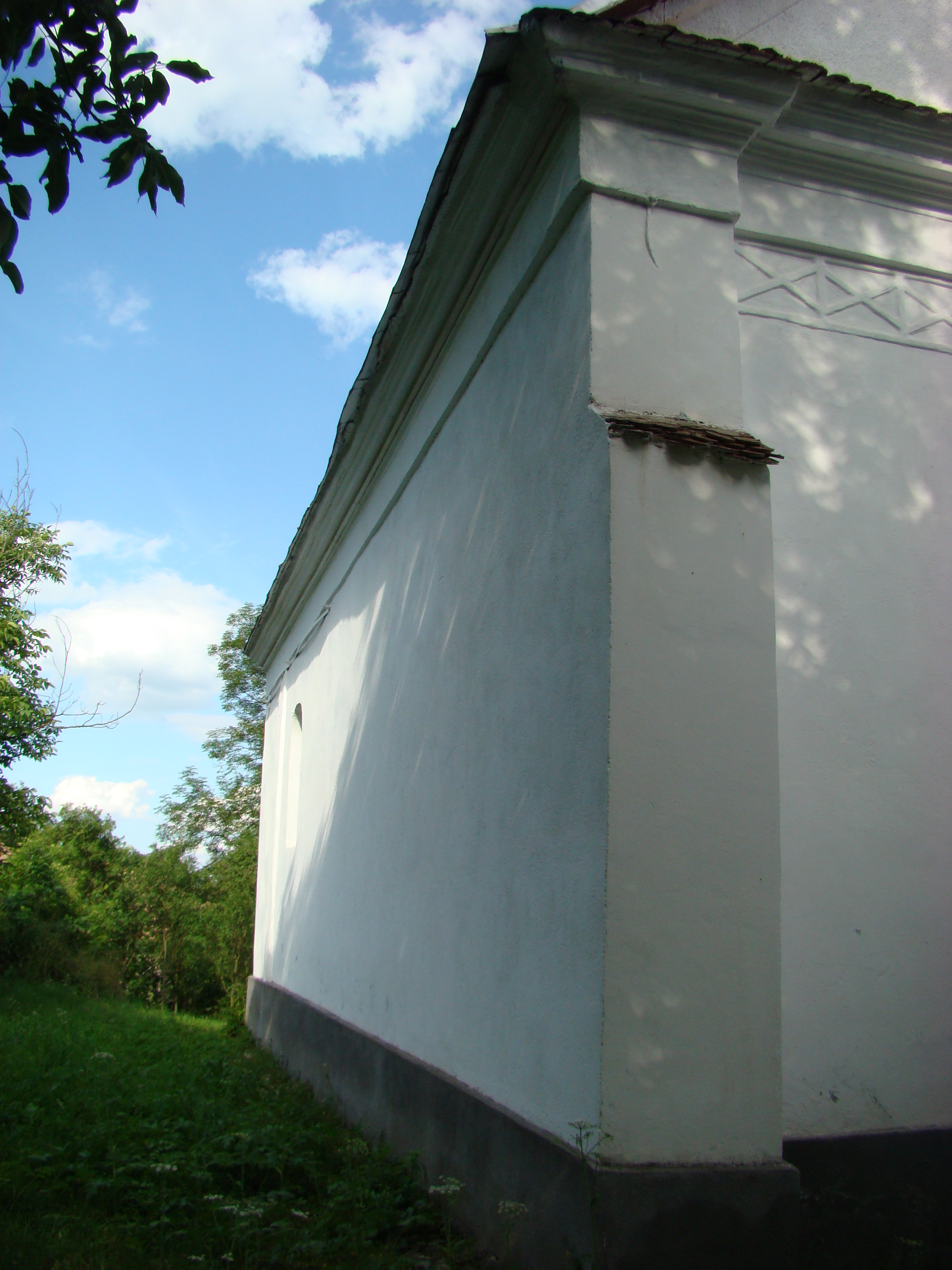
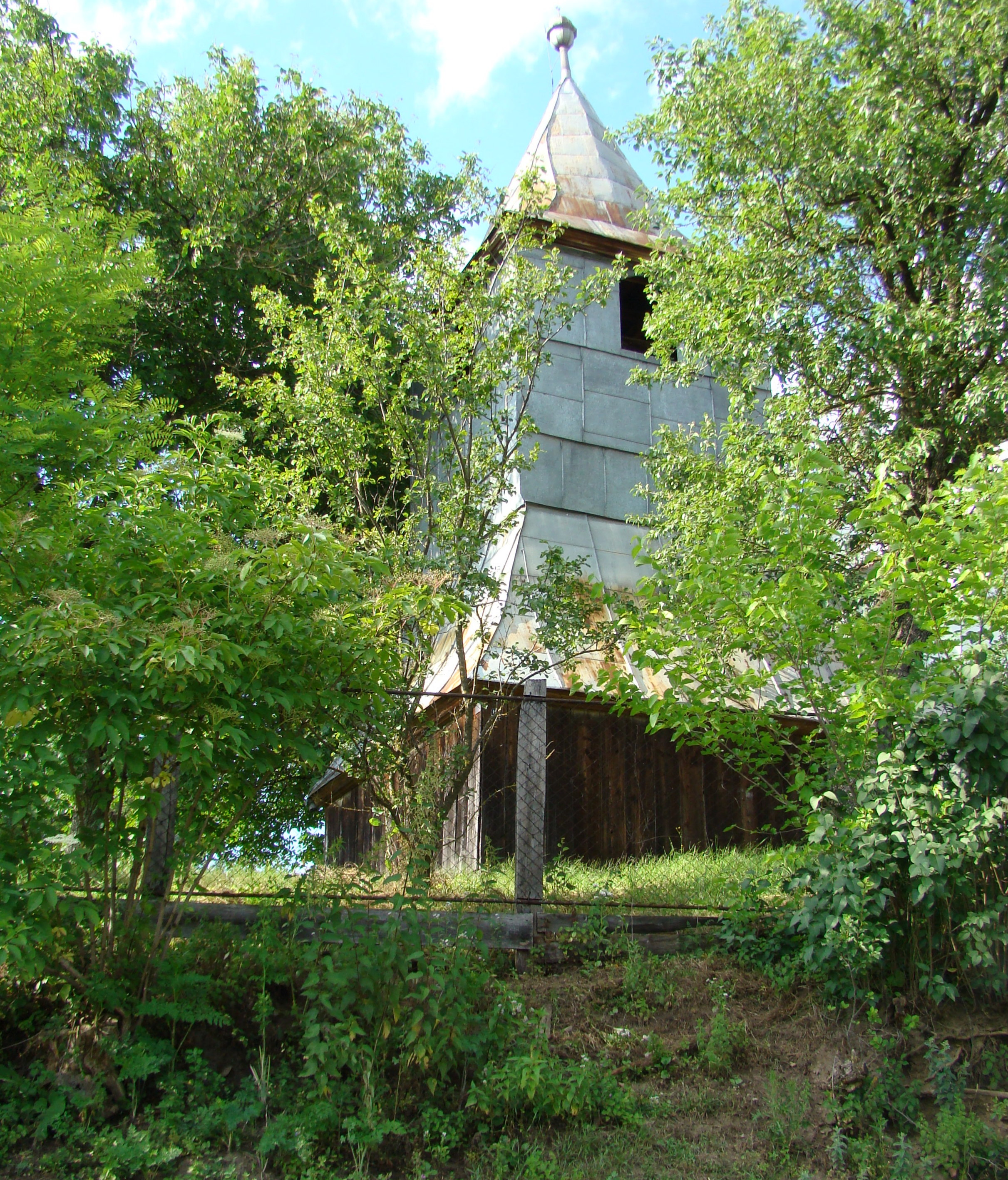
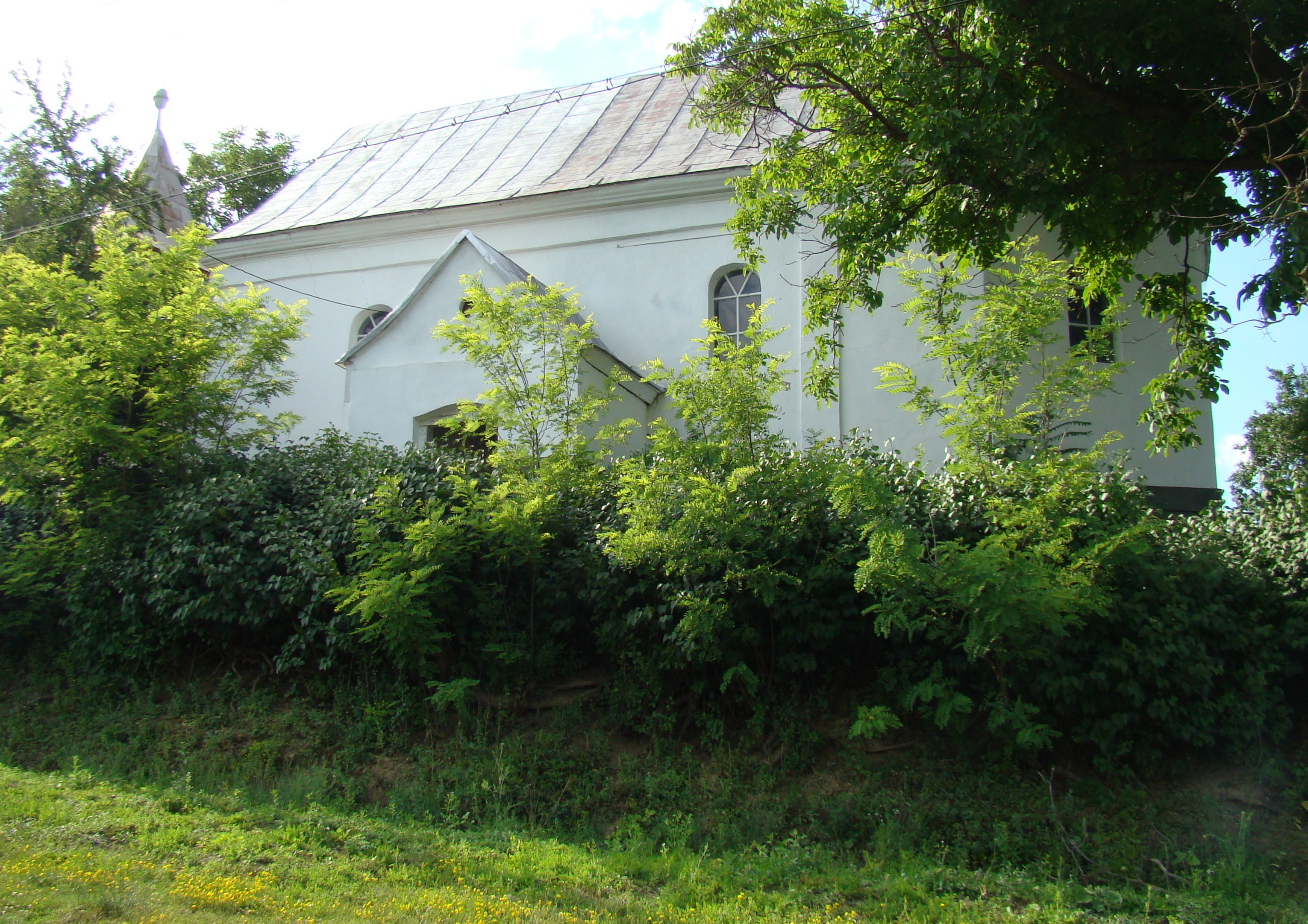
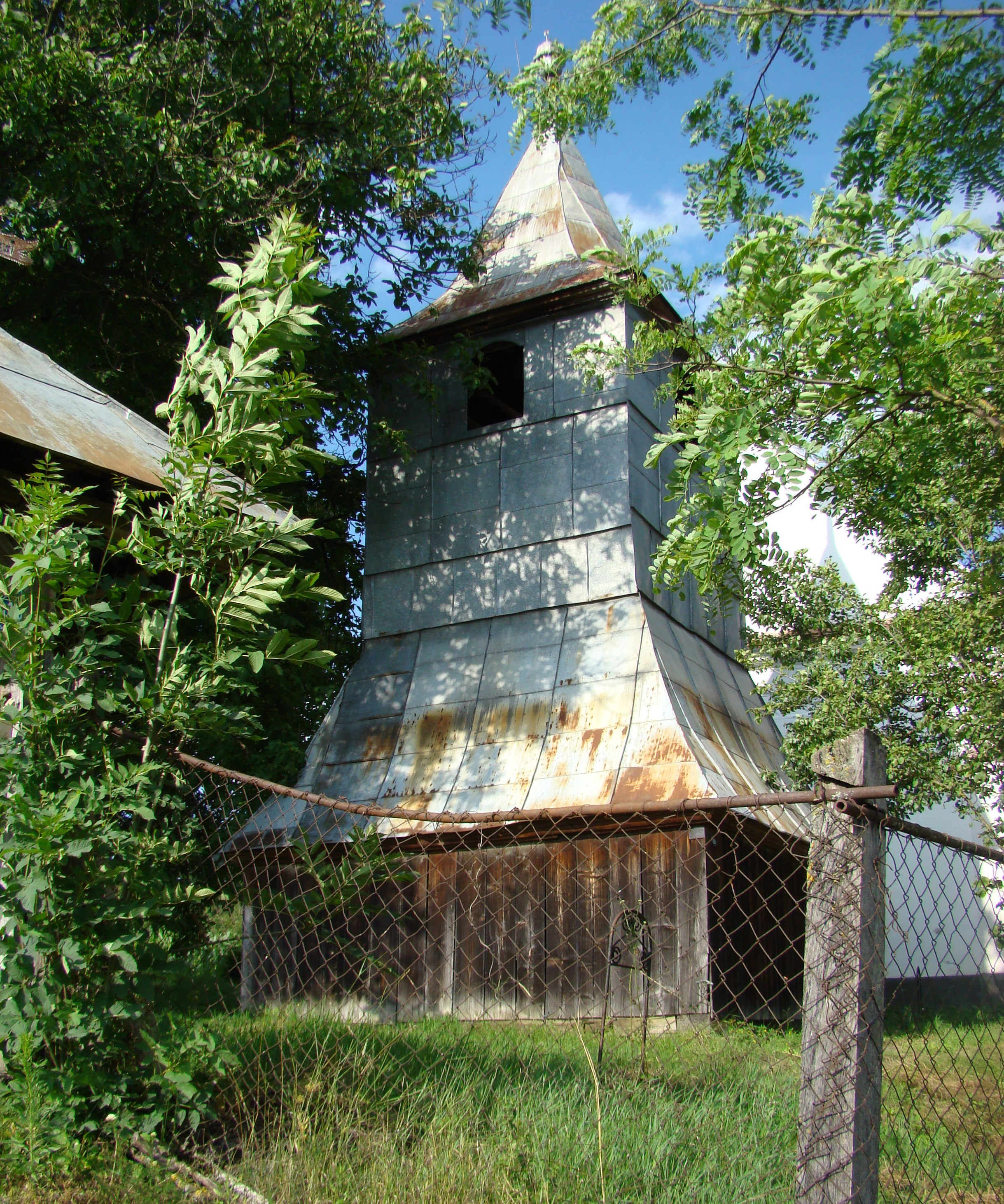
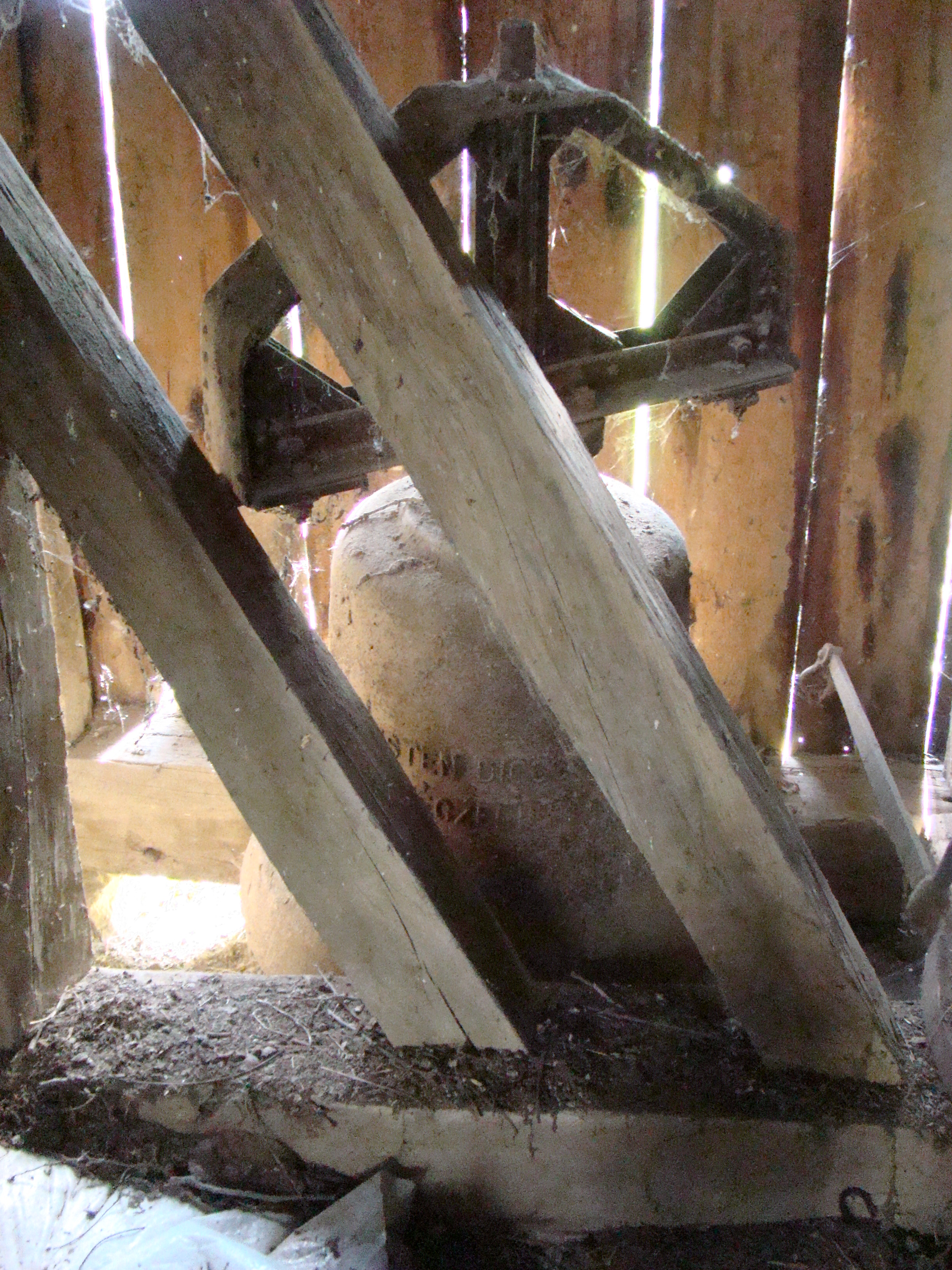
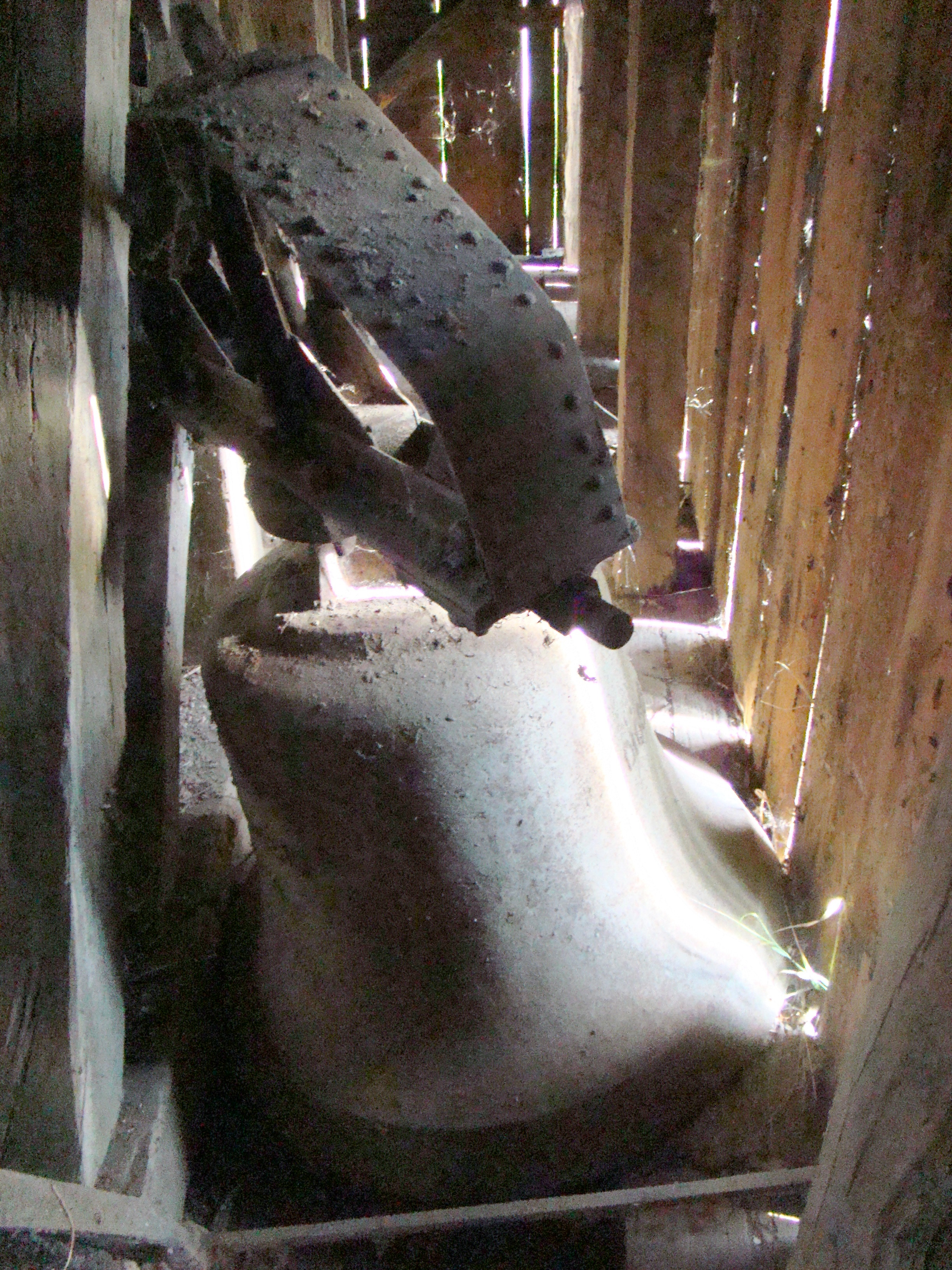
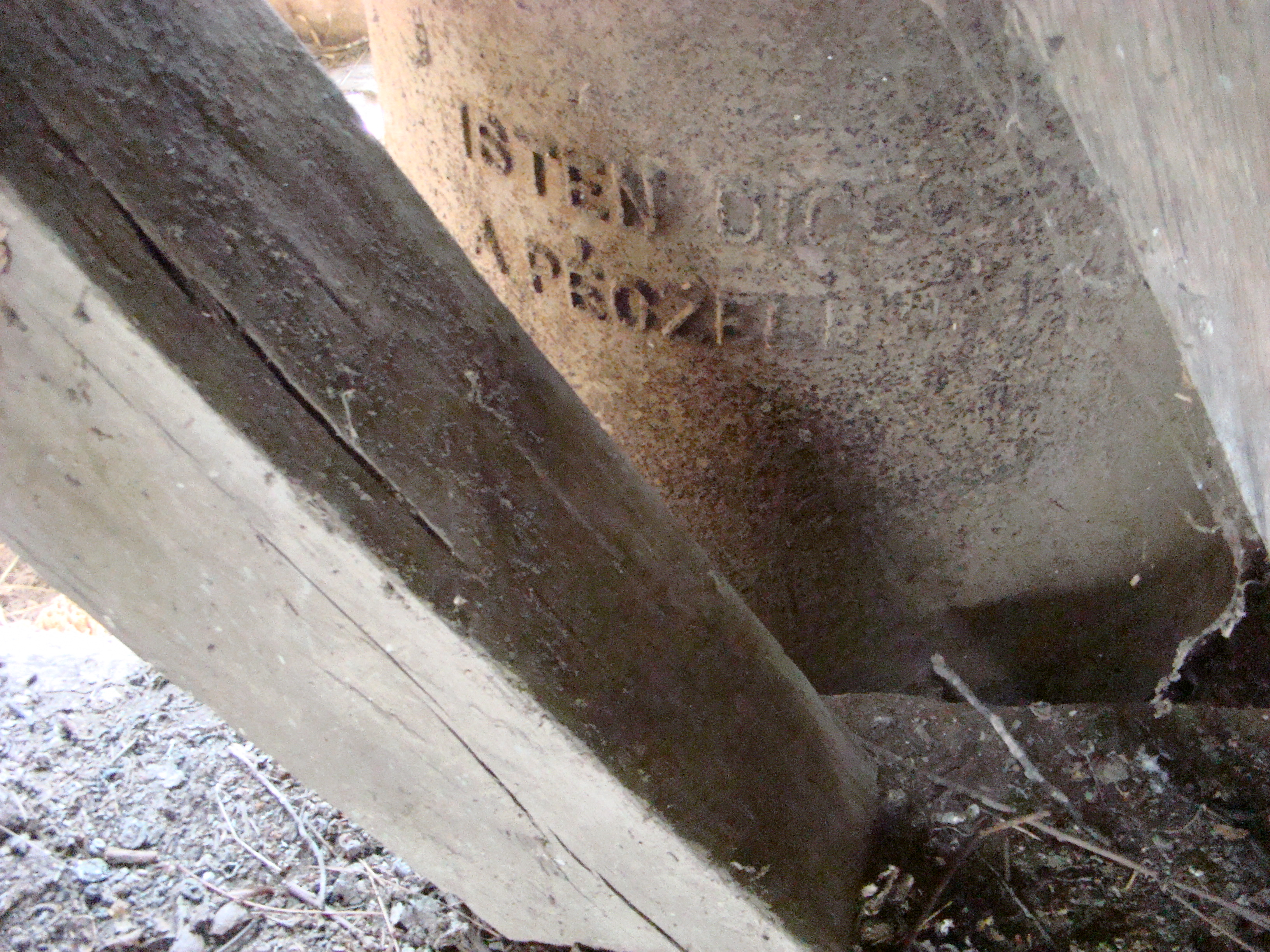
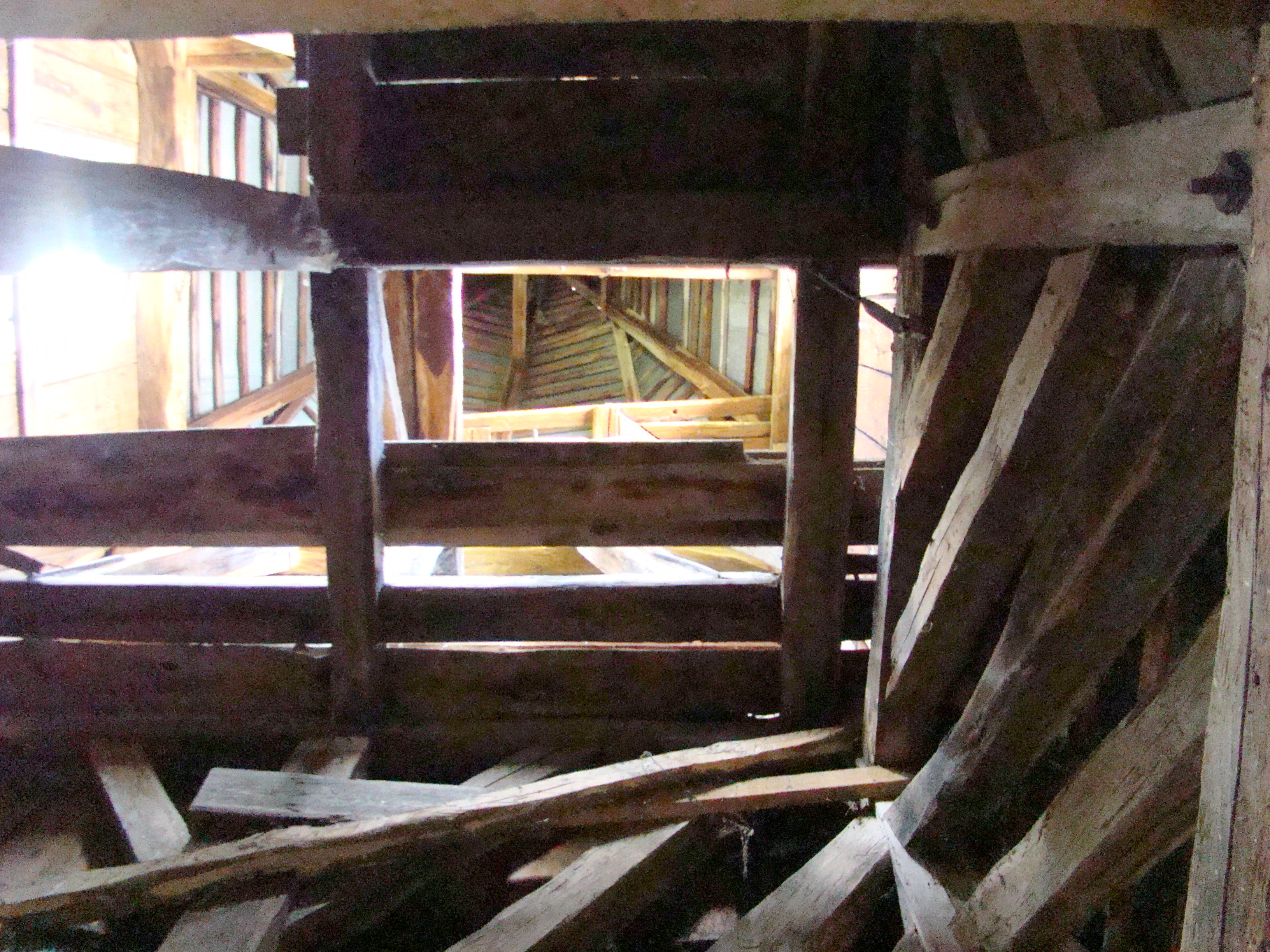
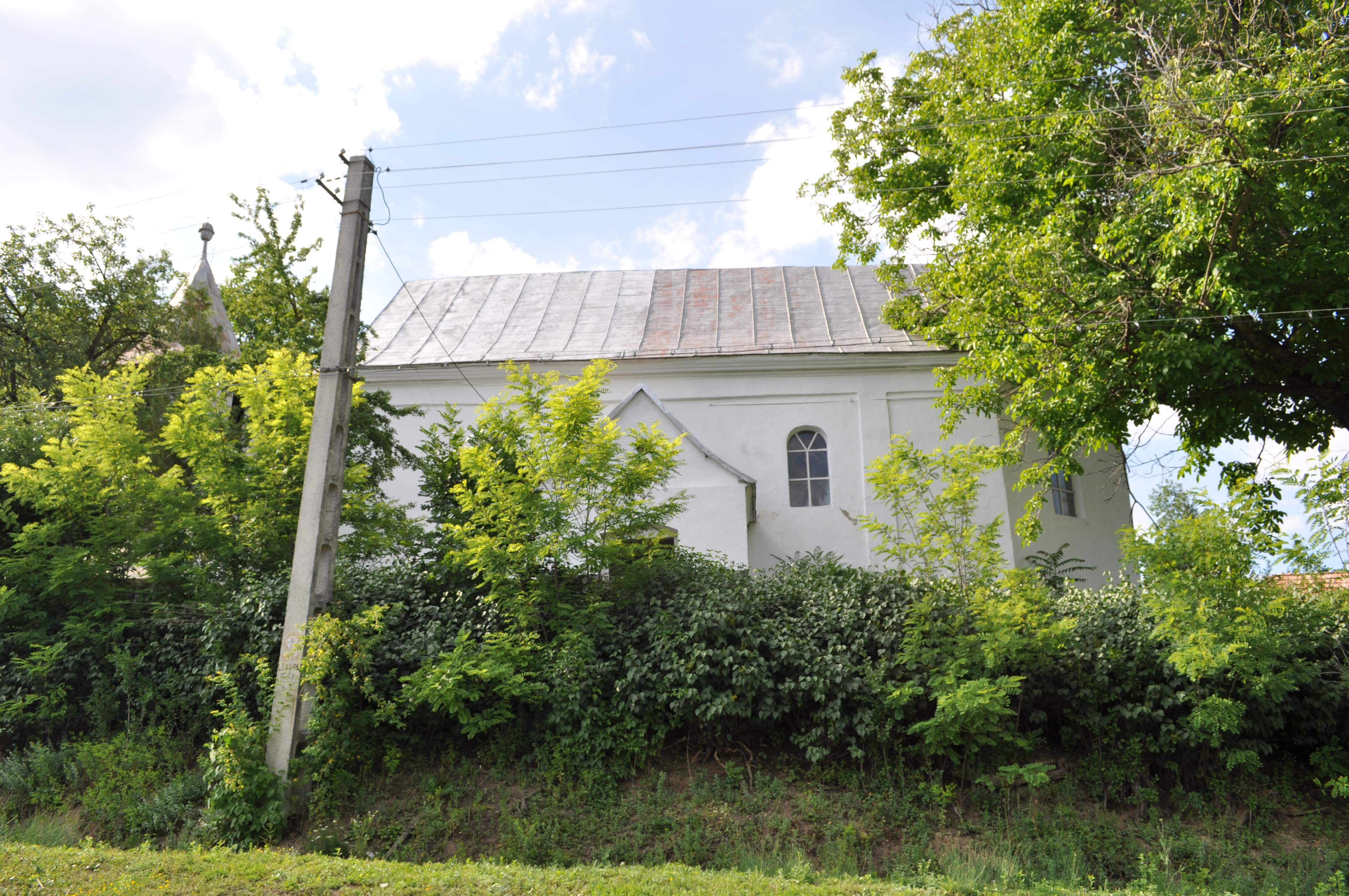
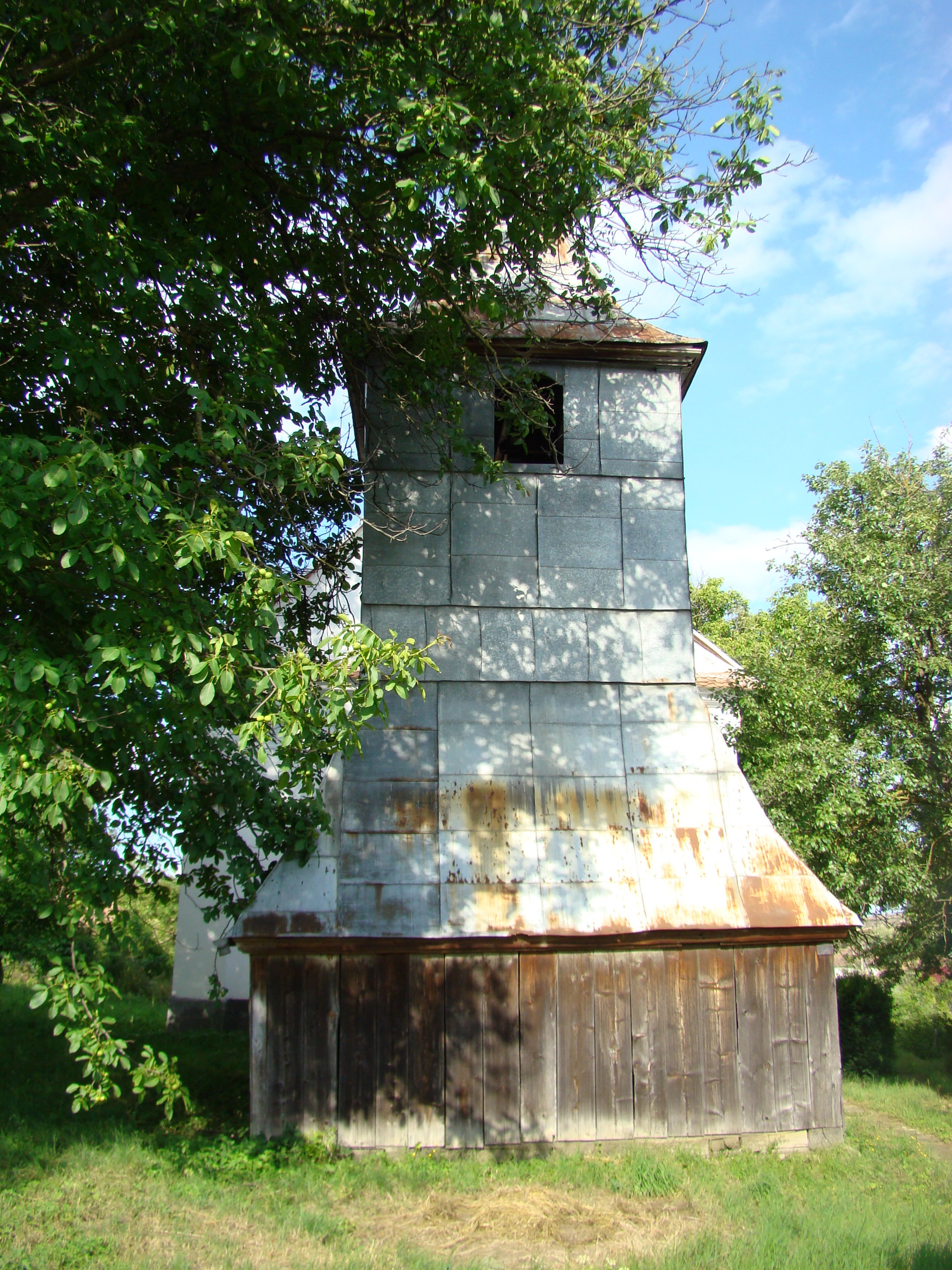
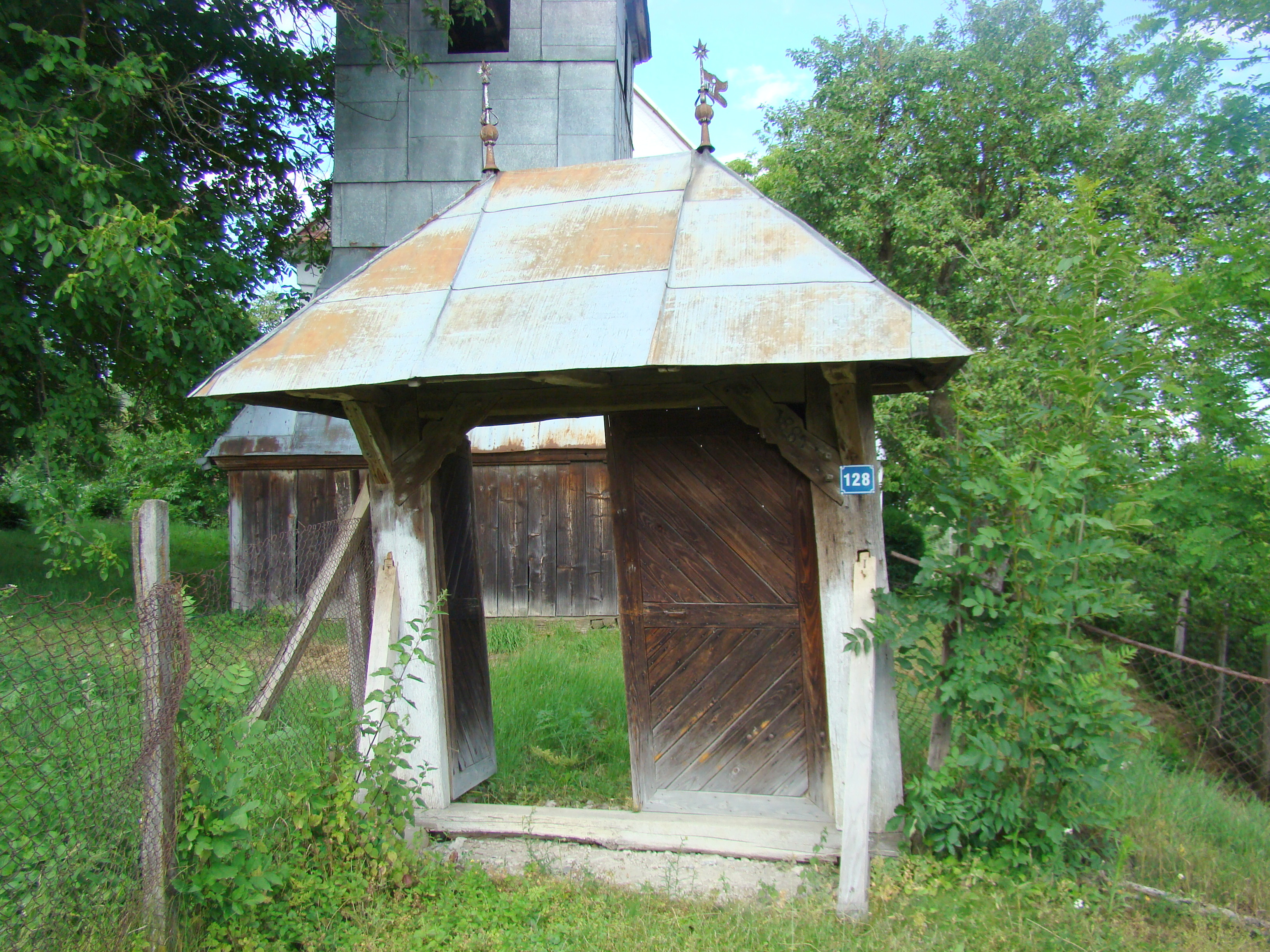
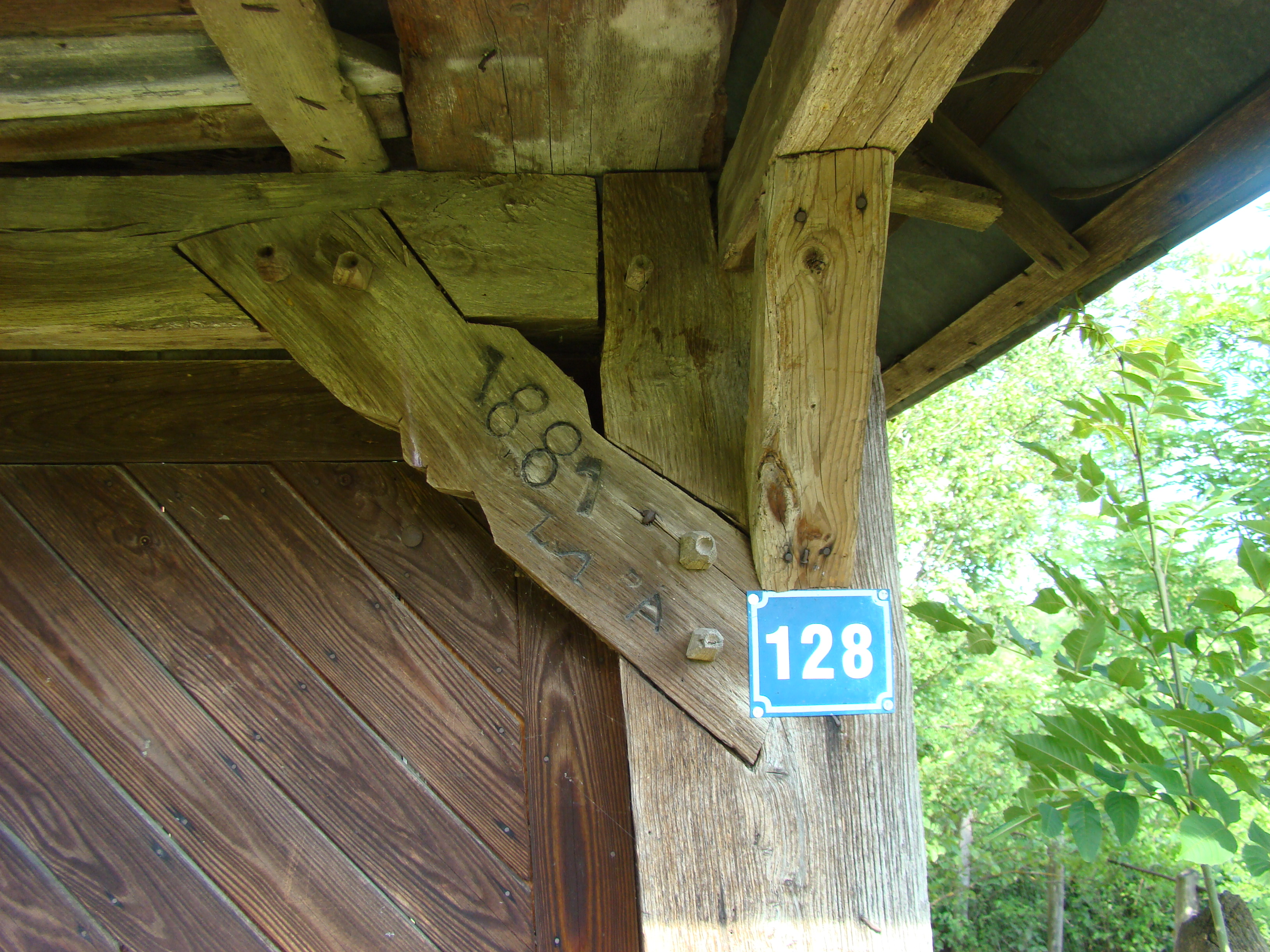
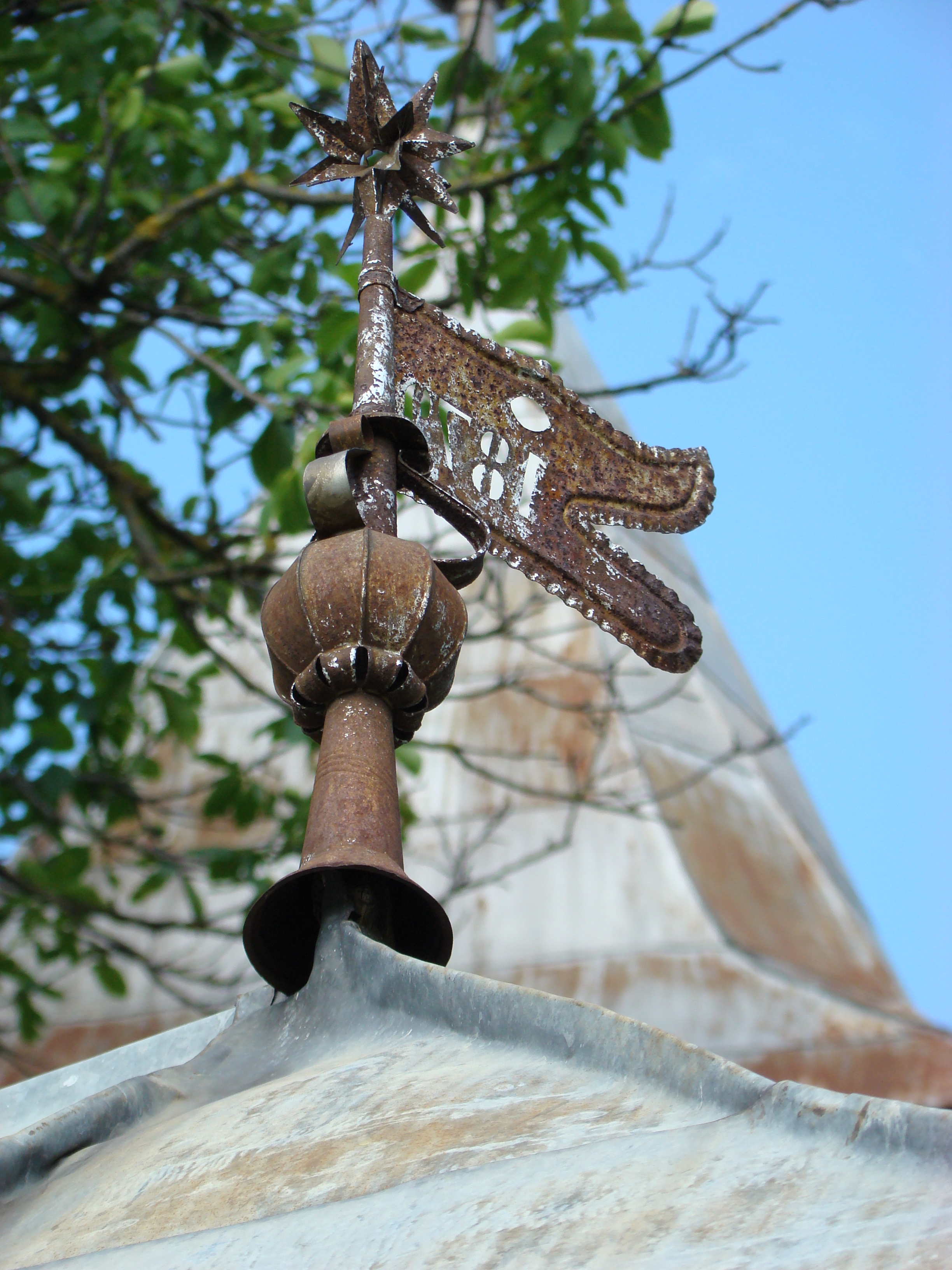
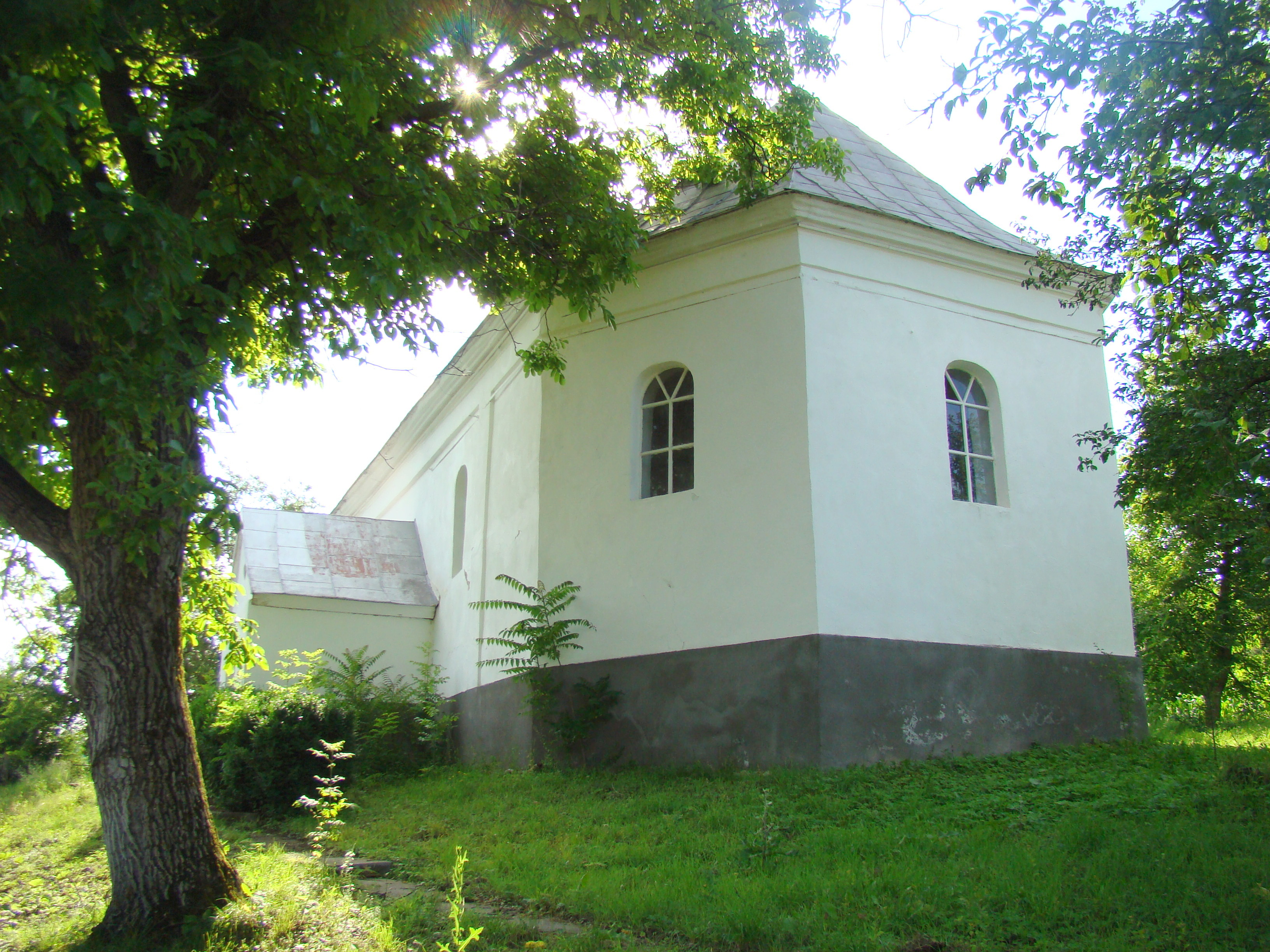
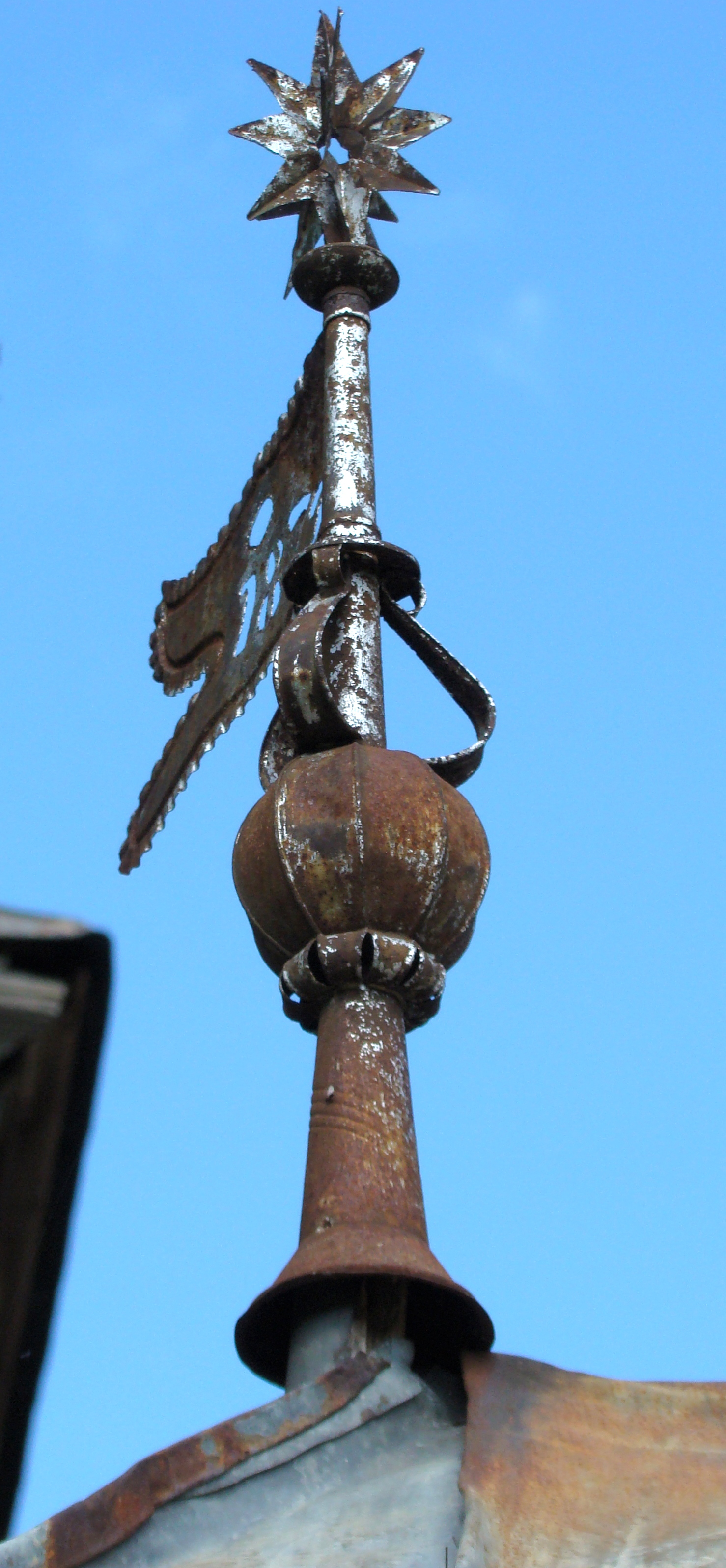
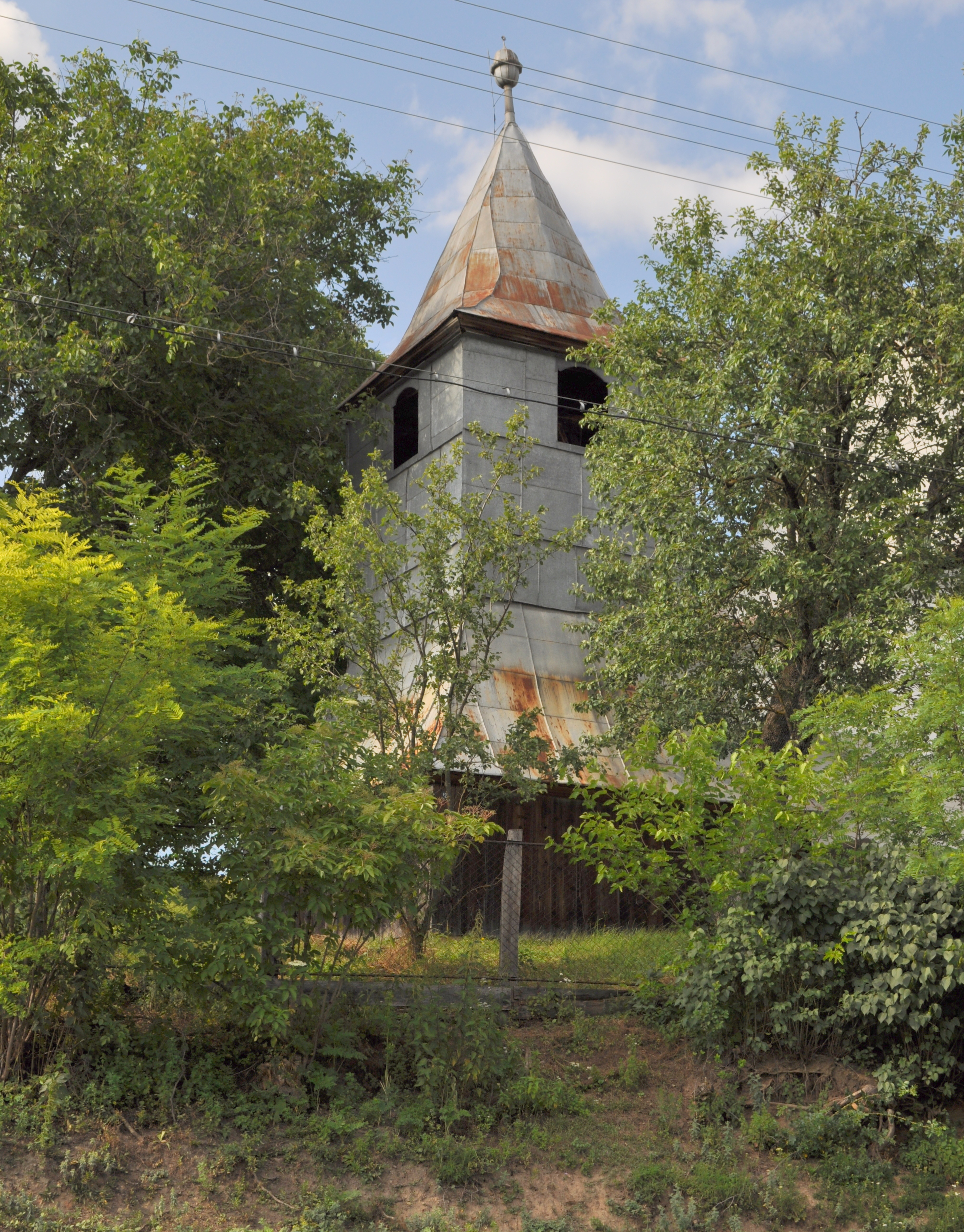
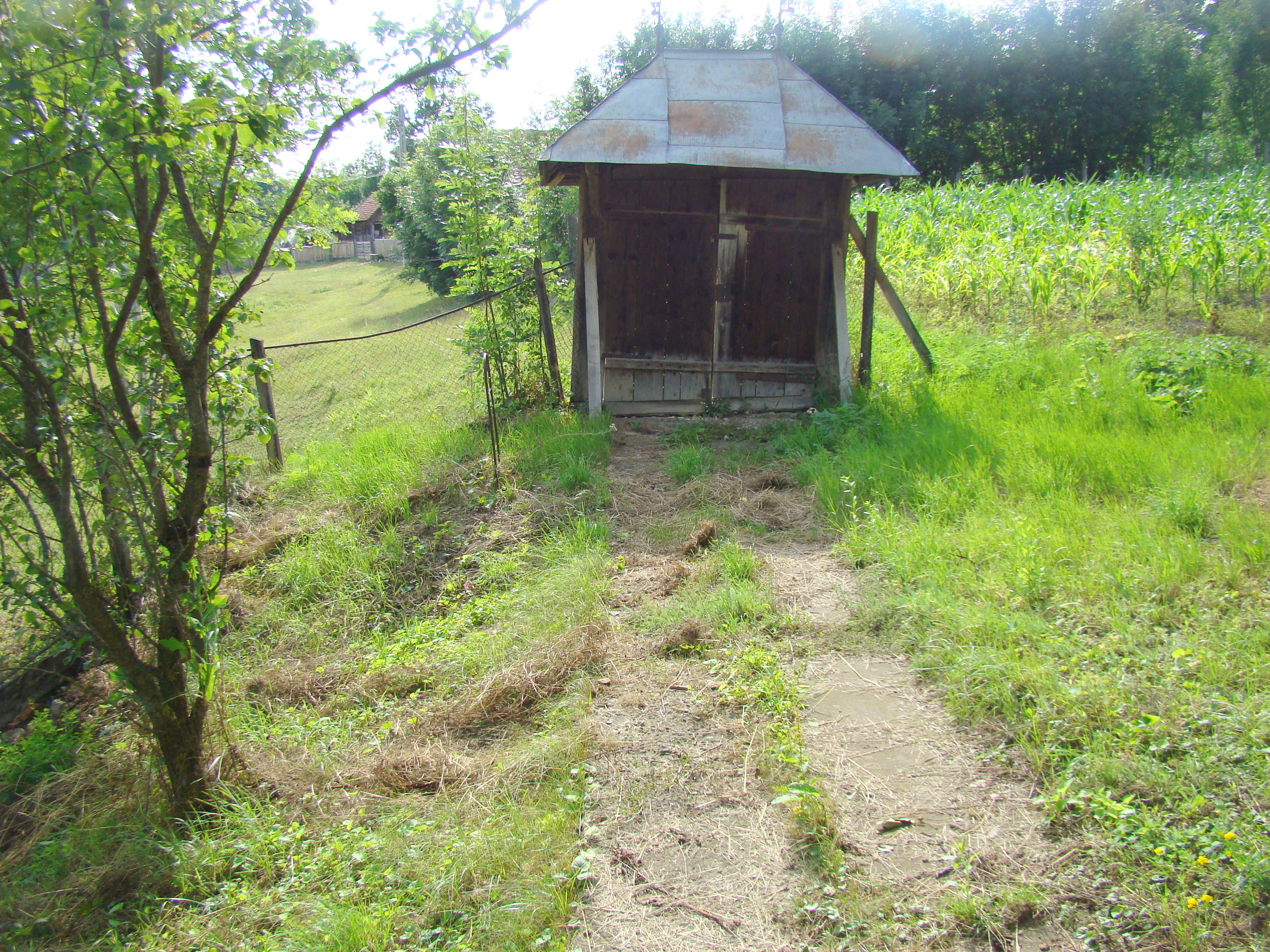

## Imagini din interior

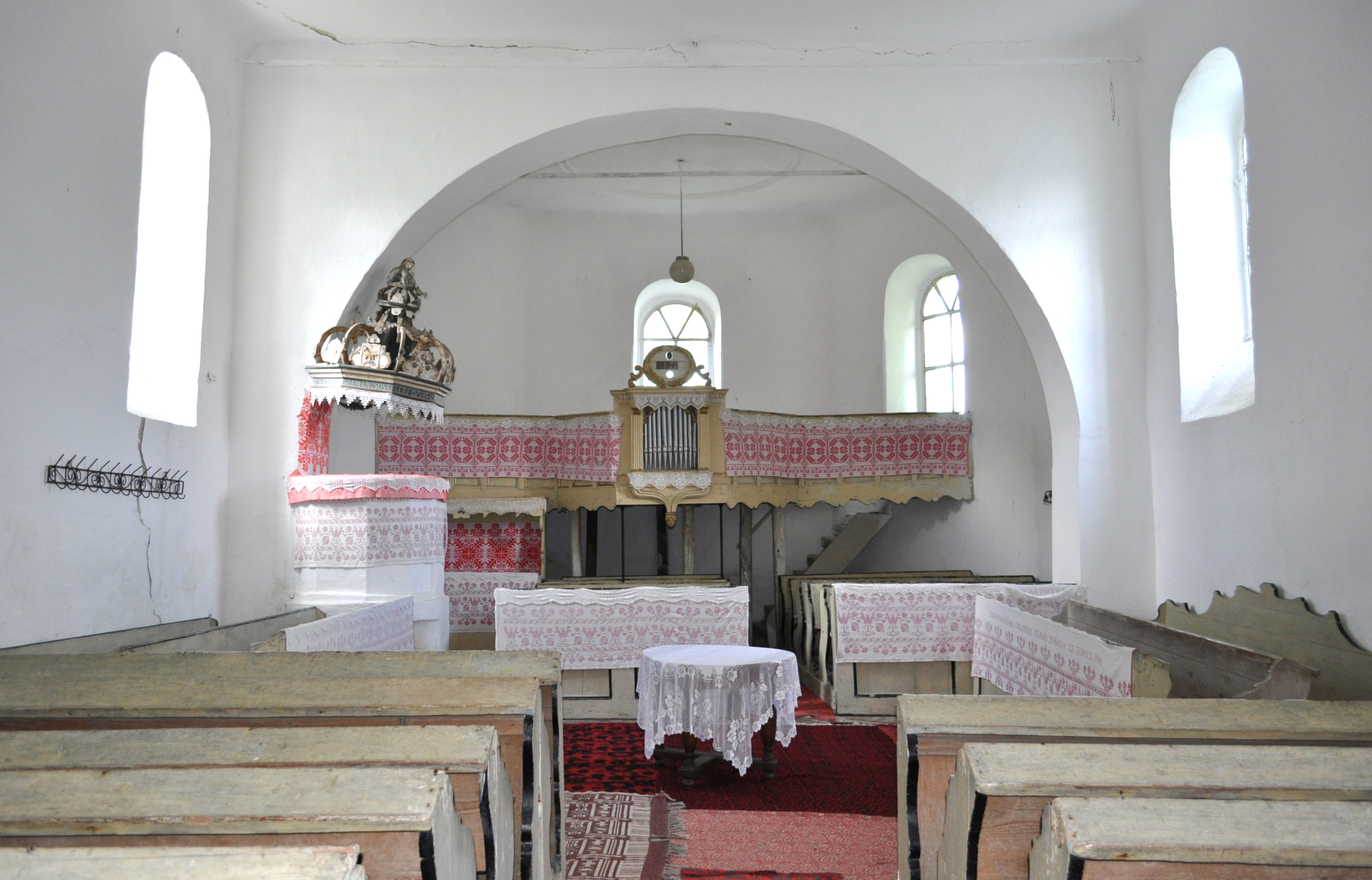
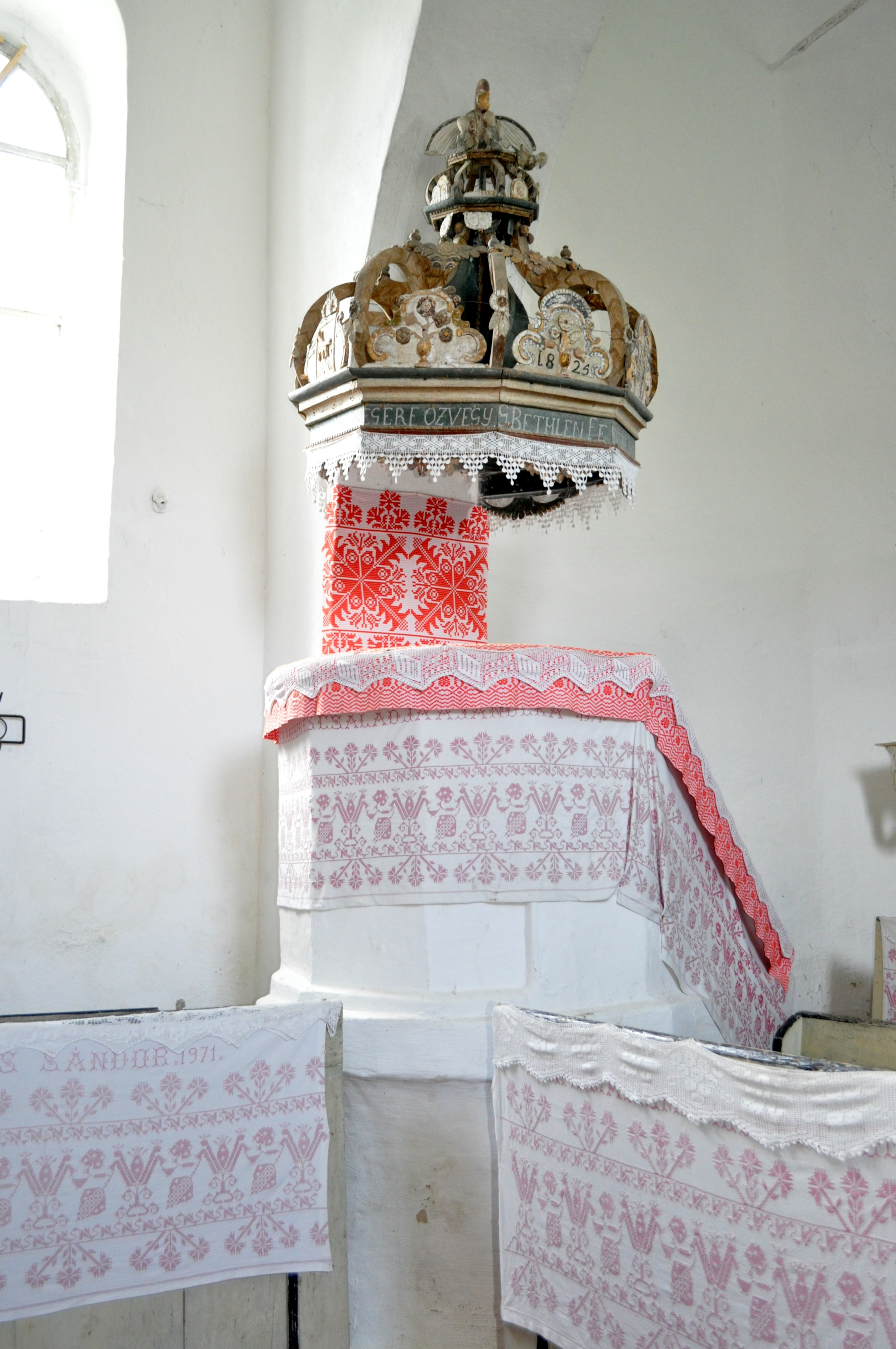
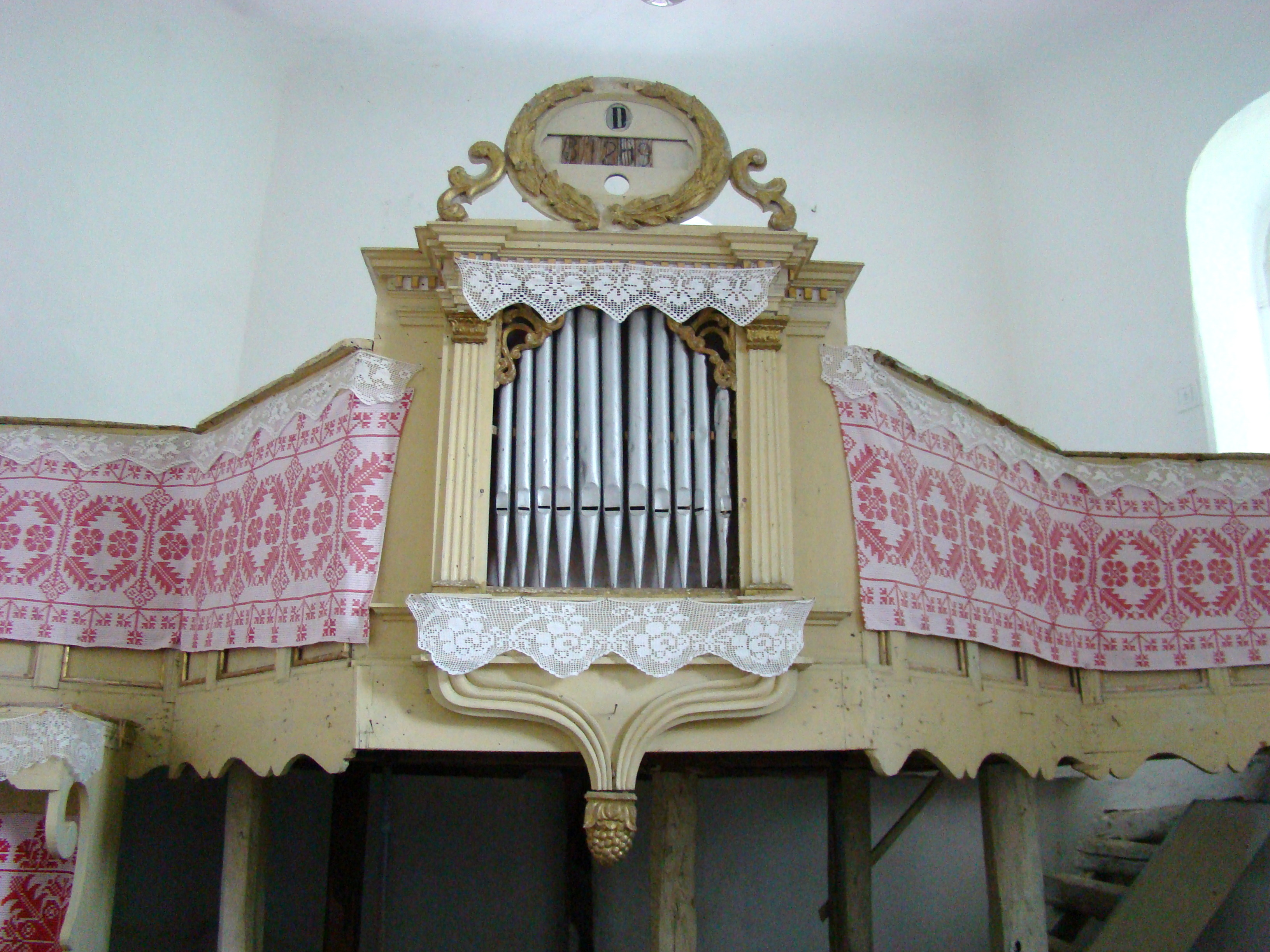
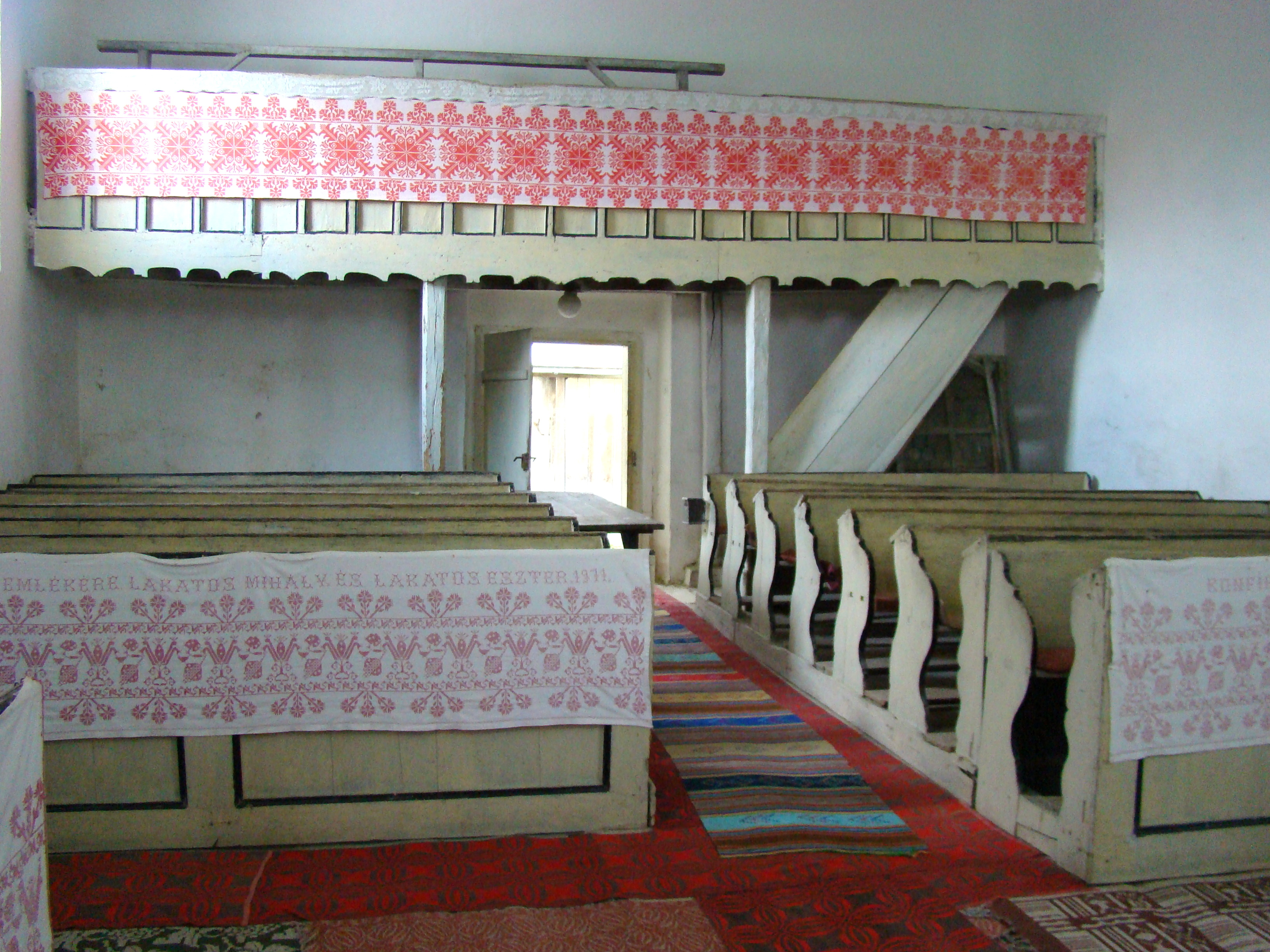
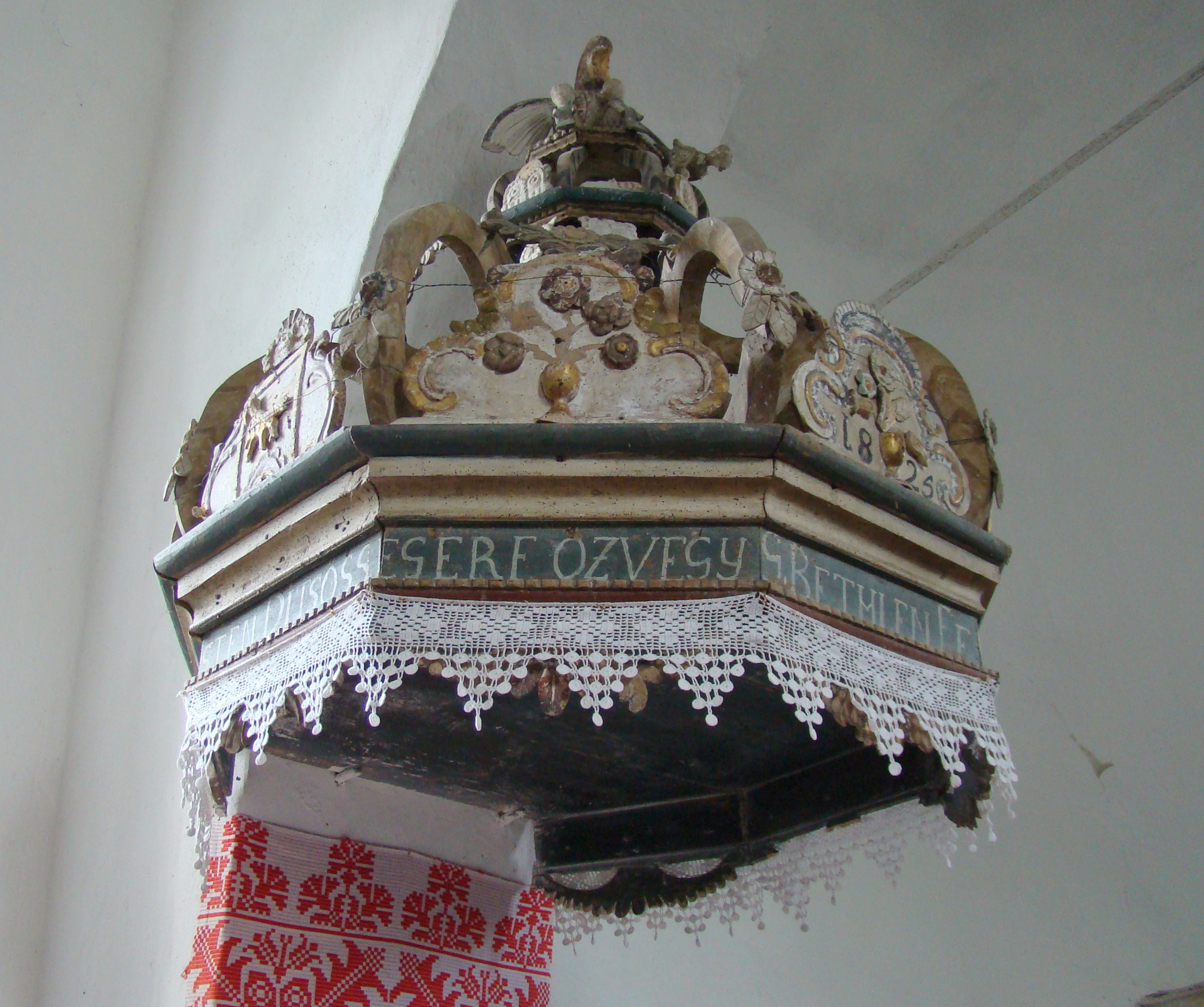
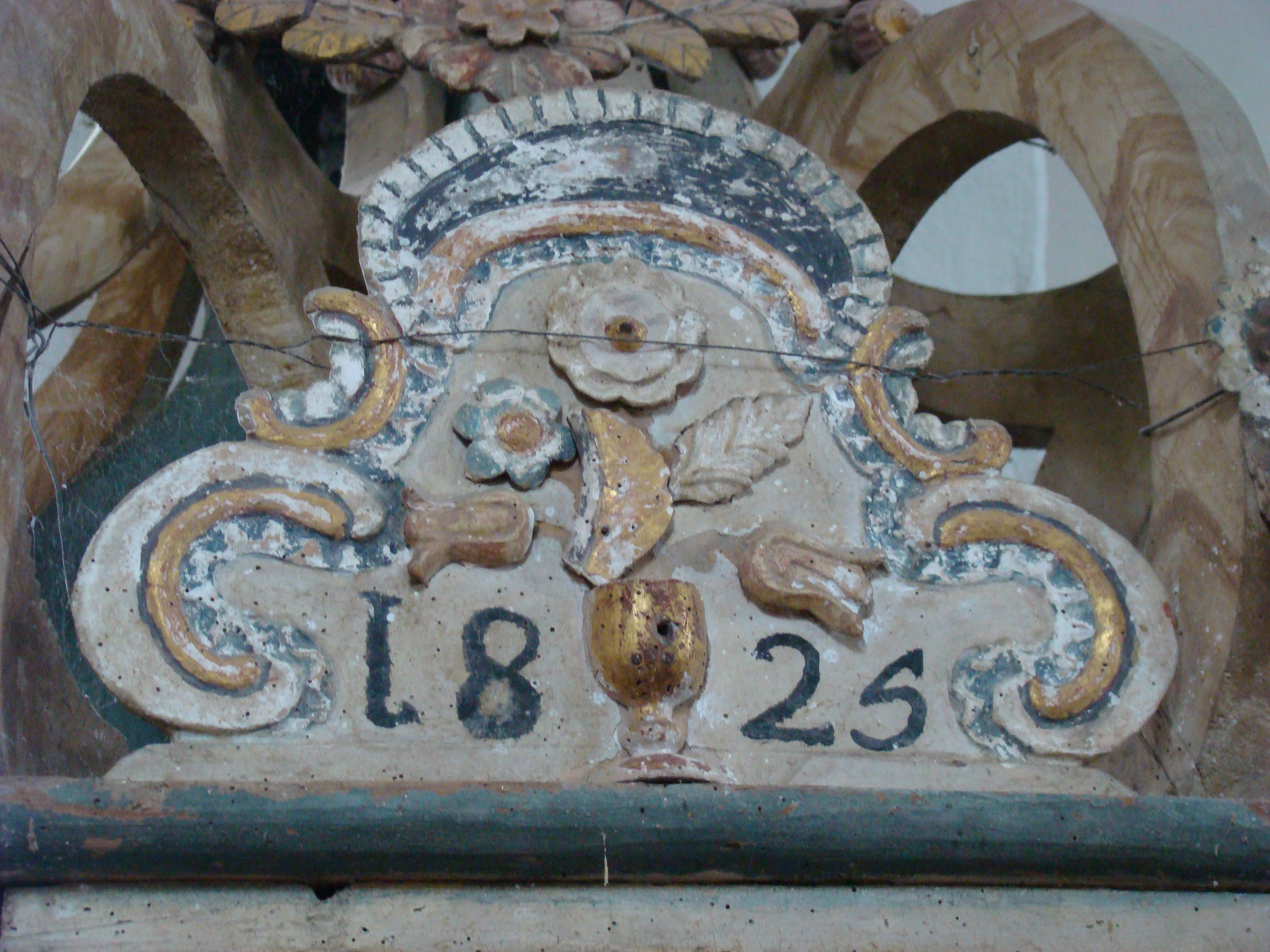
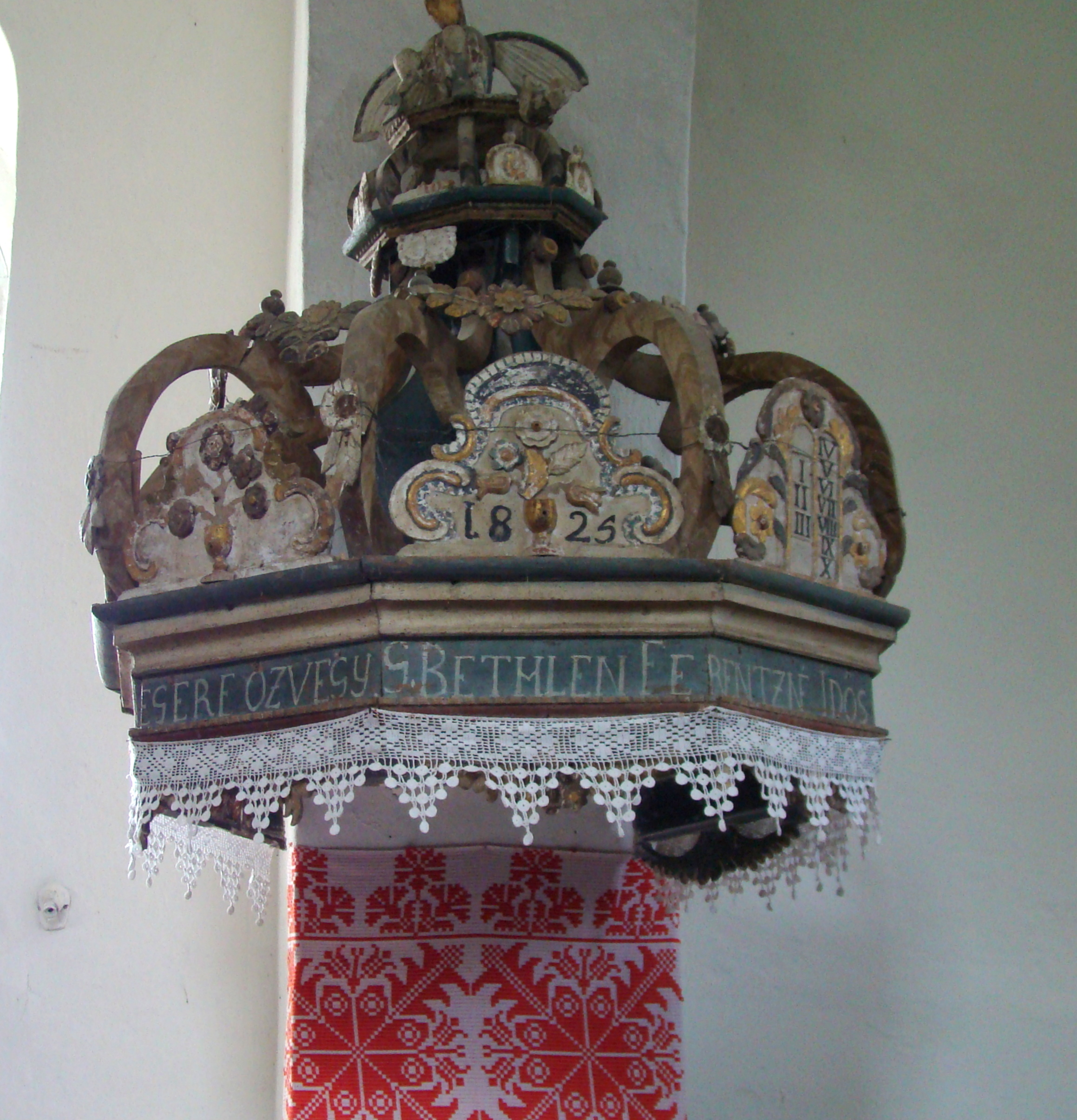
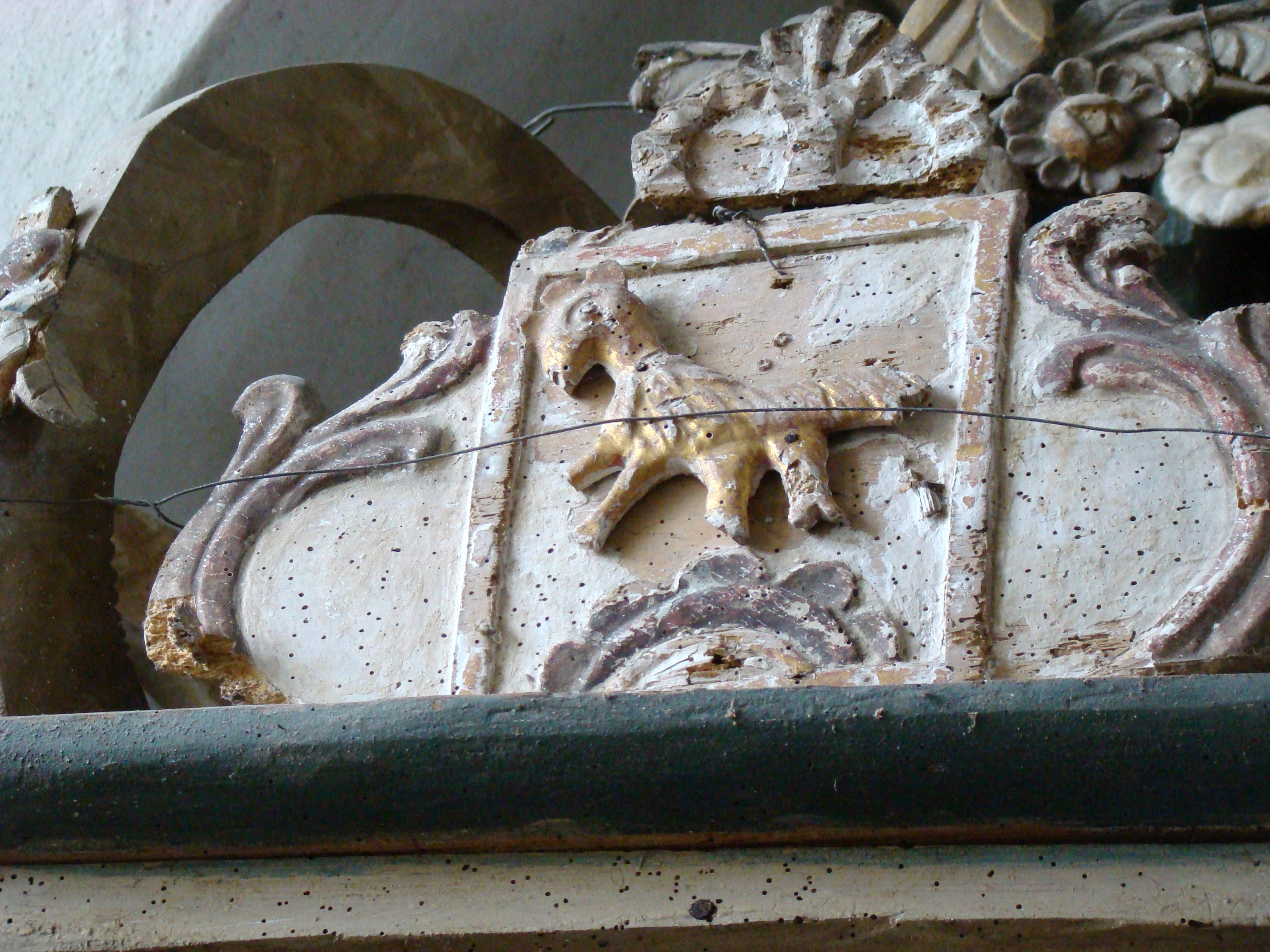
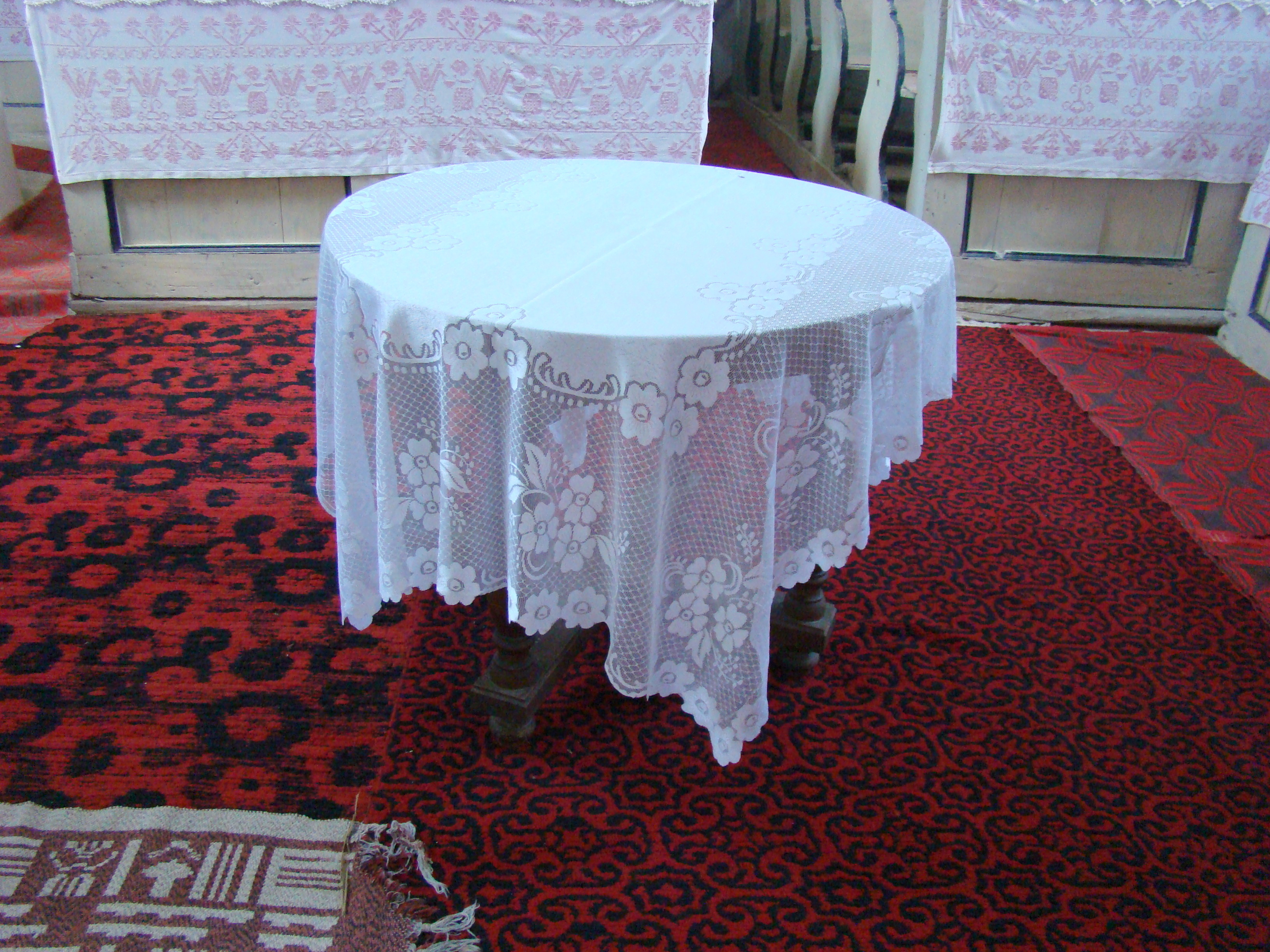
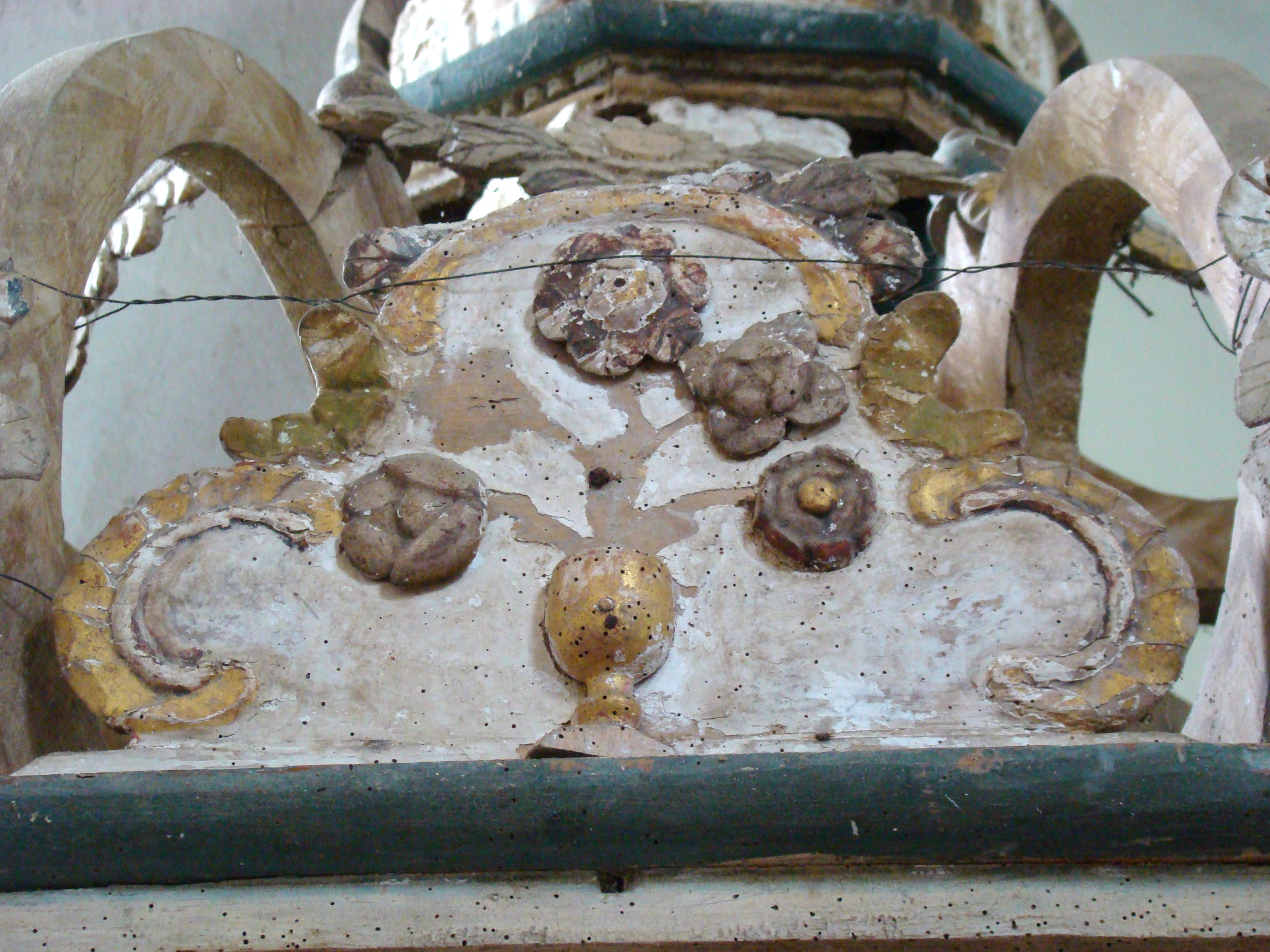
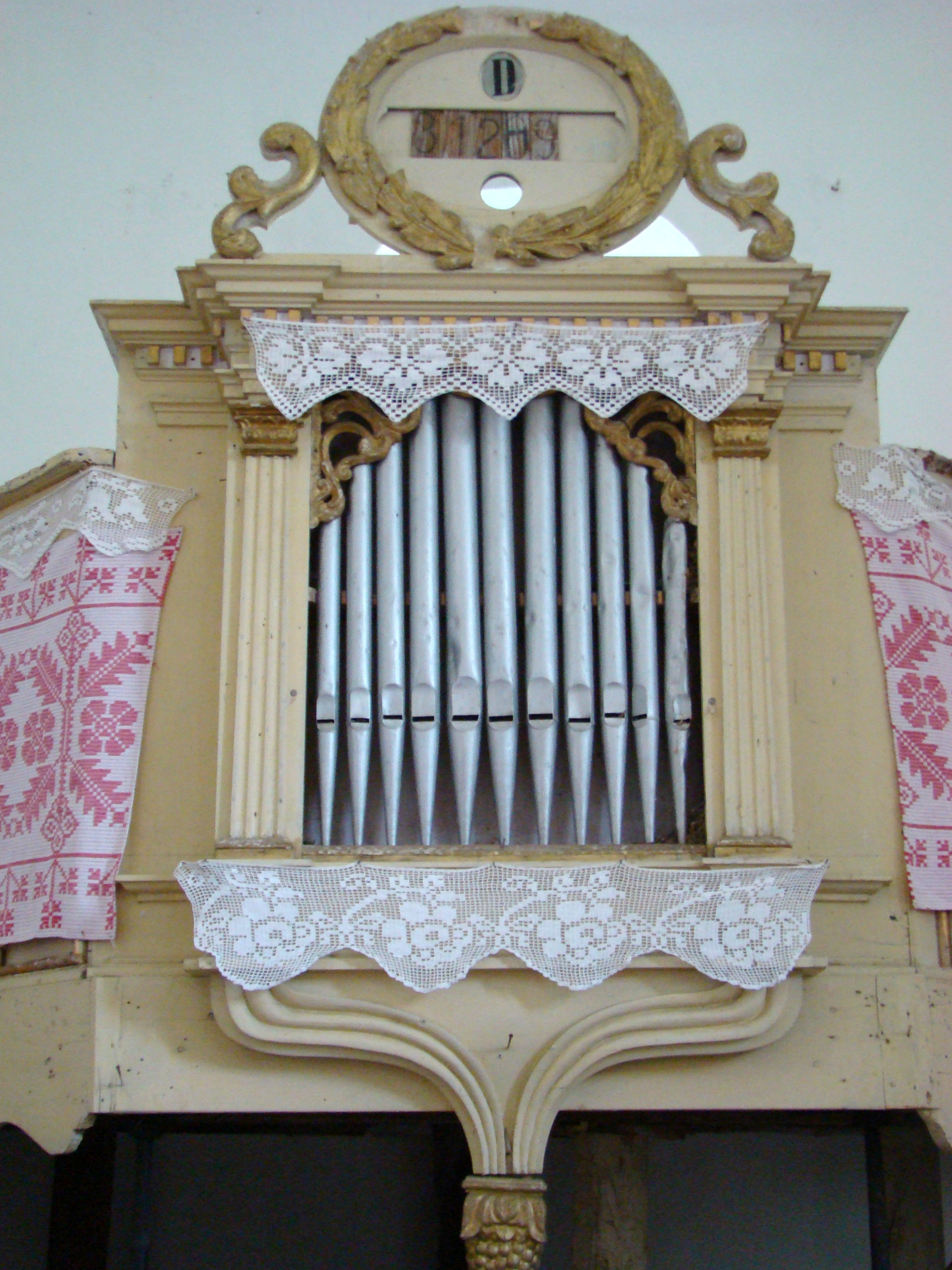
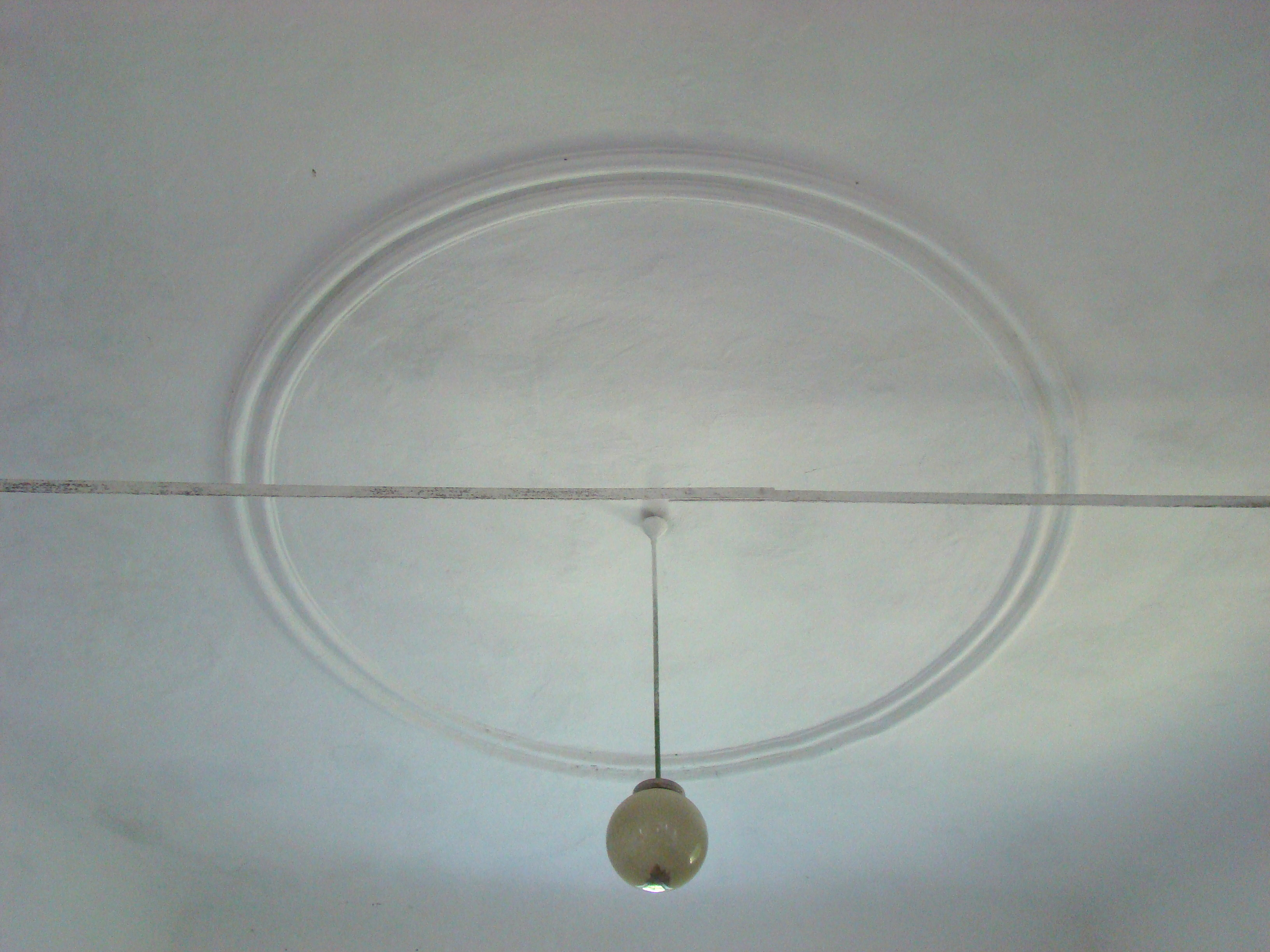
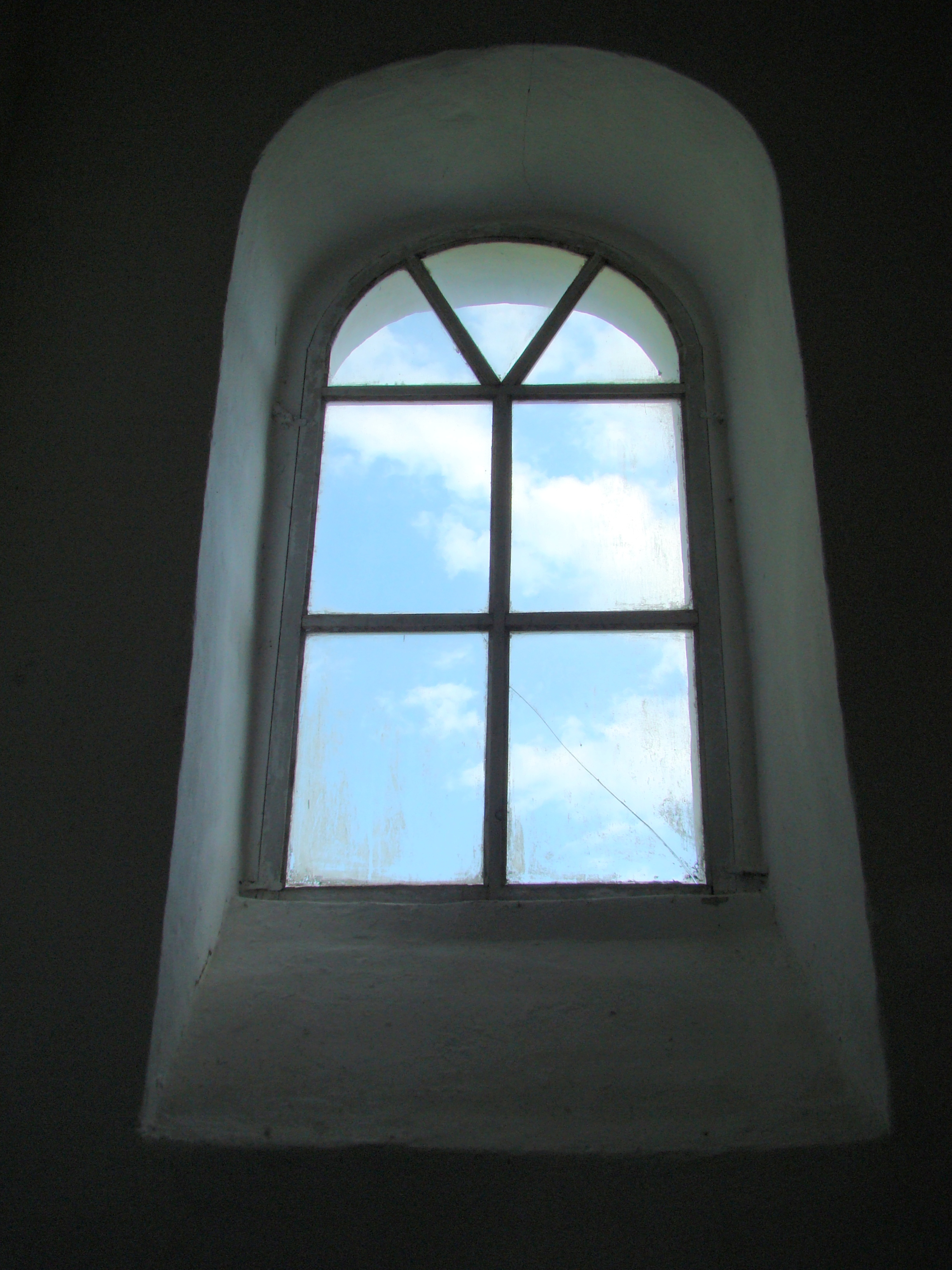
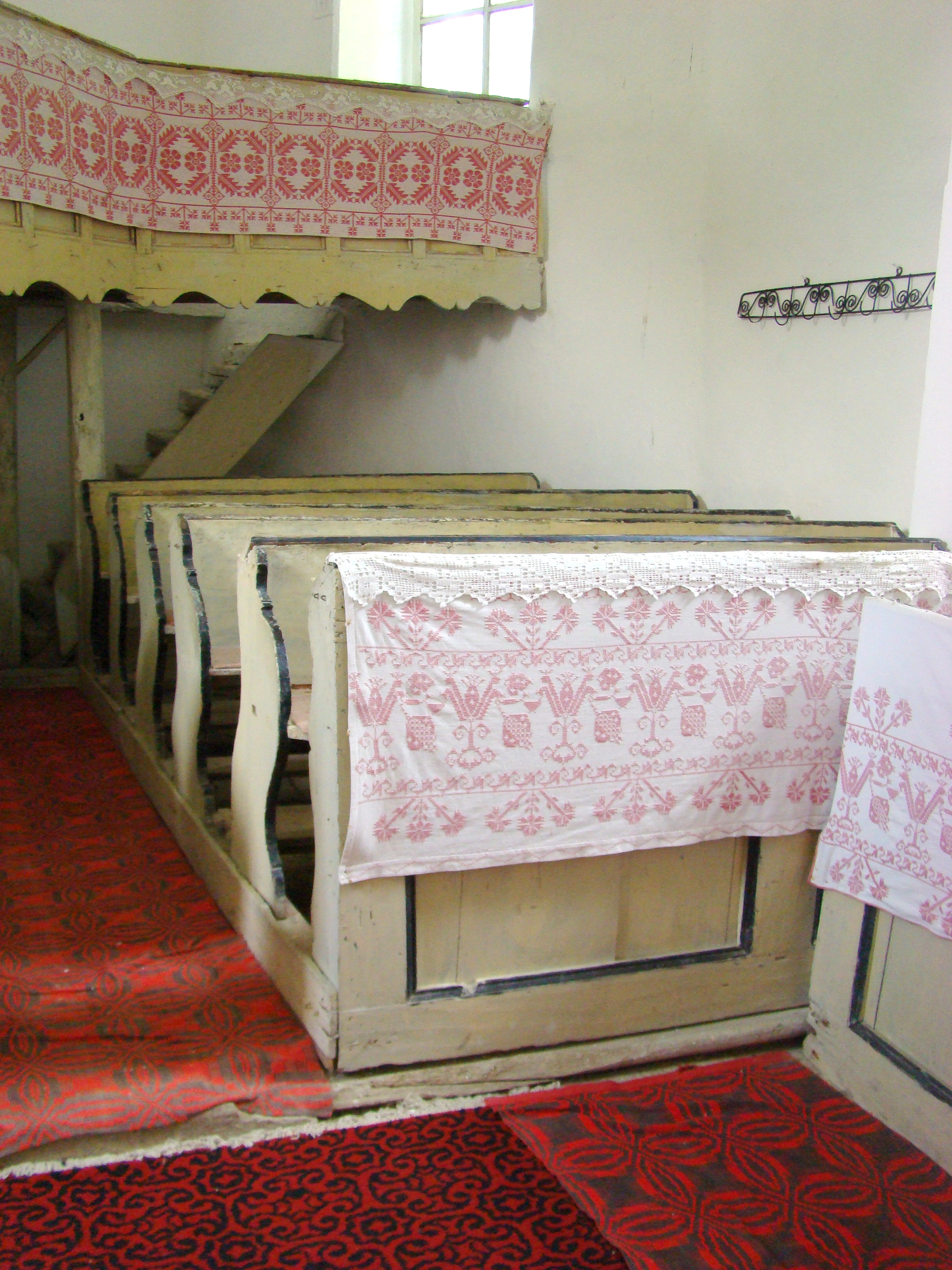
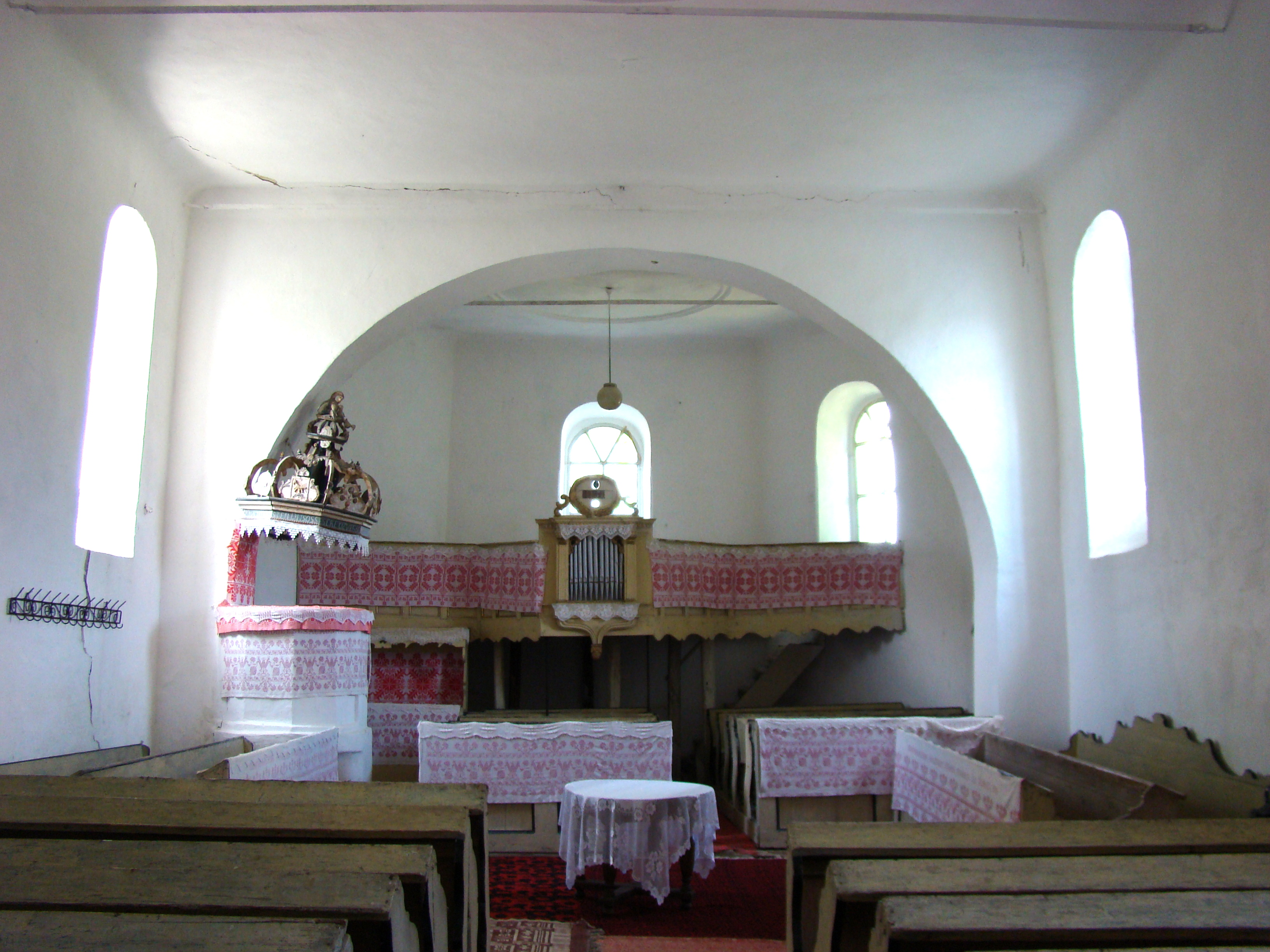
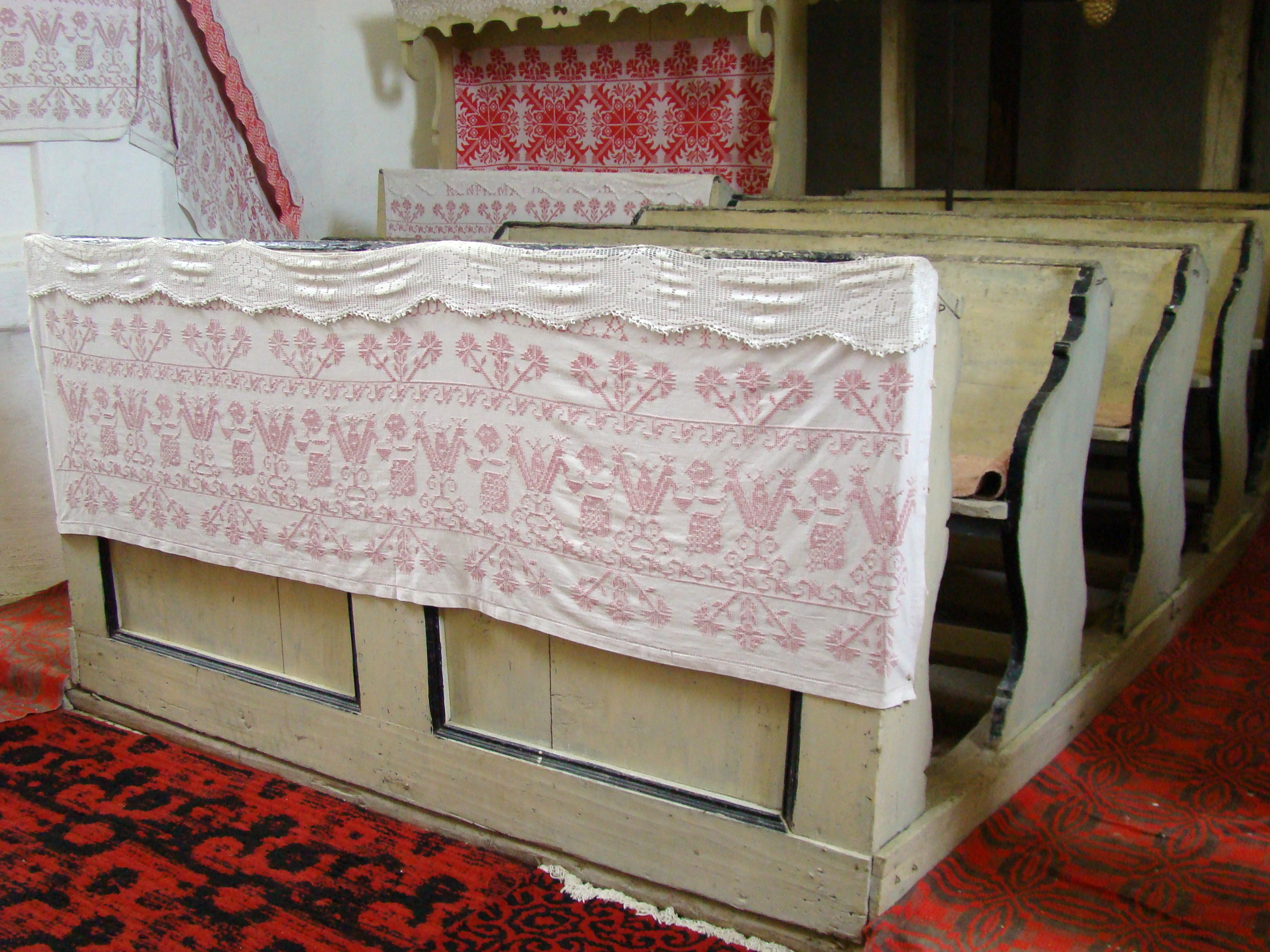
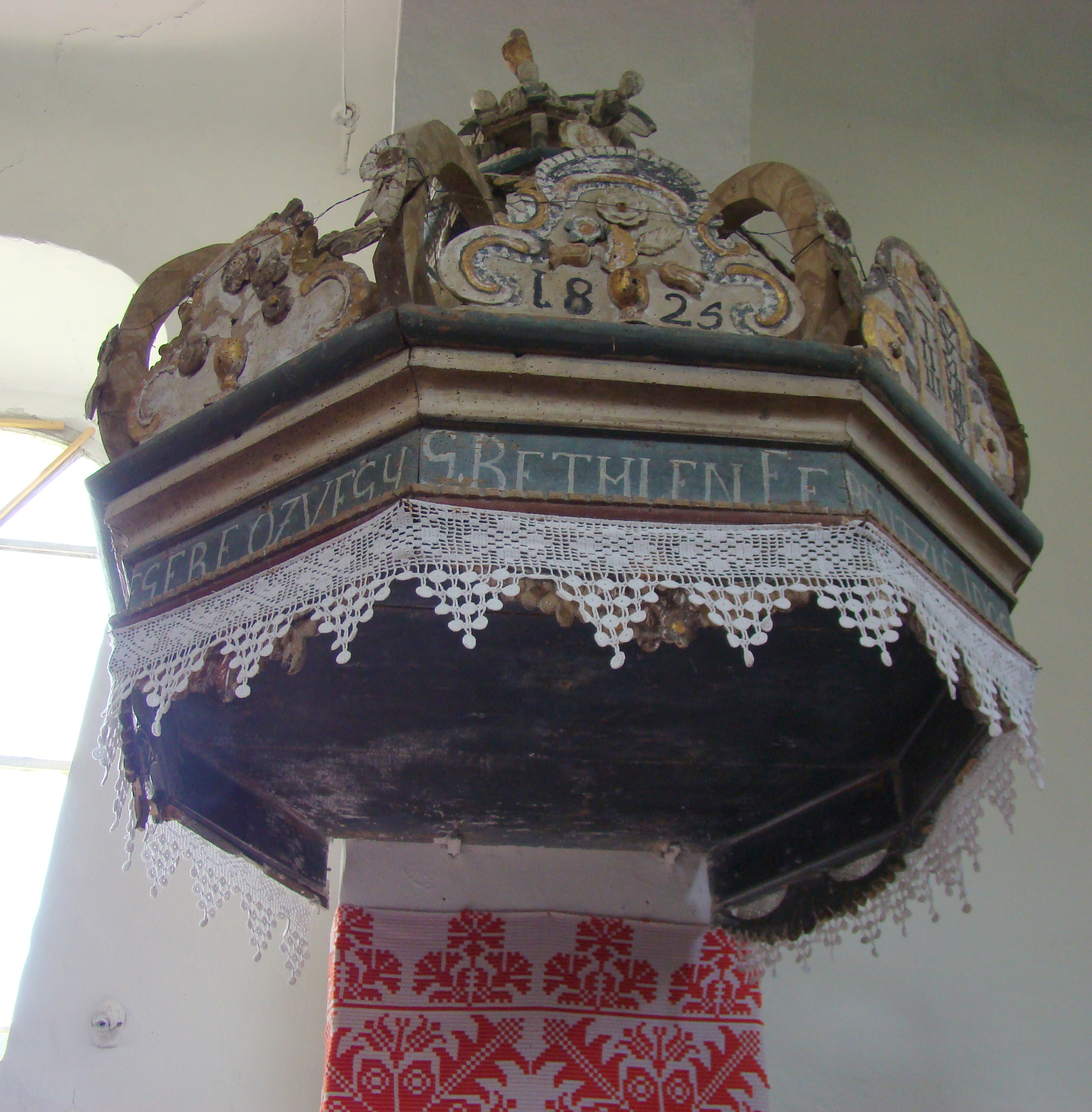
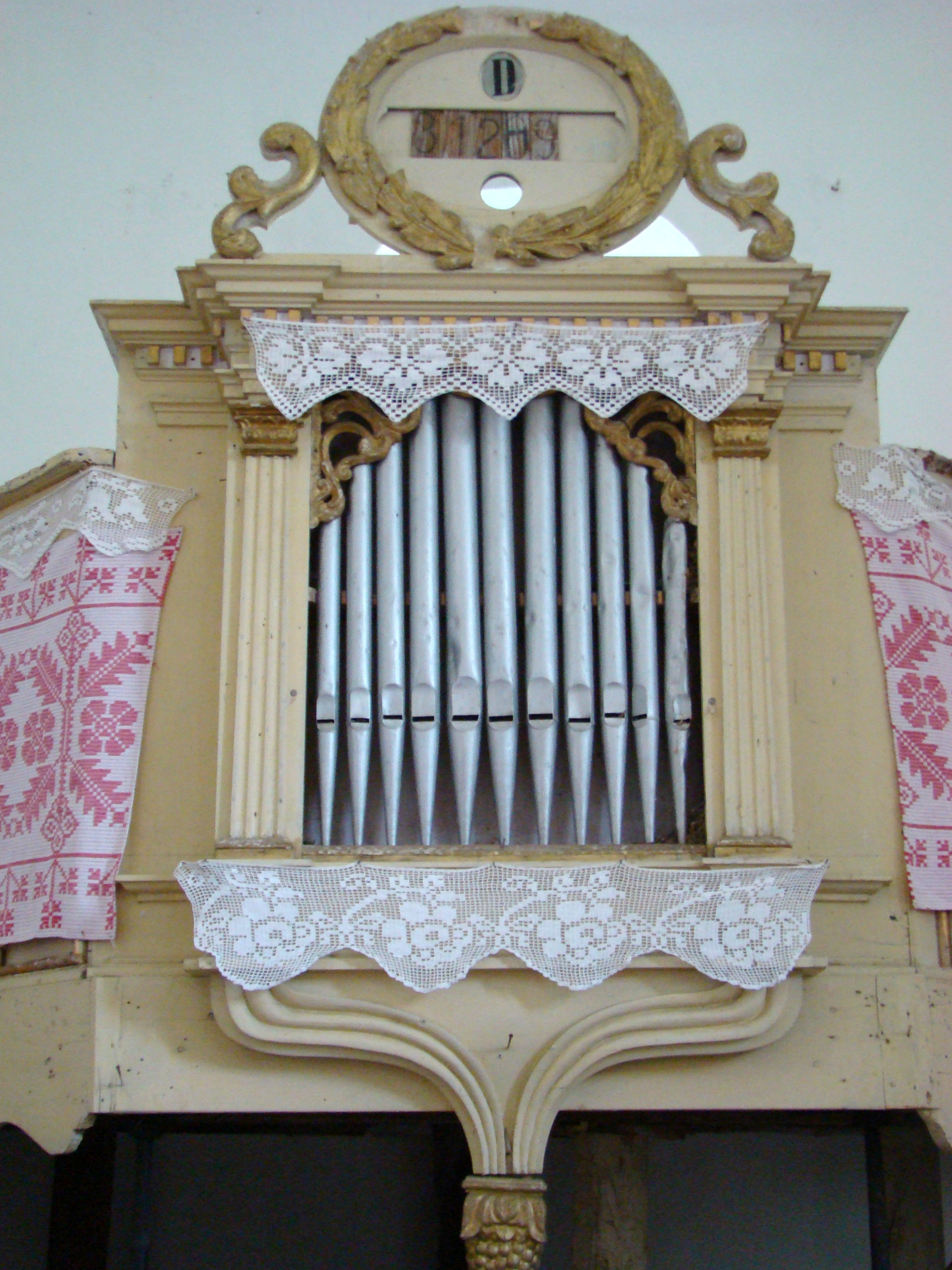
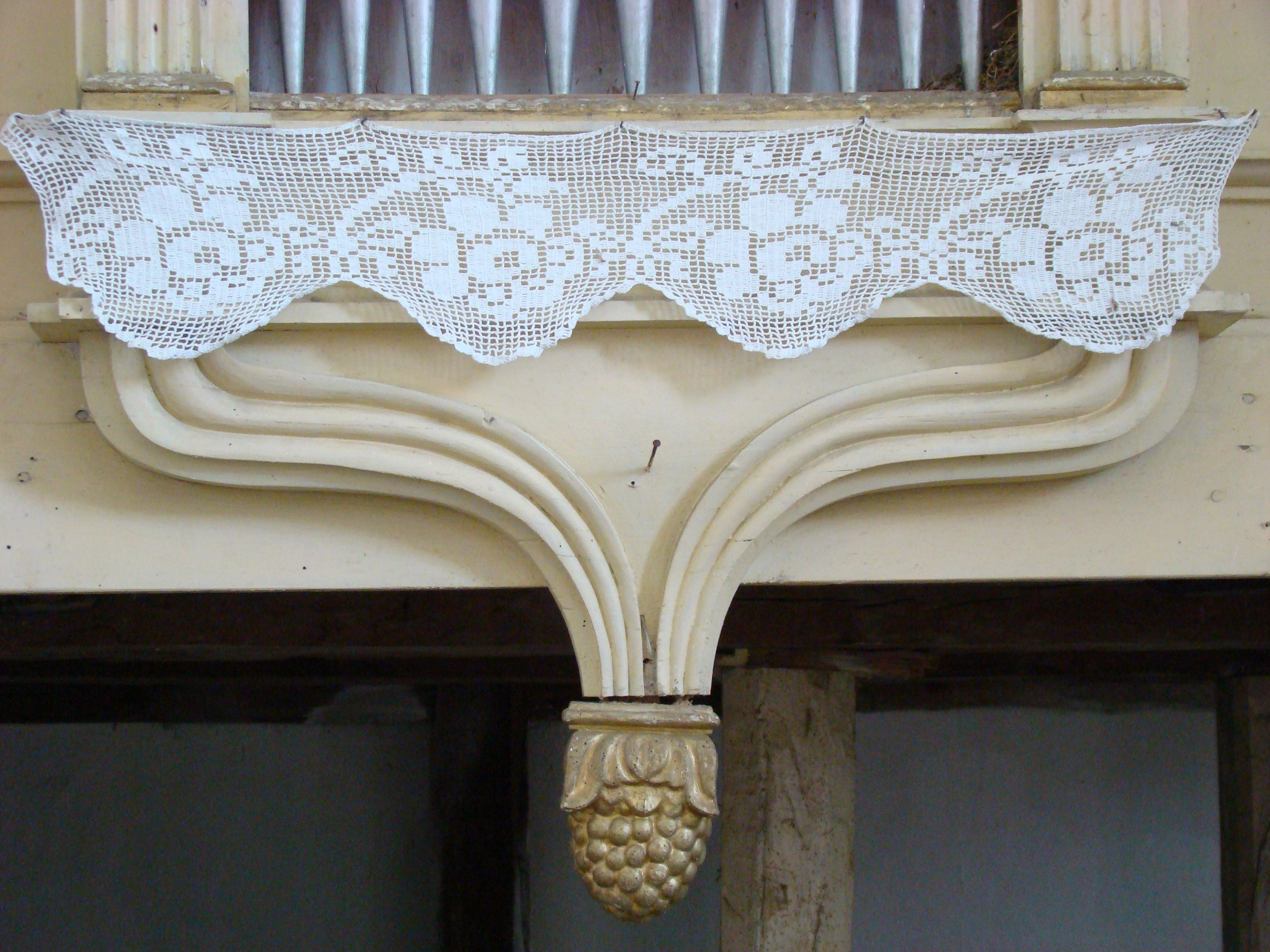
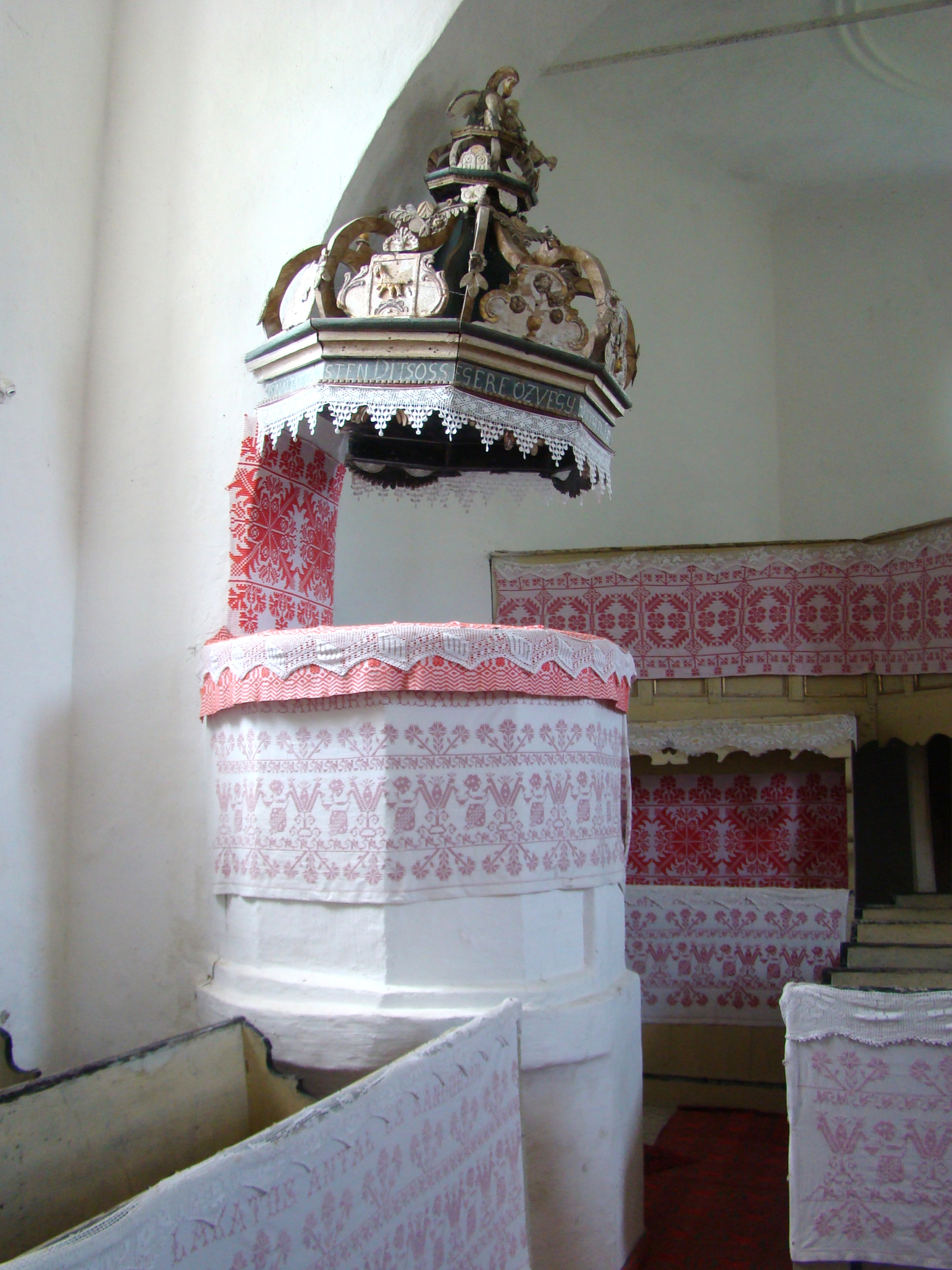
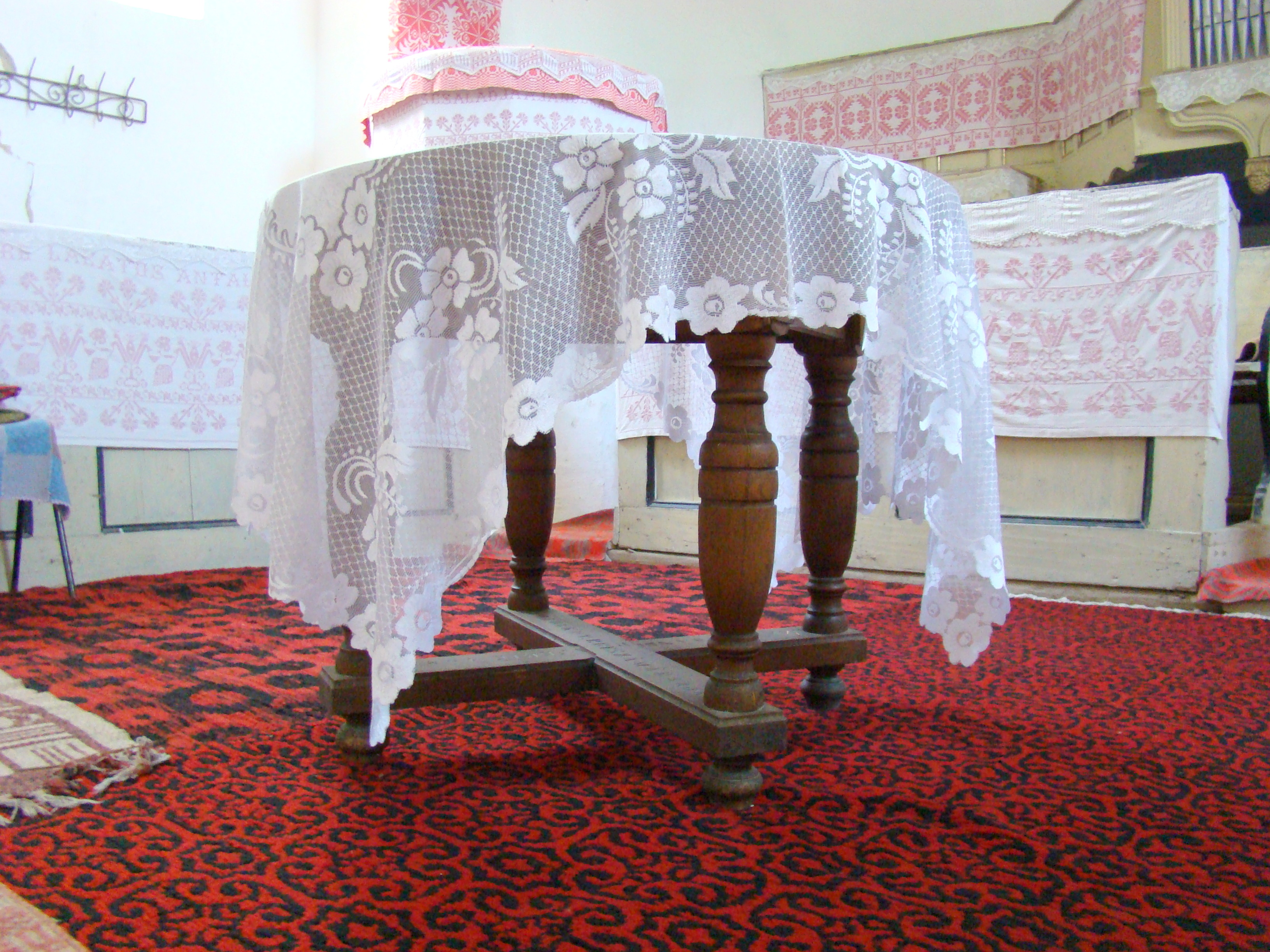
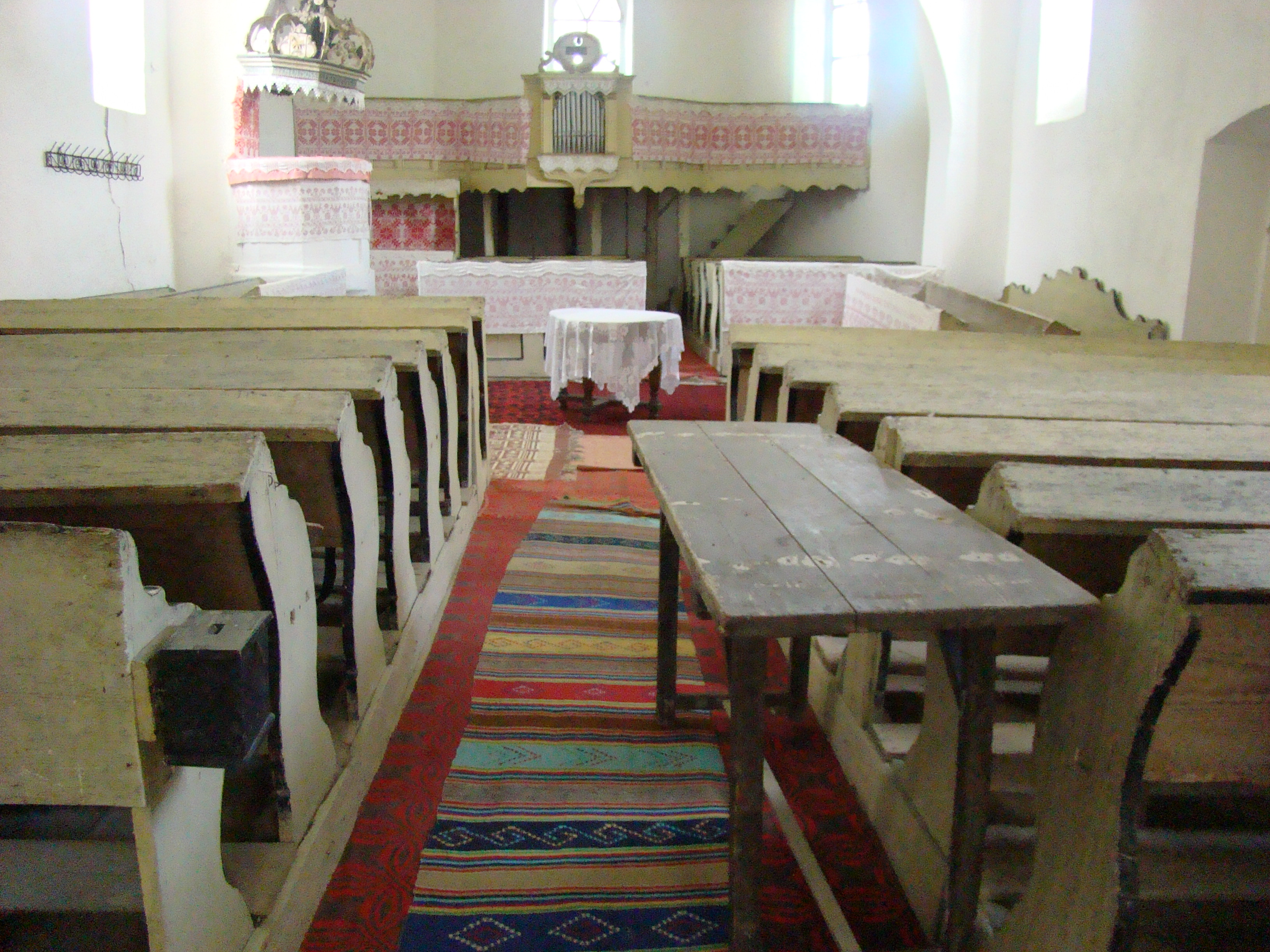
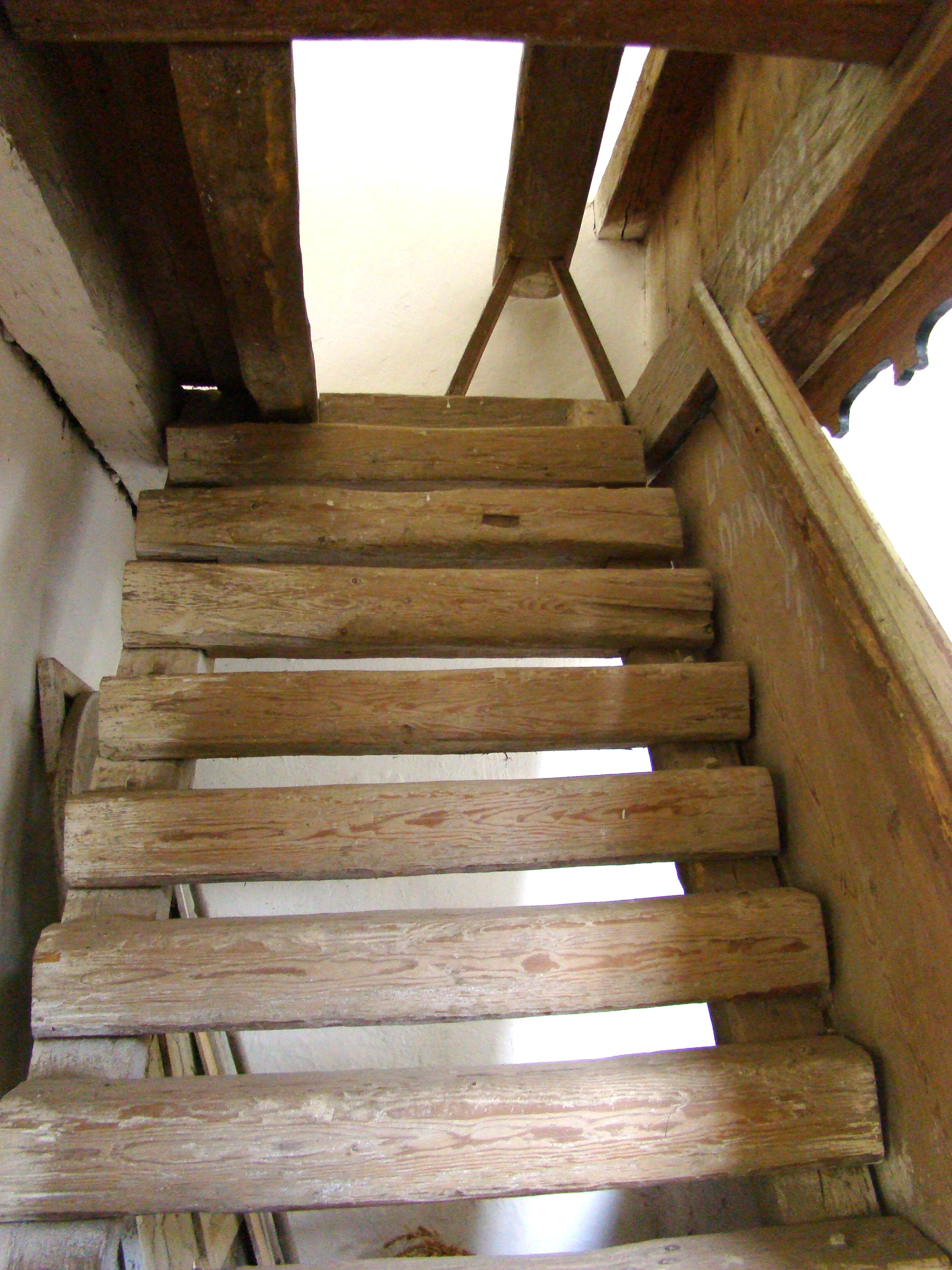
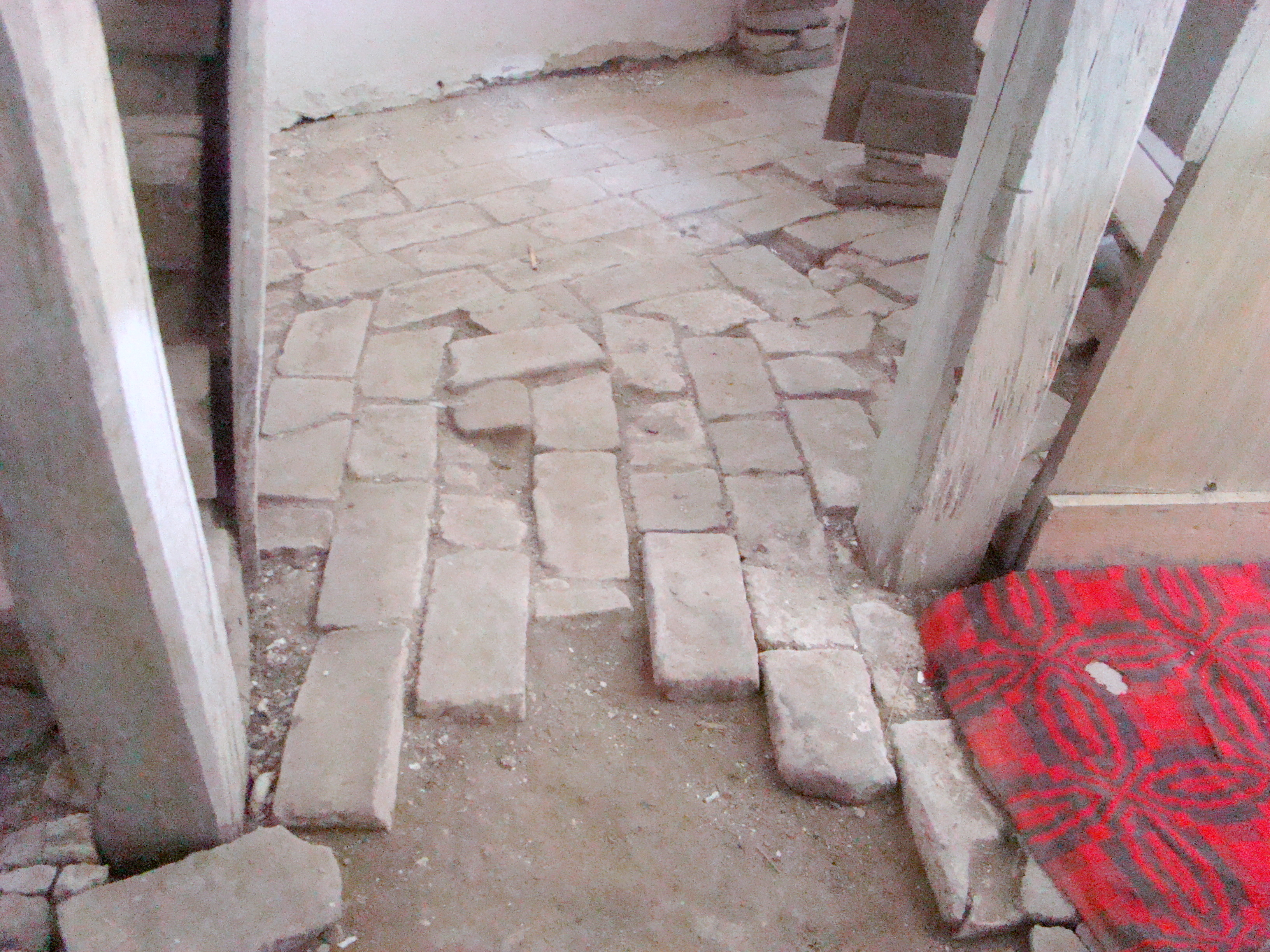
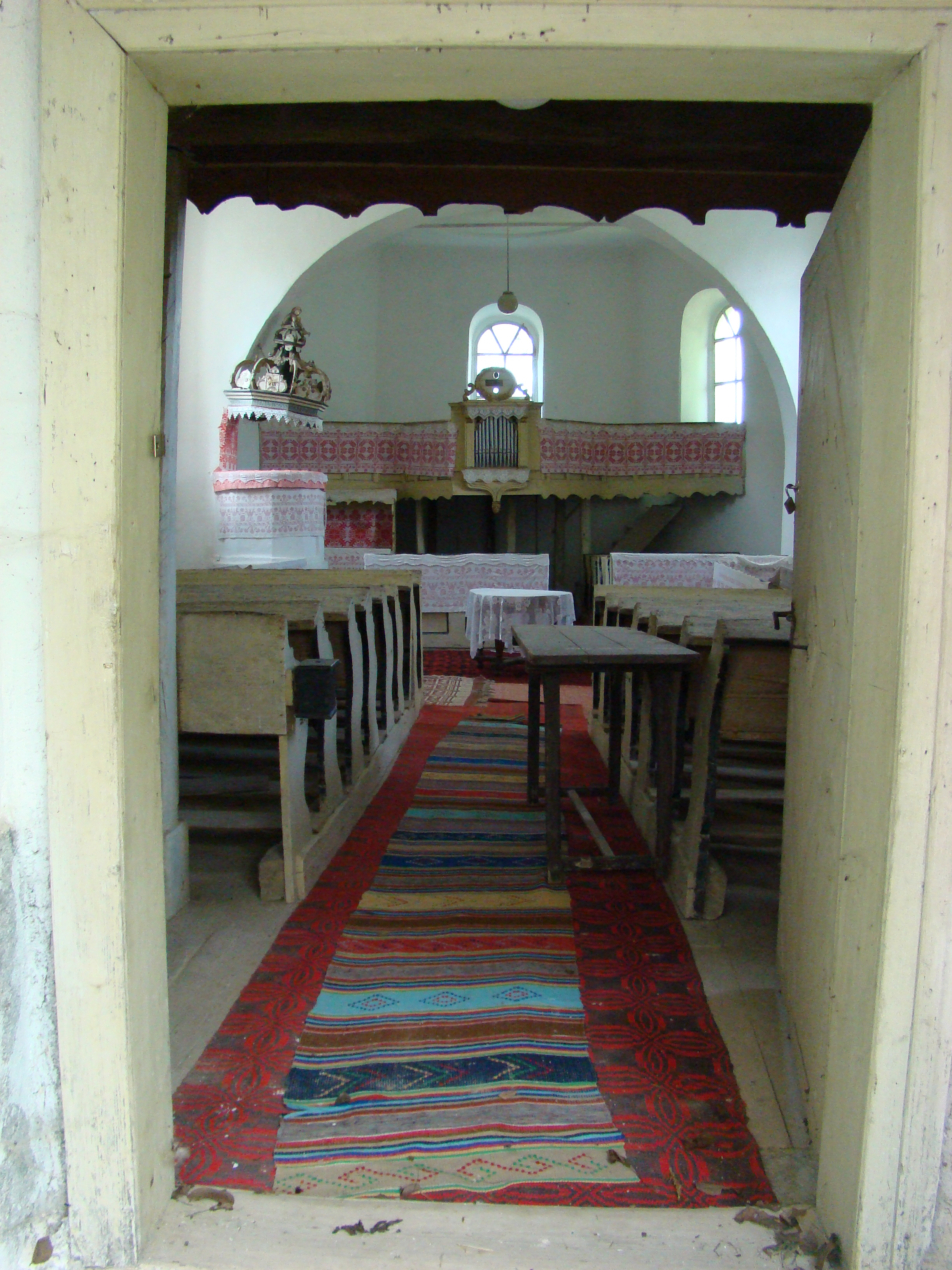

## Biserica reformată nouă din Fântânița

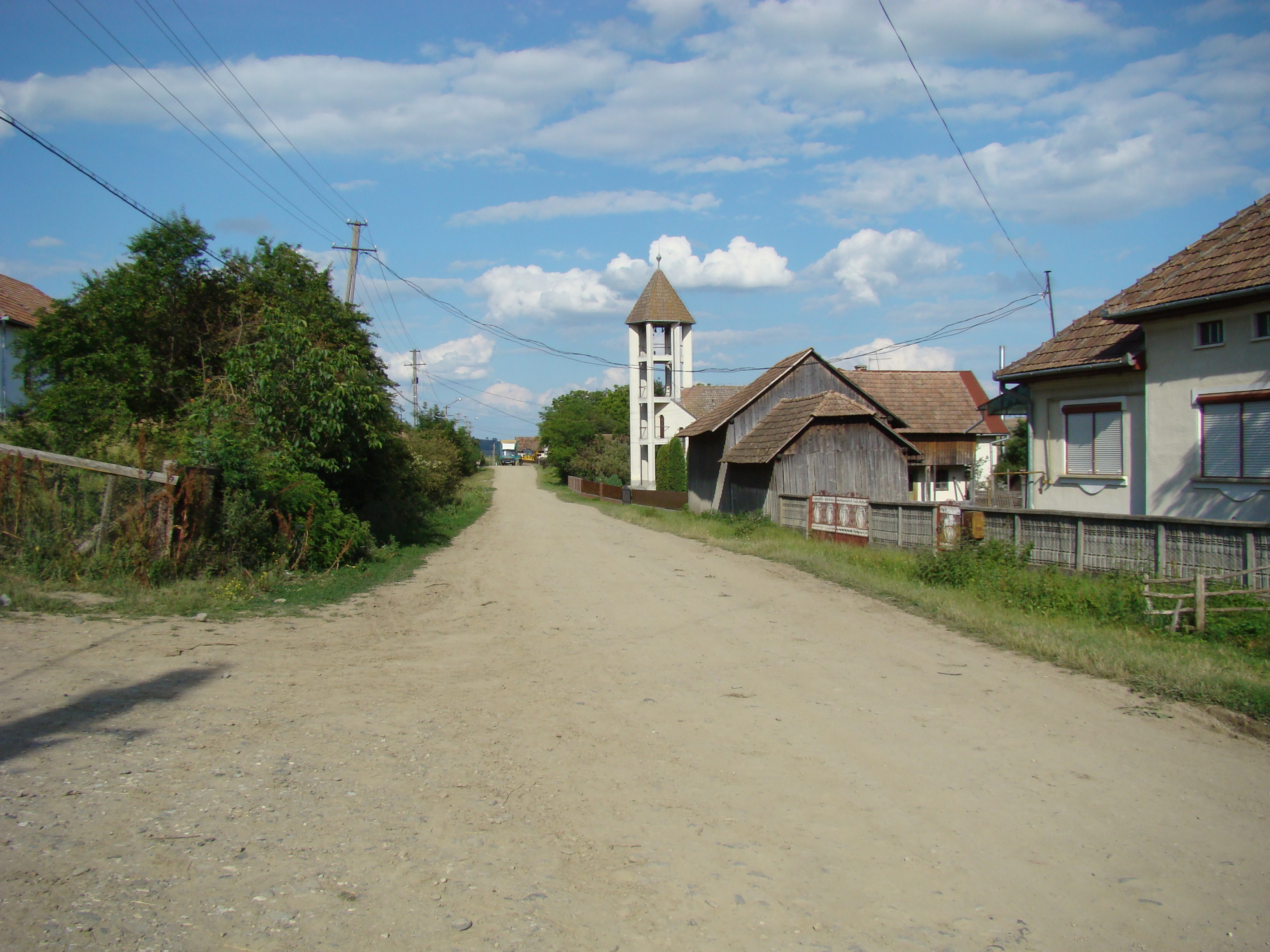
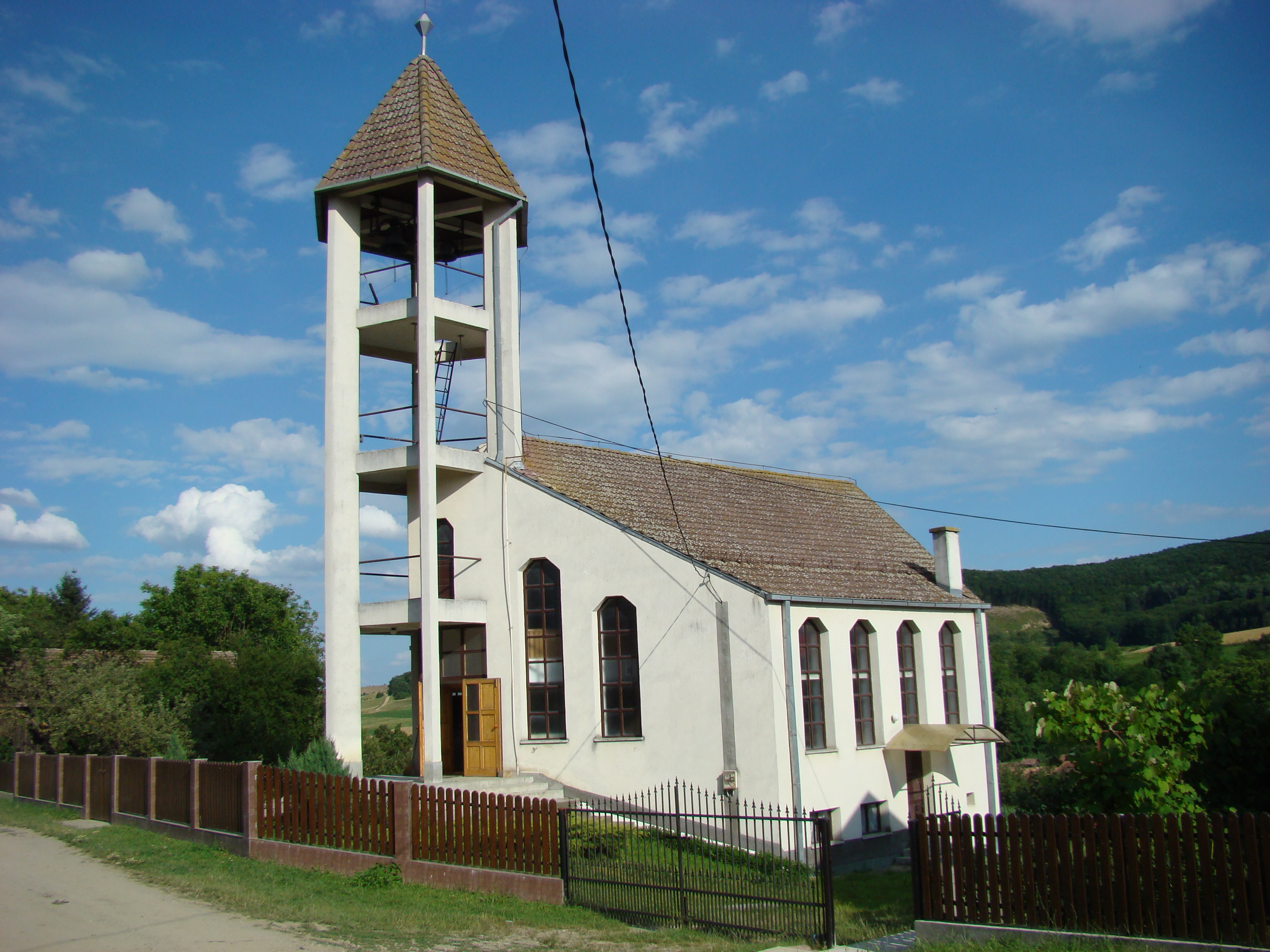
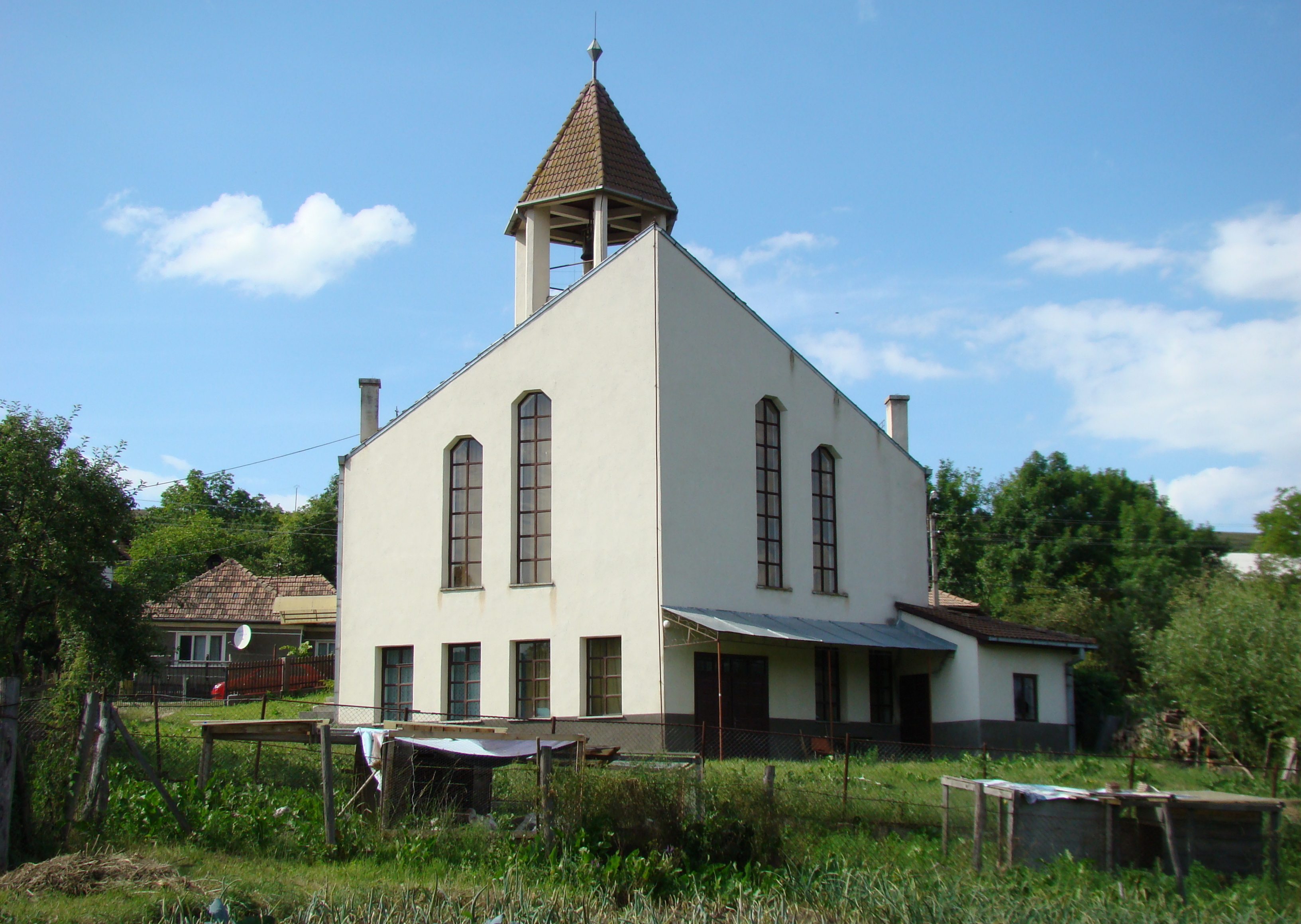
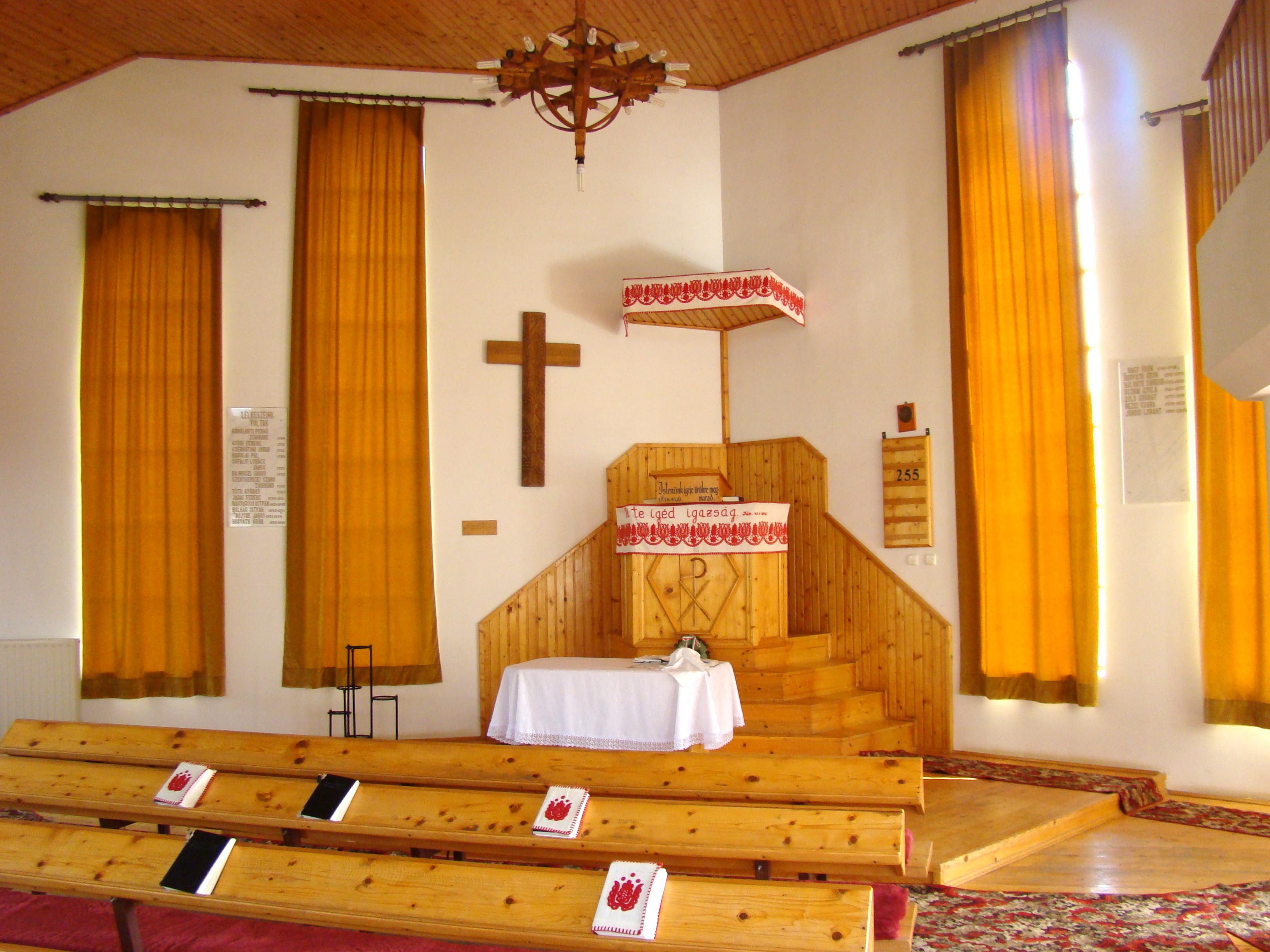
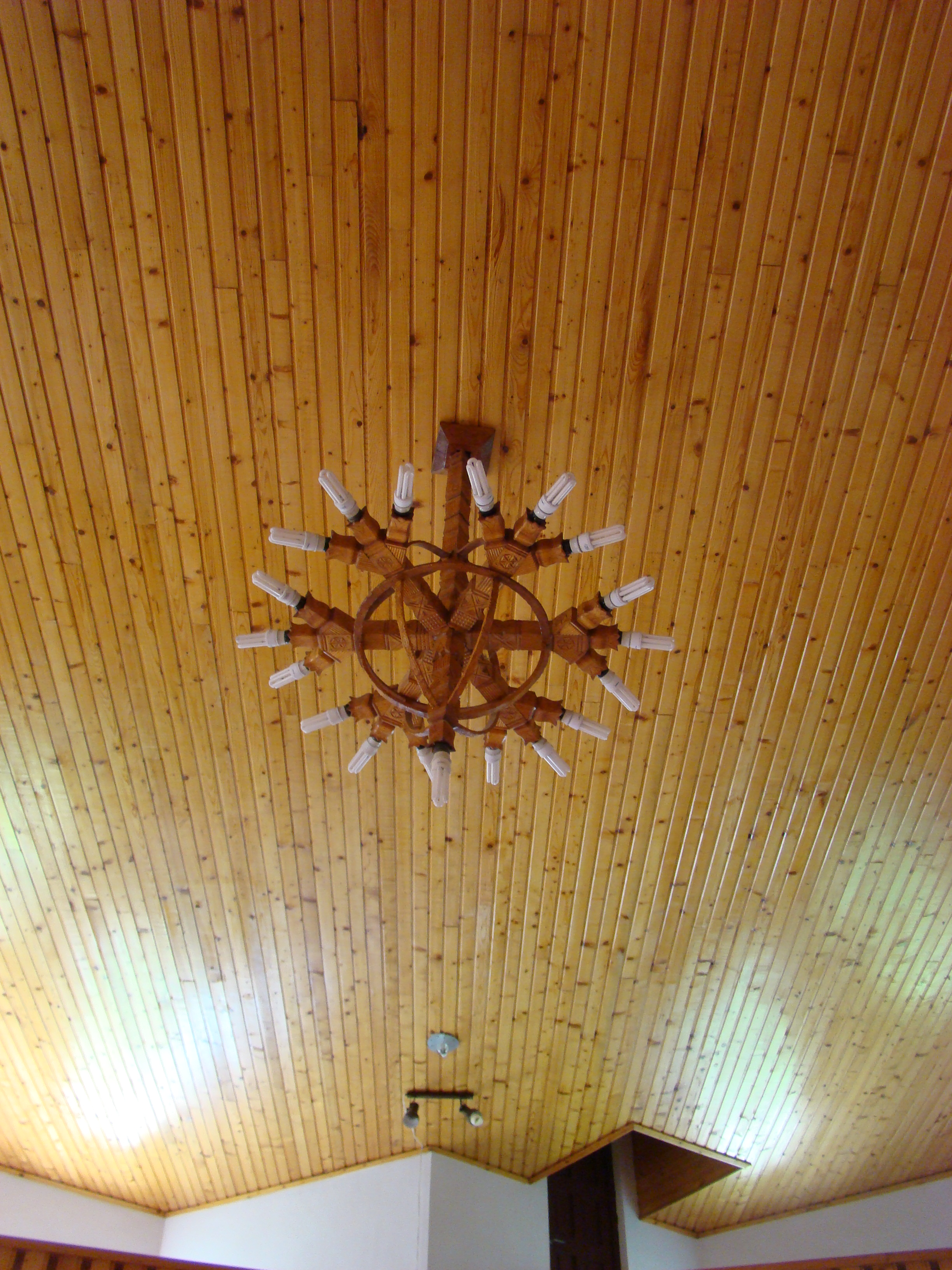
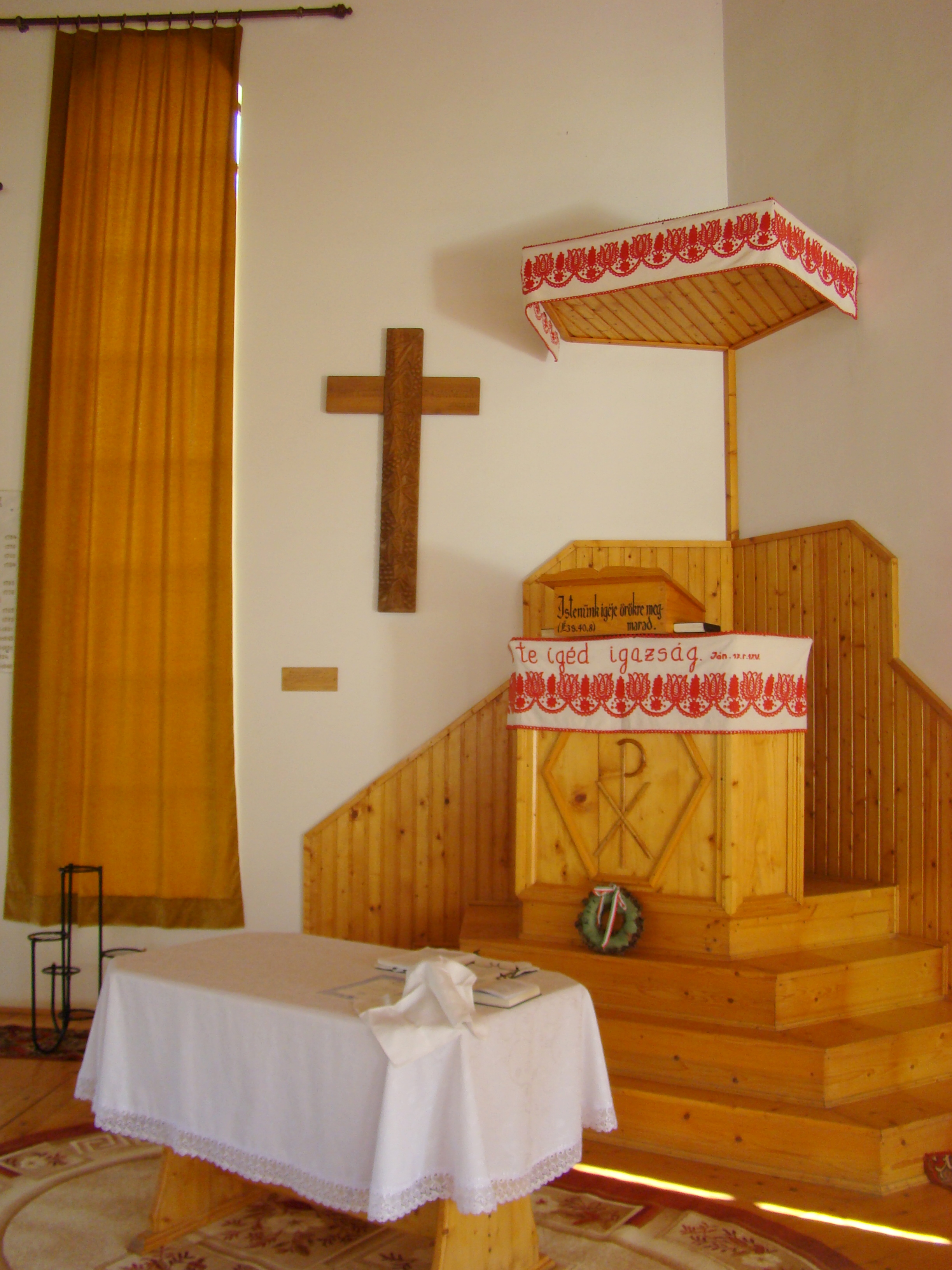
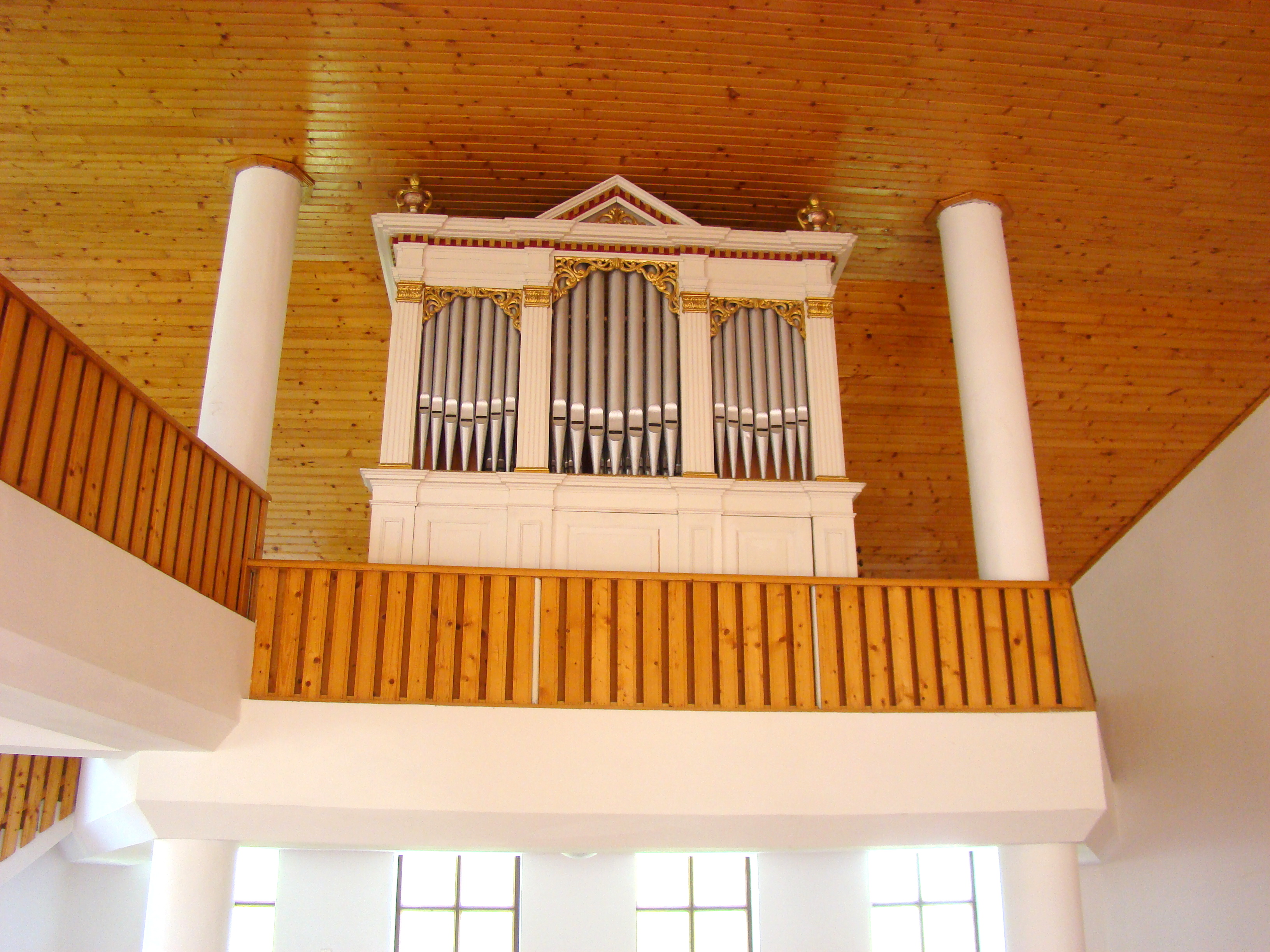
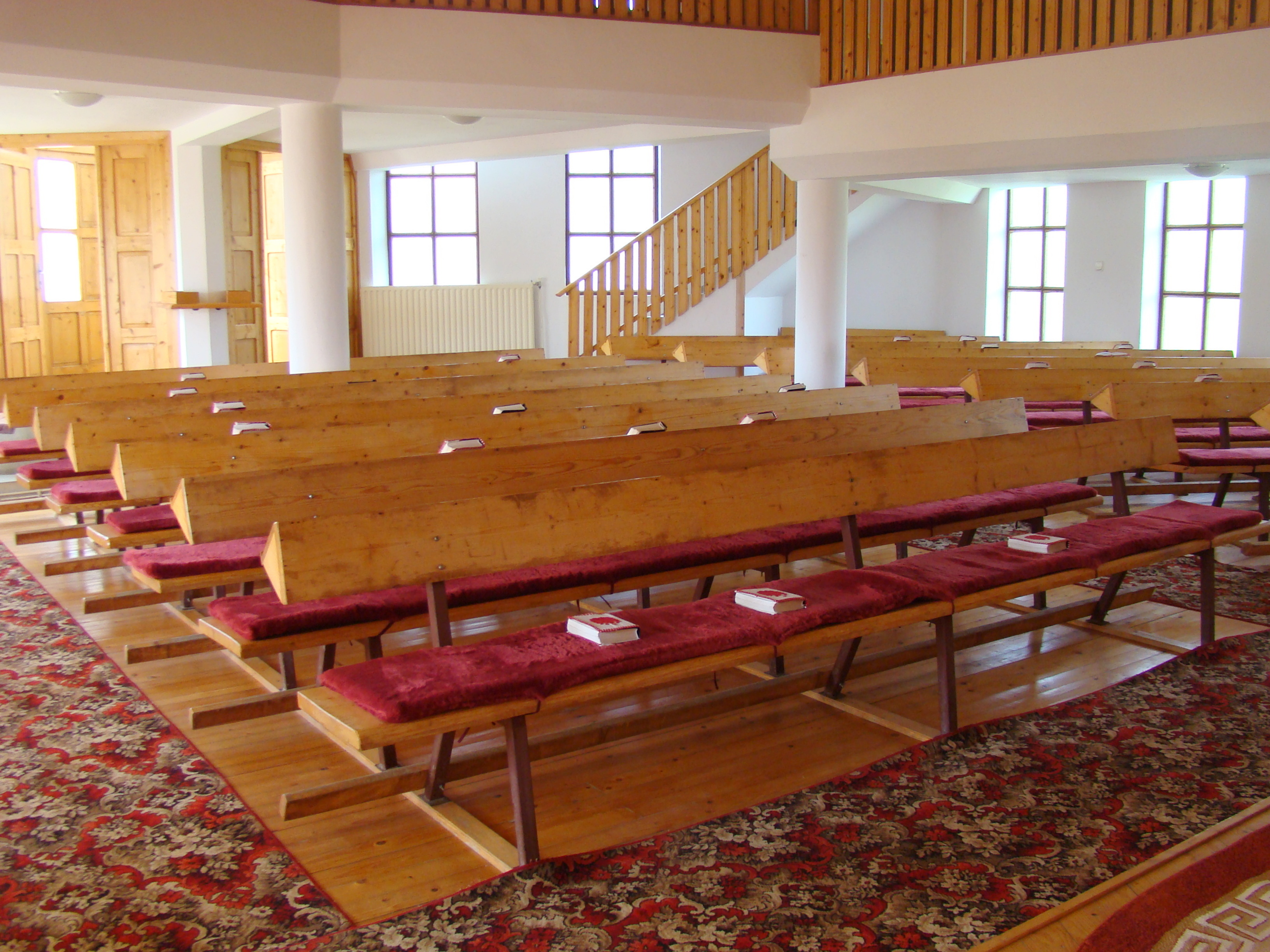
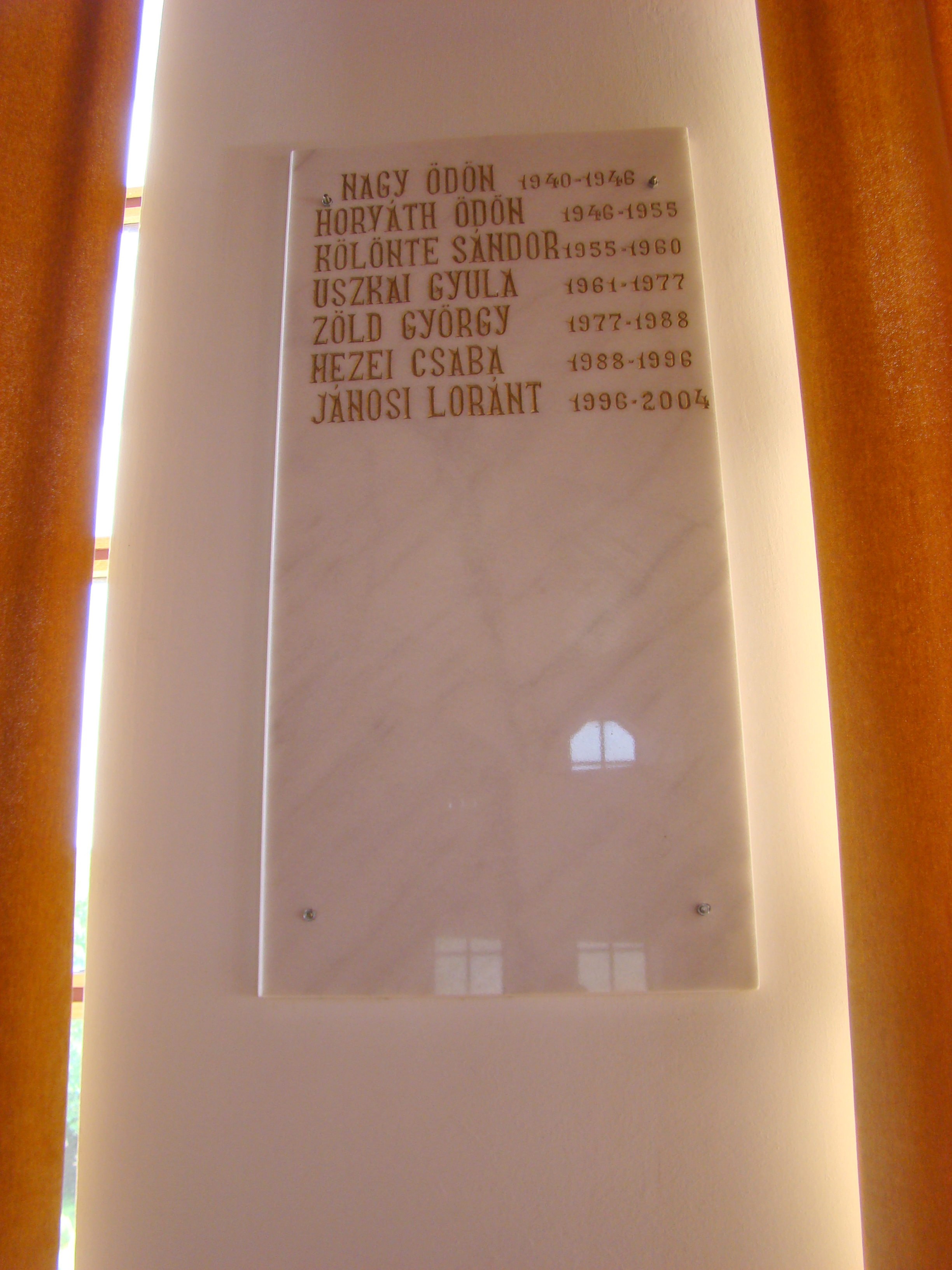
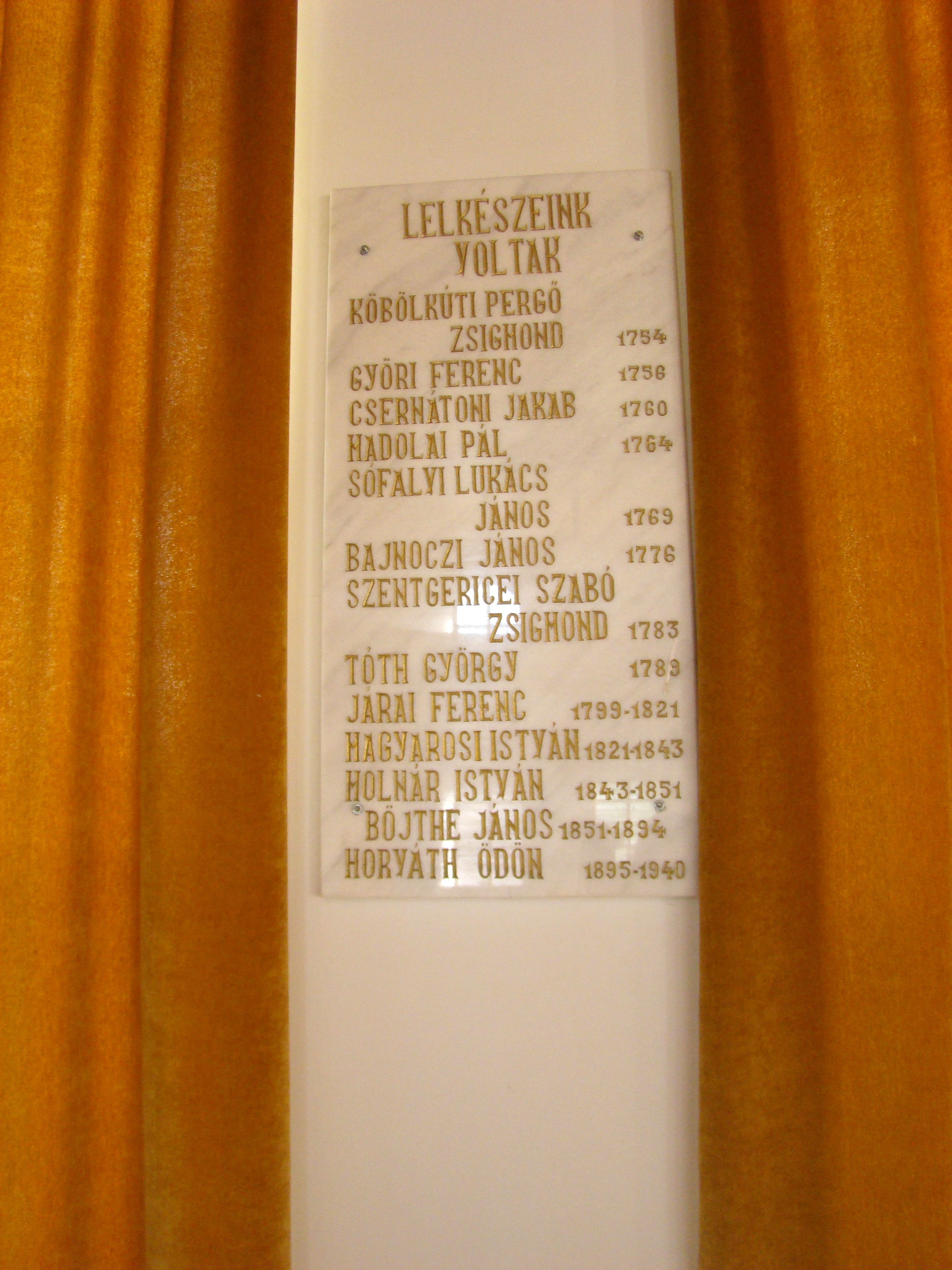
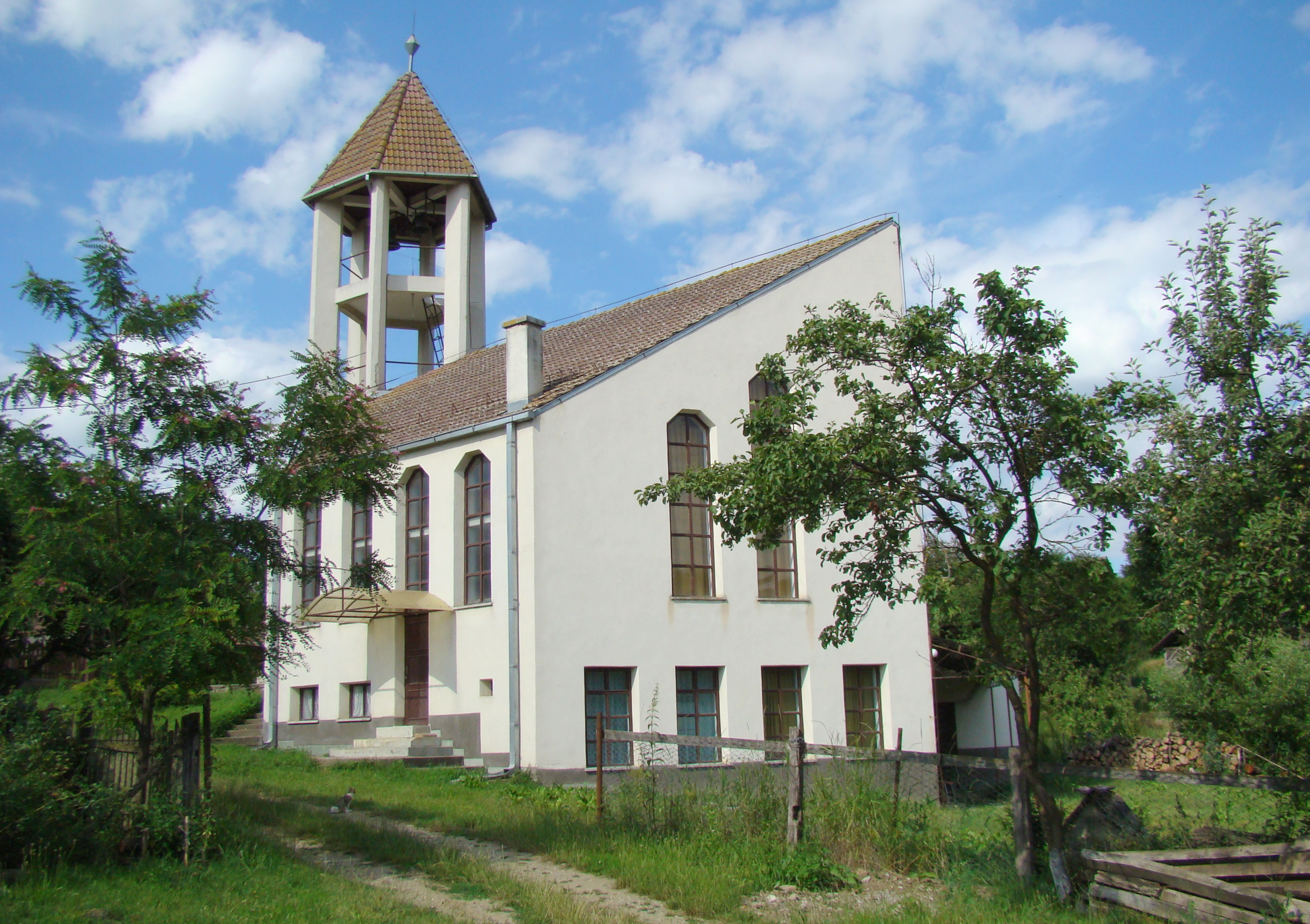

## Vezi și
- Fântânița, Bistrița-Năsăud